# Militärflugplatz Tel Nof

i7
i11
i13

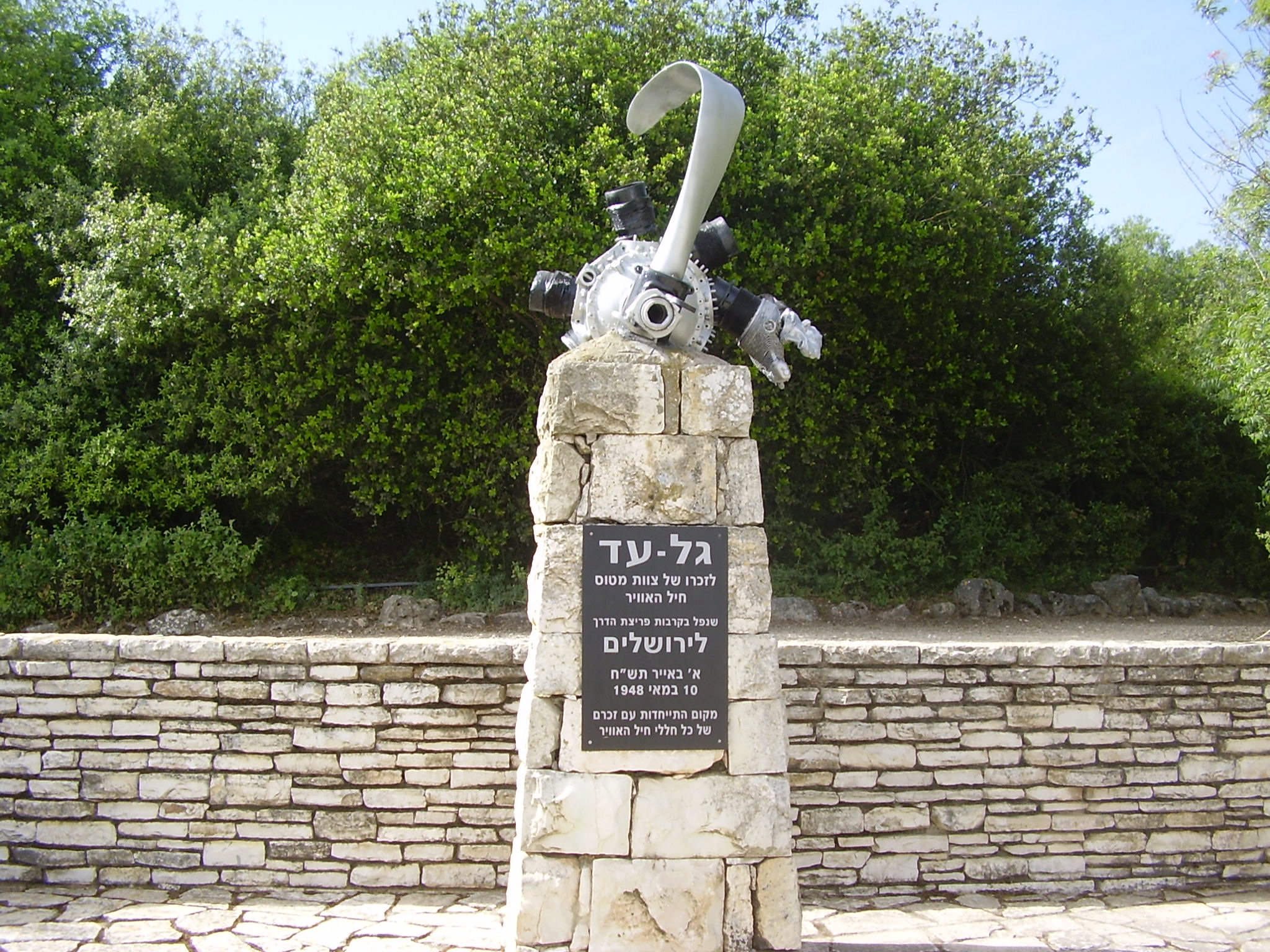
Das Air Force Memorial auf dem „Pilots' Mountain“, Hauptgedenkstätte der IAF für ihre gefallenen Piloten und Flieger, 25 Kilometer östlich von Tel Nof

Der Militärflugplatz Tel Nof (hebräisch בָּסִיס [חֵיל-הַאֲוִיר] תֵּל נוֹף Basīs [Chejl haʾAwīr] Tel Nōf, deutsch ‚Basis [des Korps der Luft] Aussichtshügel‘, ICAO-Code: LLEK) ist der älteste und Hauptflugplatz der Israelischen Luftwaffe (IAF) und befindet sich im Gebiet des Regionalverbands Brenner, Zentralbezirk Israels, etwa 5 Kilometer südlich von Rechovot. Er besitzt 4 Start- und Landebahnen, und es sind zahlreiche Einheiten auf ihm stationiert. Darunter sind zwei Jagdbomber-Staffeln, zwei Transporthubschrauber-Staffeln, eine Drohnen-Staffel sowie das Flugtestzentrum Manat mit einem Exemplar jedes Jettyps der IAF. Auch die Fallschirmjäger-Brigade, die CSAR-Rettungseinheit 669, sowie mehrere weitere Spezialeinheiten befinden sich hier, siehe auch: Einheiten.

## Geschichte

### Britisches Mandat
Gegründet von den Briten im Frühjahr 1941 während ihrer Mandatszeit, befand sich hier der Hauptstützpunkt der Royal Air Force in Palästina, RAF Aqir, benannt nach einem nördlich gelegenen palästinensischen Dorf, das 1948 im Palästinakrieg unterging und auf dem Gebiet des heutigen Kirjat Ekron lag. Auf dem Stützpunkt befanden sich während dieser Zeit abwechselnd diverse britische Flugzeug-Staffeln mit zahlreichen Kampfflugzeugen, Bombern und Transportflugzeugen, die vor allem während des Zweiten Weltkrieges von hier aus eingesetzt wurden. Im entsprechenden englischen Wikipedia-Artikel sind diese Staffeln aufgelistet.

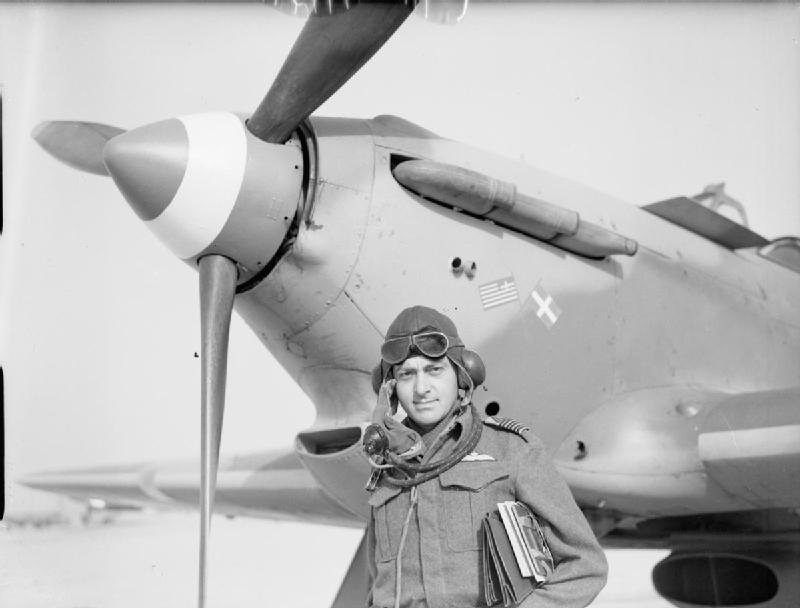
Ein griechischer Pilot vor einer britischen Hawker Hurricane Mark I auf RAF Aqir, 1939/43
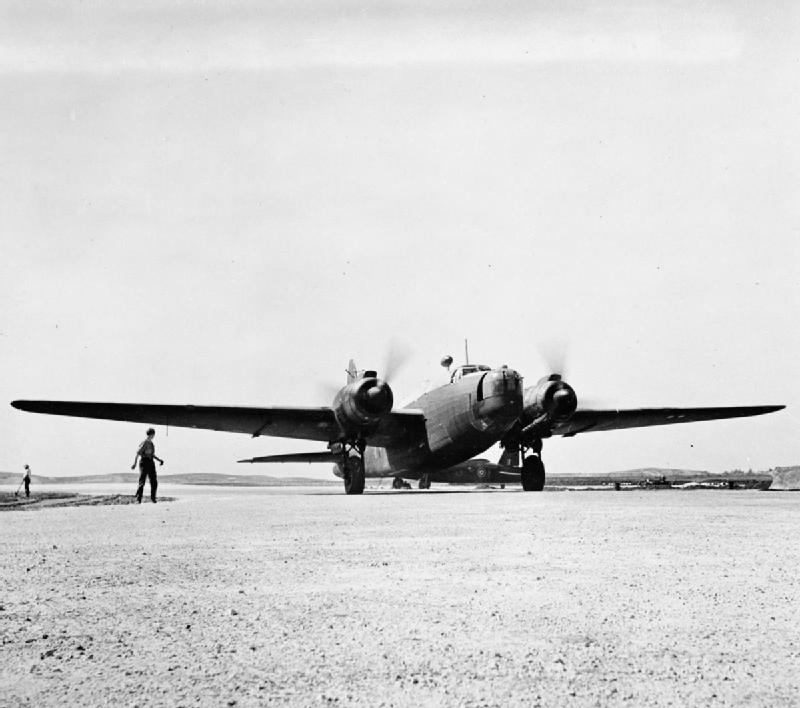
Eine Vickers Wellington Mark X während des britischen Mandats 1944/1945 auf RAF Aqir
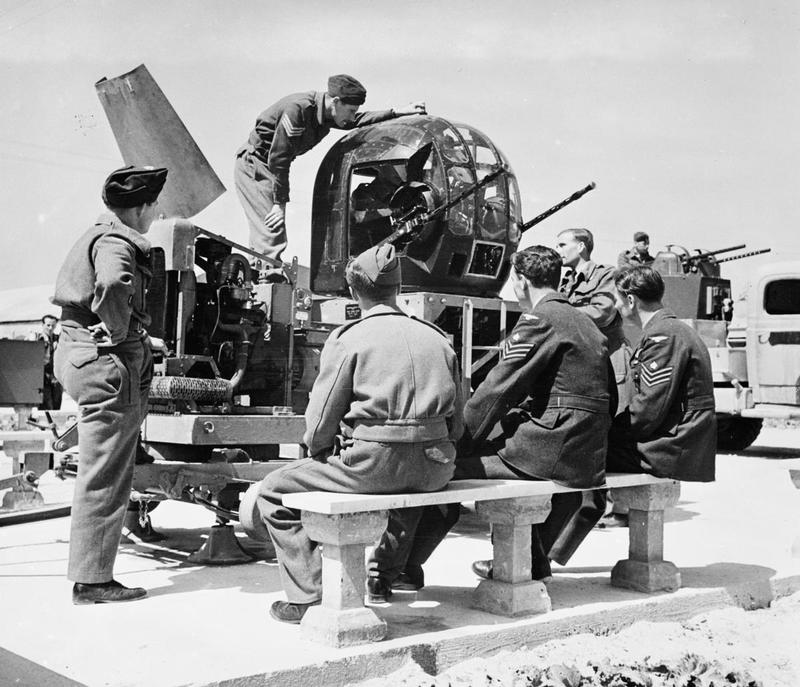
MG-Schützen-Training für britische Flieger auf RAF Aqir, 1944/45
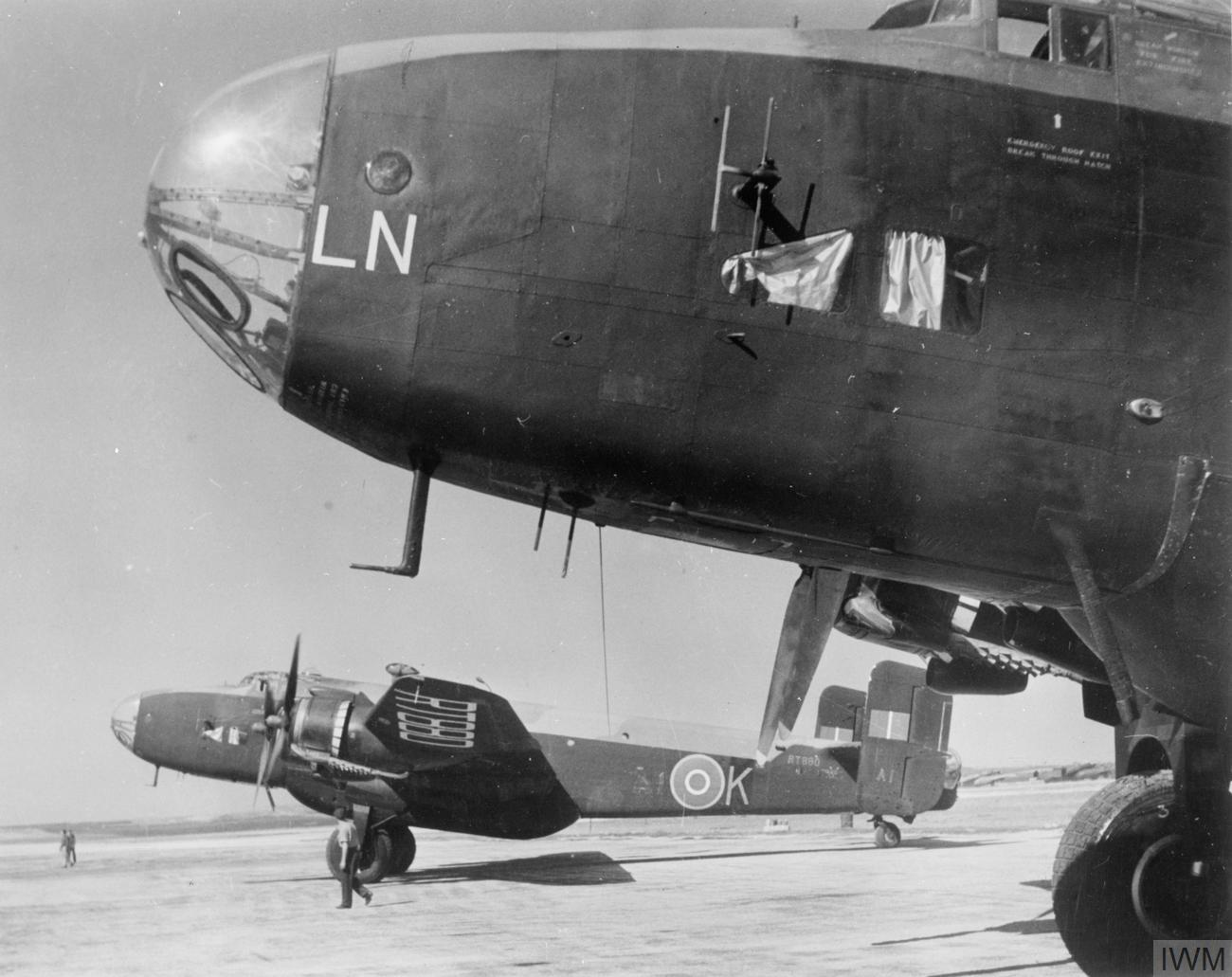
Handley Page Halifax Bomber als Transportflugzeuge der britischen 113. Staffel auf RAF Aqir, 1946/47

### Namen der Basis
Nach dem Ende ihres Mandates und dem Abzug der Briten aus RAF Aqir wurde die Luftwaffenbasis im Mai 1948 von den israelischen Streitkräften übernommen und zunächst in ʿEkron Airbase umbenannt, nach der biblischen Stadt Ekron bzw. dem heutigen Kirjat Ekron, das nur etwa einen Kilometer weiter nördlich beginnt. Im Jahr 1950 erhielt sie schließlich ihren heutigen Namen Tel Nof Airbase (deutsch: Aussichtshügel). Dieser stammt aus den 1930er Jahren, als die Gegend unter diesem Namen als Stadtentwicklungsland bekannt war, ähnlich dem damals aufblühenden „Tel Aviv“ (deutsch: Frühlingshügel).

### Erste israelische Kampfflugzeuge
Während des Palästinakrieges starteten am 29. Mai 1948 von hier die ersten vier Kampfflugzeuge Avia S-199 der ersten Flugzeugstaffel 101 „First Fighter“ der neuen Israelischen Luftwaffe (IAF) zu ihrem ersten Einsatz. Sie griffen die Brücke (Gescher) ʿAd Halom (bis hierher) am östlichen Stadtrand von Aschdod an, die sich in der Hand von ägyptischen Truppen befand, um deren Vormarsch auf Tel Aviv aufzuhalten (siehe Gedenkstein in Galerie unterhalb). Wichtig war weniger der bescheidene militärische Erfolg dieser Aktion selbst – ein Flugzeug wurde abgeschossen – als der Schock für die ägyptischen Soldaten, als sie mit eigenen Augen sahen, dass Israel nun eine Luftwaffe hat. Der weitere Vormarsch verzögerte sich, und dies gab der israelischen Armee (IDF) genügend Zeit, Bodentruppen heranzuführen und ihn aufzuhalten.
Am 17. August 1948 – noch während des Palästinakrieges – wurde der Militärflugplatz ʿEkron (später Tel Nof) der IAF offiziell und feierlich eröffnet. Die von den Briten übernommenen Basen Chazor (Hatzor) und Ramat David folgten bald darauf. Nach der aus der Tschechoslowakei importieren Avia S-199 – ein Nachbau der Messerschmitt Bf 109 mit aus deutscher Kriegsproduktion übrig gebliebenen Teilen – wurden weitere Kampfflugzeuge aus Beständen der ehemaligen Alliierten beschafft, wie die britische Supermarine Spitfire und die North American P-51 Mustang. Die IAF-Flugakademie, die in den ersten Jahren noch auf Camp Sirkin östlich von Petach Tikwa zu Hause war, wurde ab 1955 auf Tel Nof eingerichtet, bis sie ab 1966 auf den dann neu errichteten Militärflugplatz Chazerim verlegt wurde, wo sie bis heute besteht.

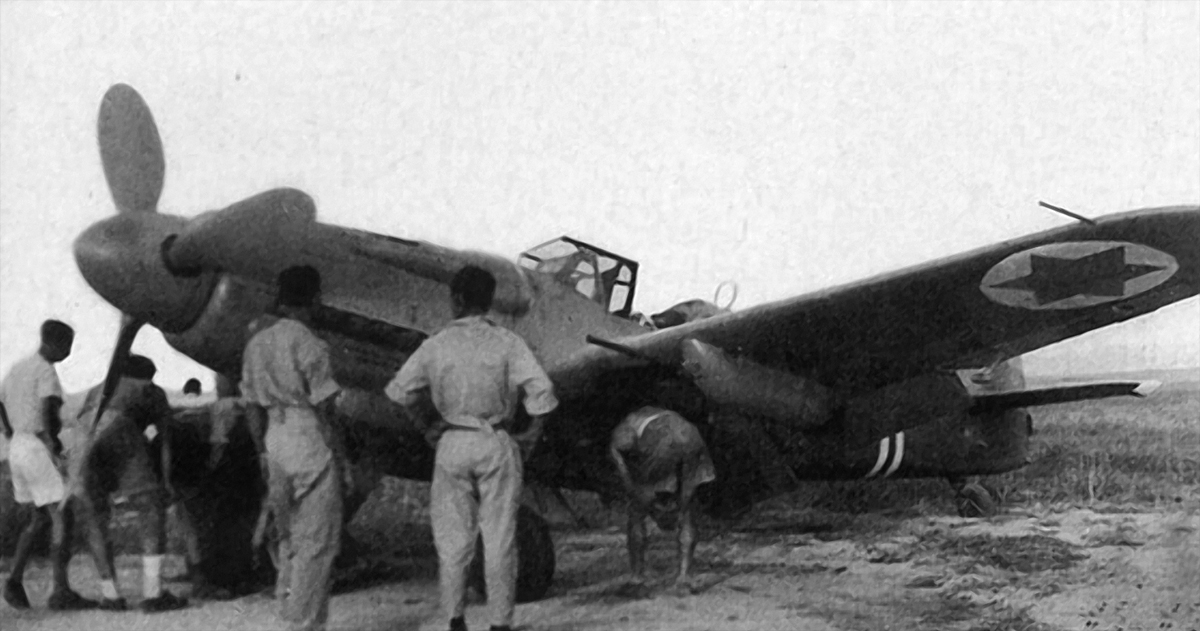
Eine Avia S-199 der 101. IAF-Staffel „First Fighter“ im Jahr 1948 auf der ʿEkron Airbase
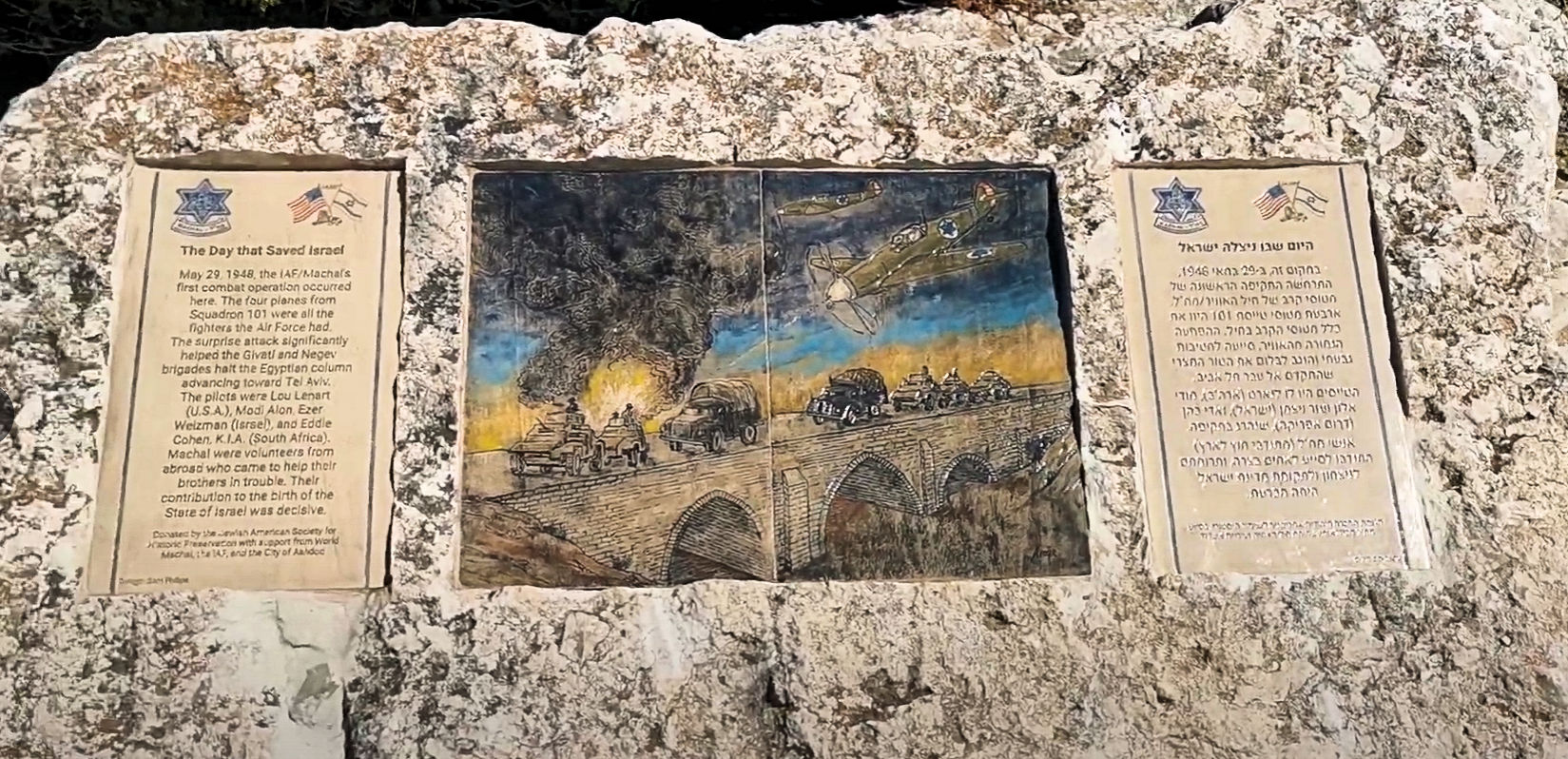
Gedenkstein zur „Schlacht von ʿAd Halom“ am 29. Mai 1948 im dortigen Park am Ostrand von Aschdod
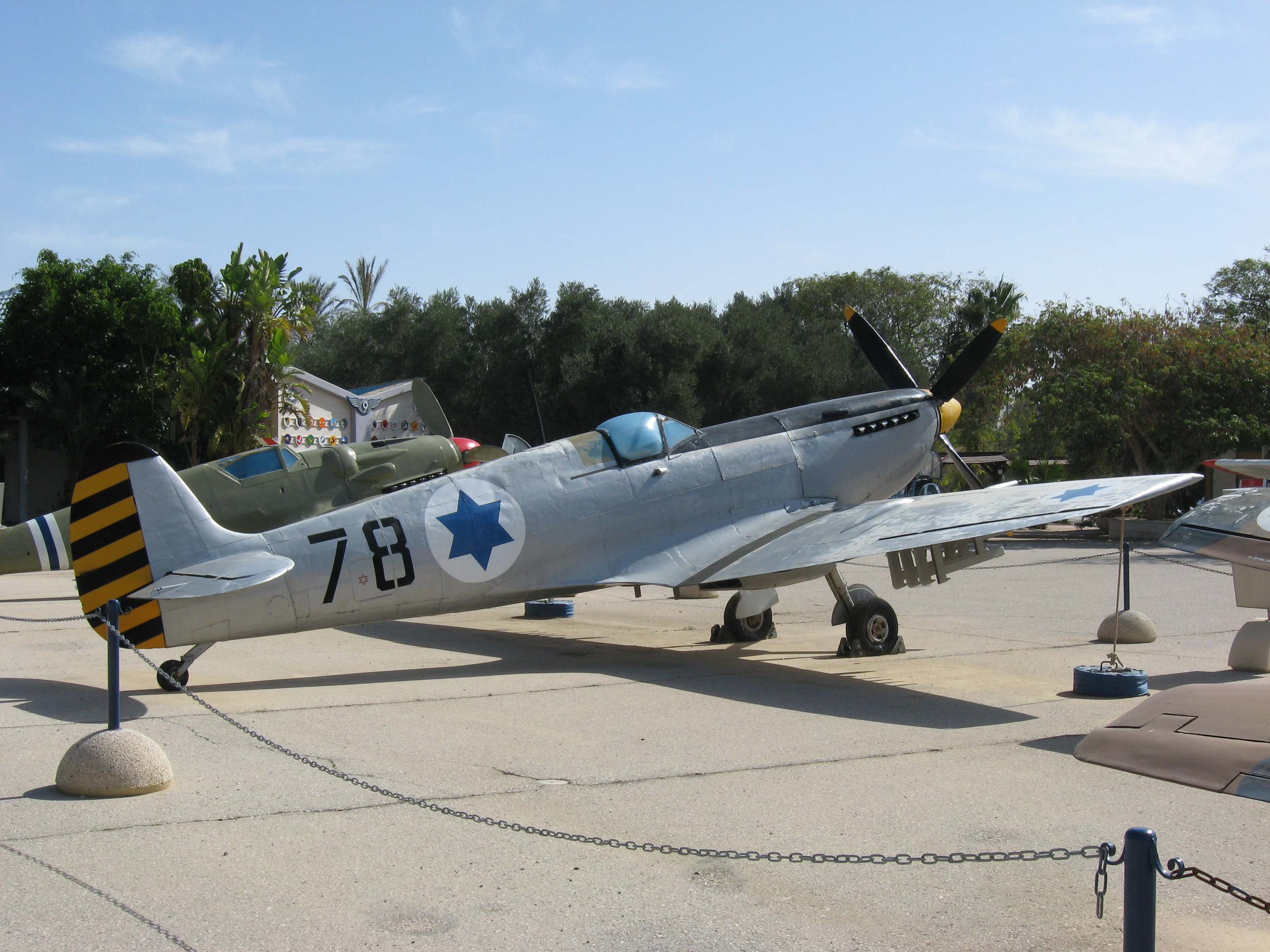
Eine Spitfire Mk.IXe der 101. Staffel aus den Anfangstagen der IAF im Israeli Air Force Museum
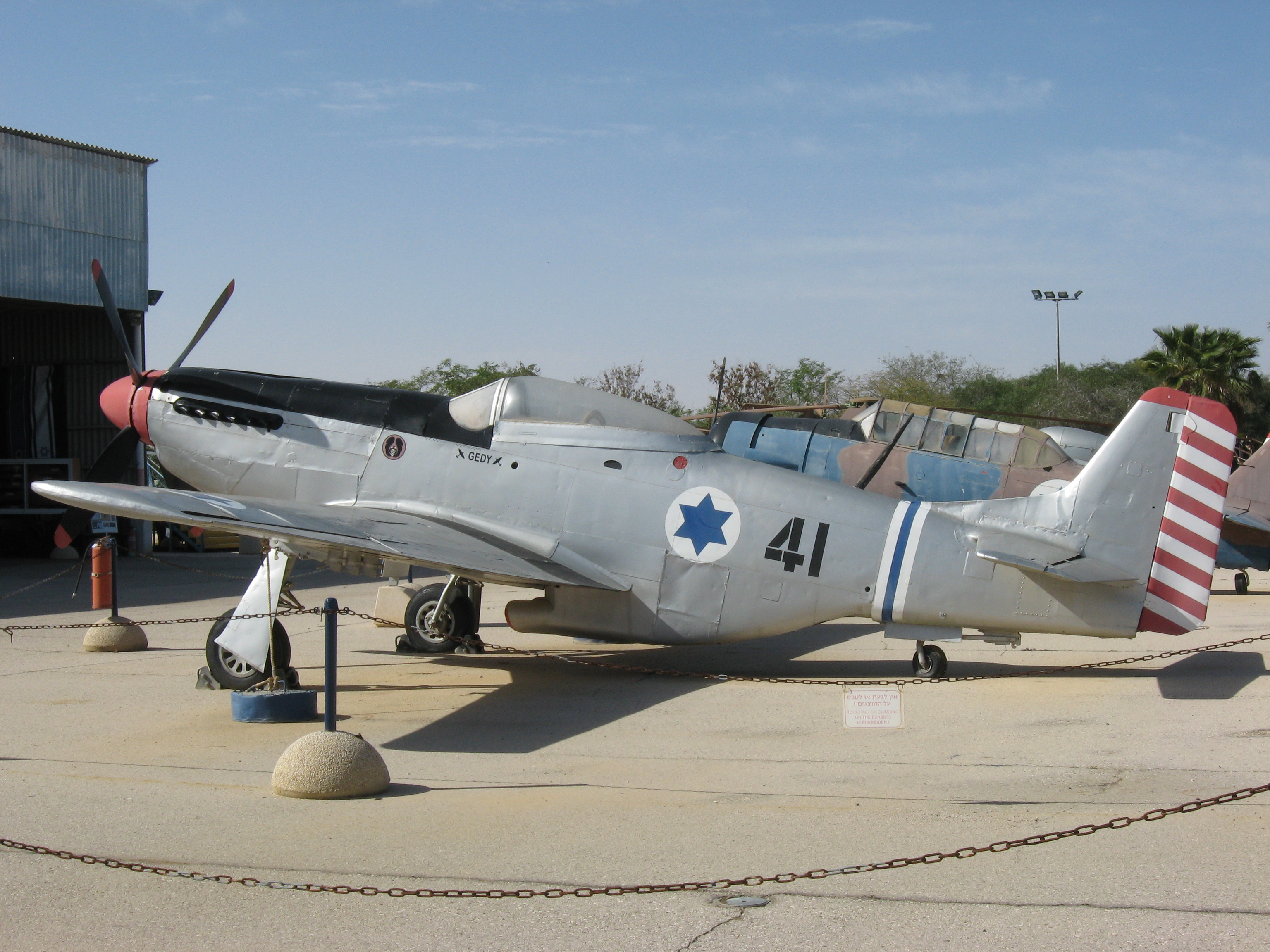
Eine P-51D Mustang der 101. Staffel, ebenfalls aus der Anfangszeit der Israelischen Luftwaffe

### Erste Jets auf Tel Nof in der 119. Staffel „Bat“
Die 119. Staffel „Bat“ wurde 1956 zunächst auf dem Militärflugplatz Ramat David gegründet und sollte Nachteinsätze mit Jets fliegen (daher der Name „Bat“ für Fledermaus). Sie erhielt gebrauchte Gloster Meteor NF.13 (für Night Fighter, zweisitzig) von der Royal Air Force, mit denen sie kurz darauf an den Kampfhandlungen der Suezkrise teilnahm. Um die Staffel näher an ihr primäres Einsatzgebiet Ägypten zu bringen, wurde sie Ende 1957 nach Tel Nof verlegt und erhielt im folgenden Jahr zusätzlich mehrere neue SO-4050 Vautour des Herstellers Sud-Ouest aus Frankreich. 1963 wurde die 119. Staffel „Bat“ vorübergehend stillgelegt und ihre Jets an Staffeln auf Ramat David abgegeben.

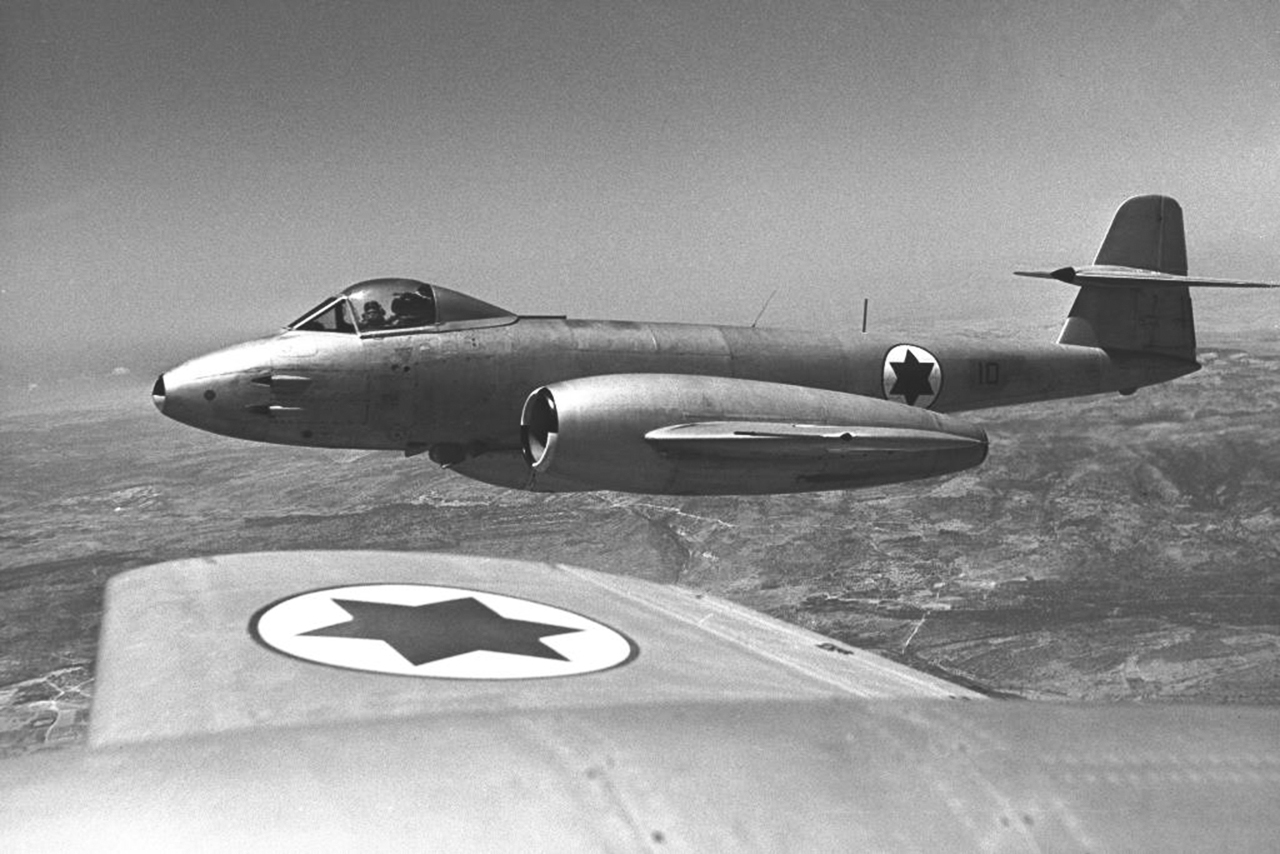
Einsitzige Gloster Meteor F.8 im Flug, von Ramat David im Jahr 1954
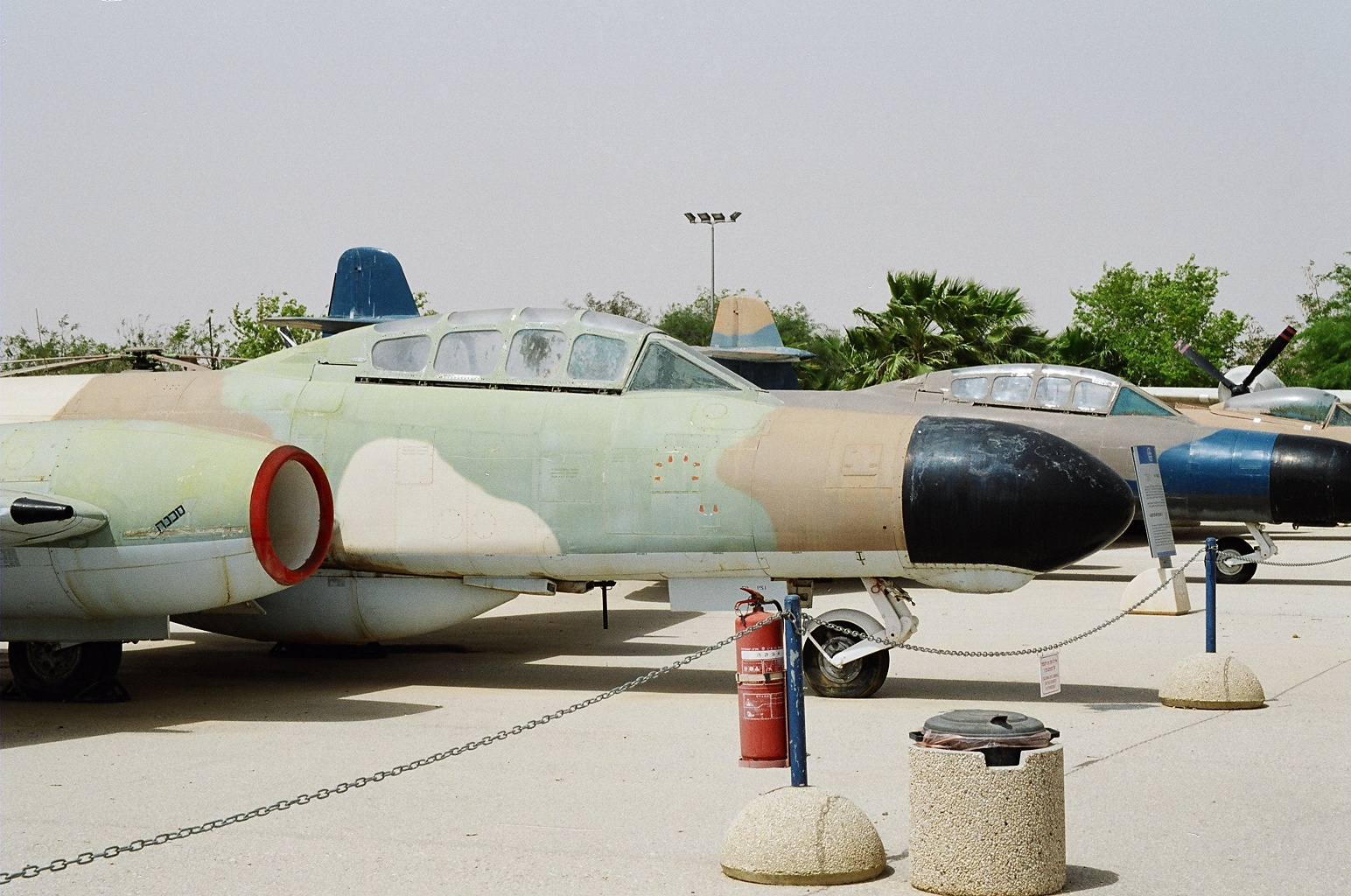
Zweisitzige Gloster Meteor NF.13 im IAF-Museum bei Chazerim 2004
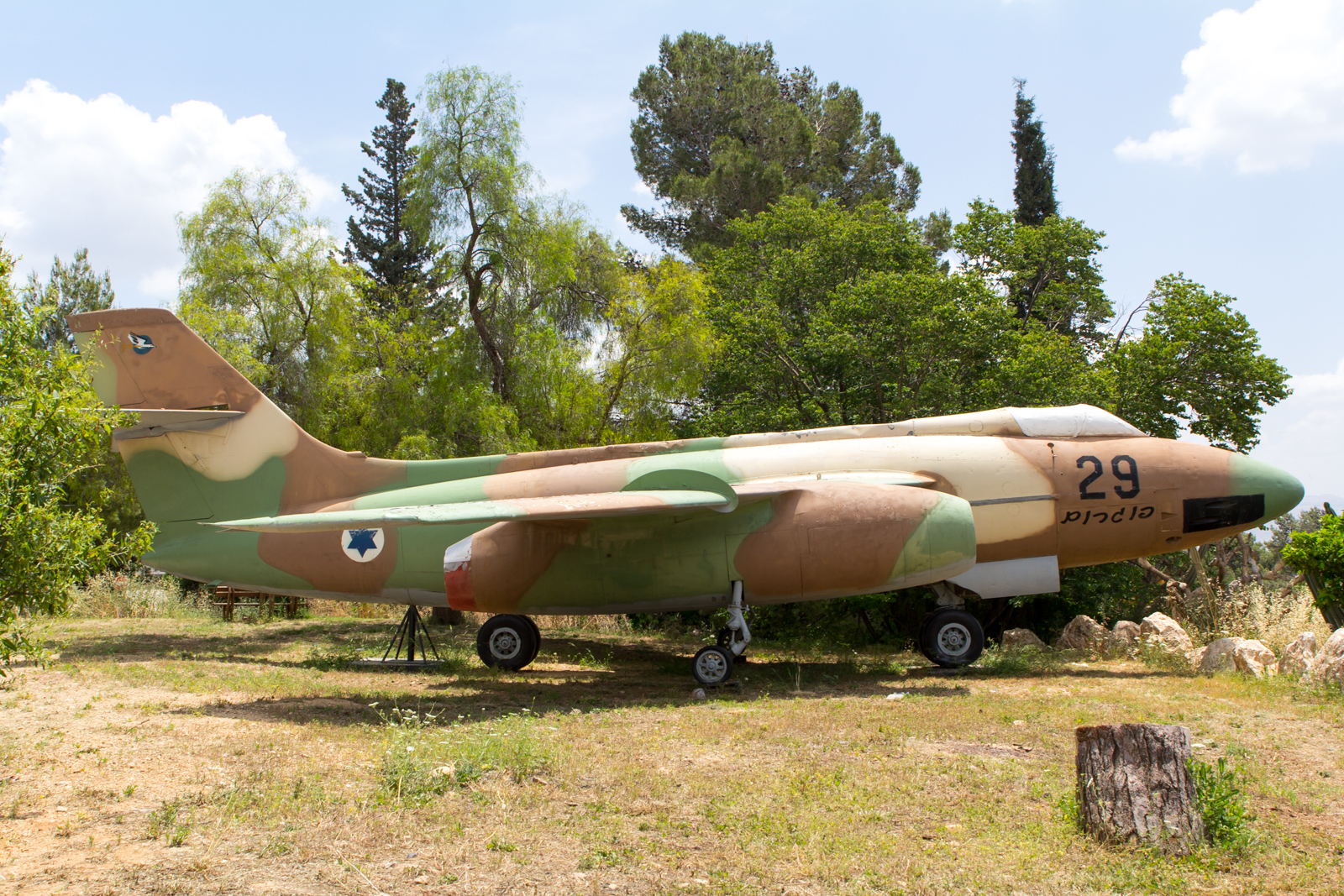
Eine erhaltene Sud SO-4050 Vautour bei Kfar Giladi in Nordisrael 2015
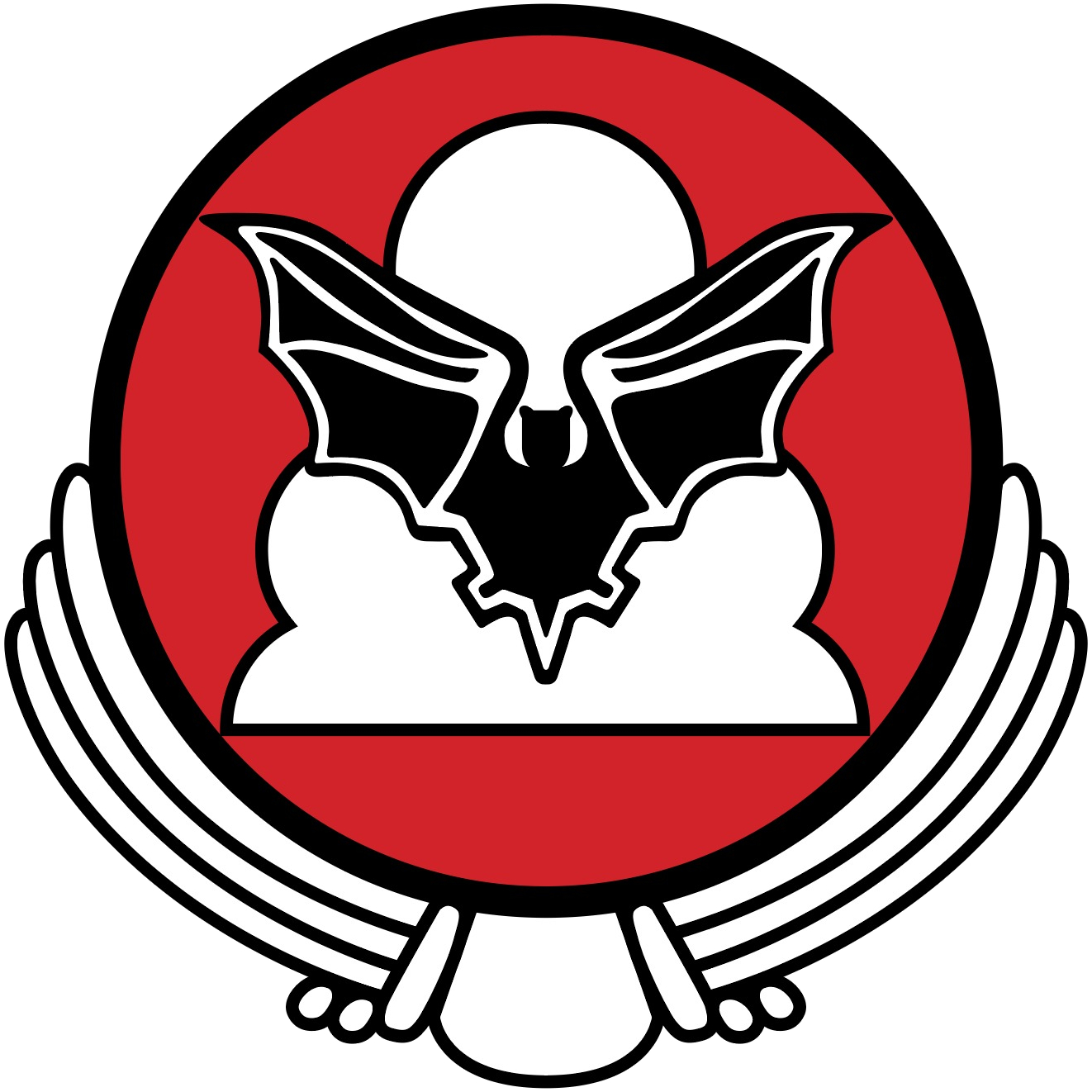
Aktuelles Symbol der 119. Staffel „Bat“, heute auf Ramon stationiert

1964 wurde die 119. Staffel mit neuen französischen Kampfjets vom Typ Dassault Mirage IIICJ Shahak (siehe Galerie) auf Tel Nof wiedereröffnet, die später im Sechstagekrieg über 300 Einsätze flogen und dabei 23 feindliche Flugzeuge abschossen. 1970 wurden die Mirage-Jets an andere Staffeln abgegeben und US-amerikanische F-4E Phantom II Kurnass Jagdbomber beschafft, die bald darauf am Jom-Kippur-Krieg teilnahmen.

### Erste Transportflugzeuge
Zu Beginn des Palästinakrieges Ende 1947 wurden zehn Curtiss C-46 Commando Transportflugzeuge aus Beständen der US Air Force gekauft und letztendlich auf der ʿEkron Airbase stationiert. Sie bildeten das Rückgrat der Transportflotte der neu gegründeten Israel(i) Air Force und wurden im Dezember 1948 durch Gründung der 106. Staffel „Spearhead“ zusammengefasst. Diese Maschinen transportierten während des Krieges Ausrüstung und Versorgungsgüter zu den Truppen und Siedlern in der Negev-Wüste im Süden Israels und führten vereinzelt auch Bombenangriffe durch. Wichtige Landeplätze für die Versorgungsflüge waren das Ruhama Airfield 12 Kilometer südöstlich von Sderot (Lage) und das Malhata Airfield 20 Kilometer östlich von Beʾer Scheva, der heutige Militärflugplatz Nevatim.
Im März 1949 nahmen die Transportflugzeuge kurz vor Ende des Palästinakrieges auch an der Operation Uvda teil, dem Sichern des südlichen Negev bis an das Rote Meer, so wie es der UN-Teilungsplan von 1947 vorsah. Dazu wurde weit im Süden das provisorische Abraham Flugfeld (Sde Avraham) nahe dem heutigen Militärflugplatz Ovda angelegt. Nach dem Krieg wurden die Maschinen dann von der israelischen Fluggesellschaft El Al weiter genutzt oder der 103. Transportstaffel „Elephants“ überstellt. Die 106. Staffel „Spearhead“ wurde danach wieder stillgelegt und erst im Juni 1982 mit F-15-Jets auf Tel Nof wiedereröffnet.

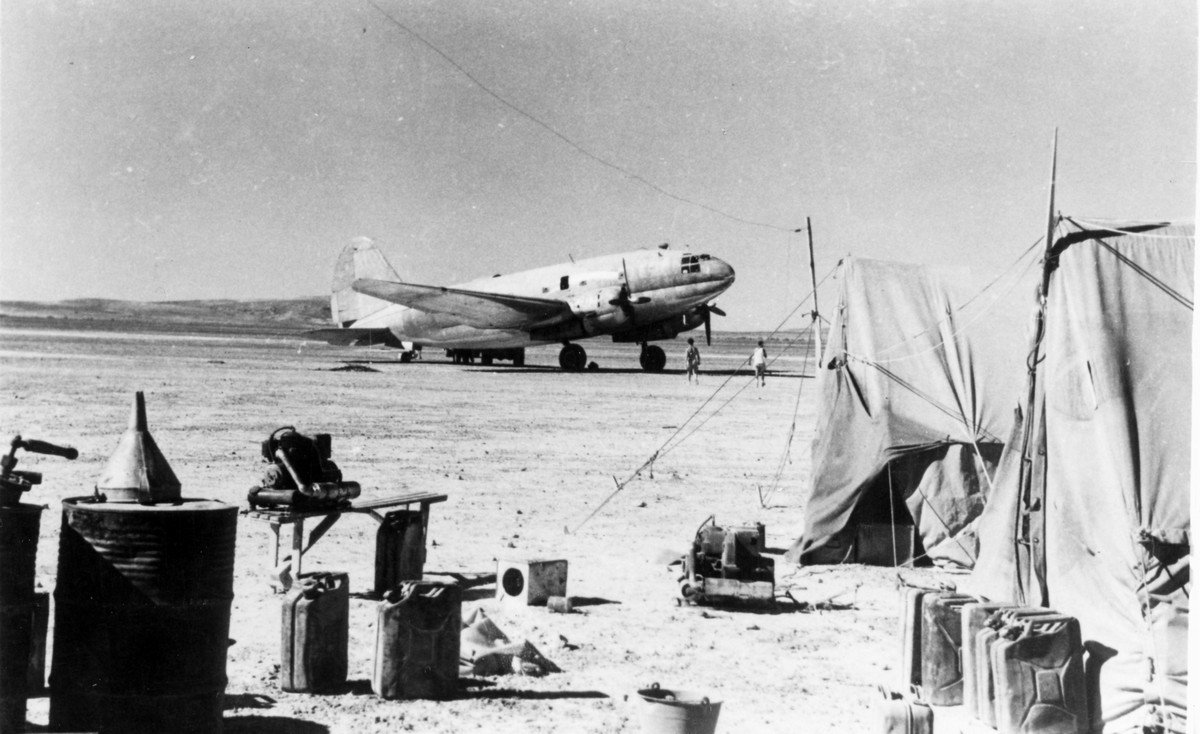
Eine israelische C-46 Commando auf dem Ruhama Airfield im August 1948 während des Palästinakrieges
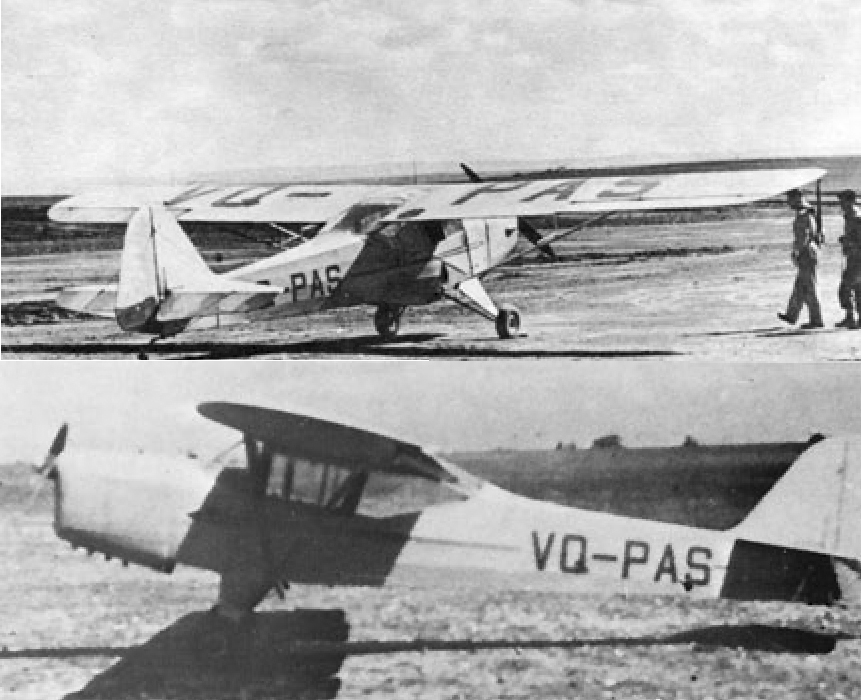
Auch mehrere Auster J/1 Autocrat wurden von der IAF für den Transport von Personen und Material eingesetzt
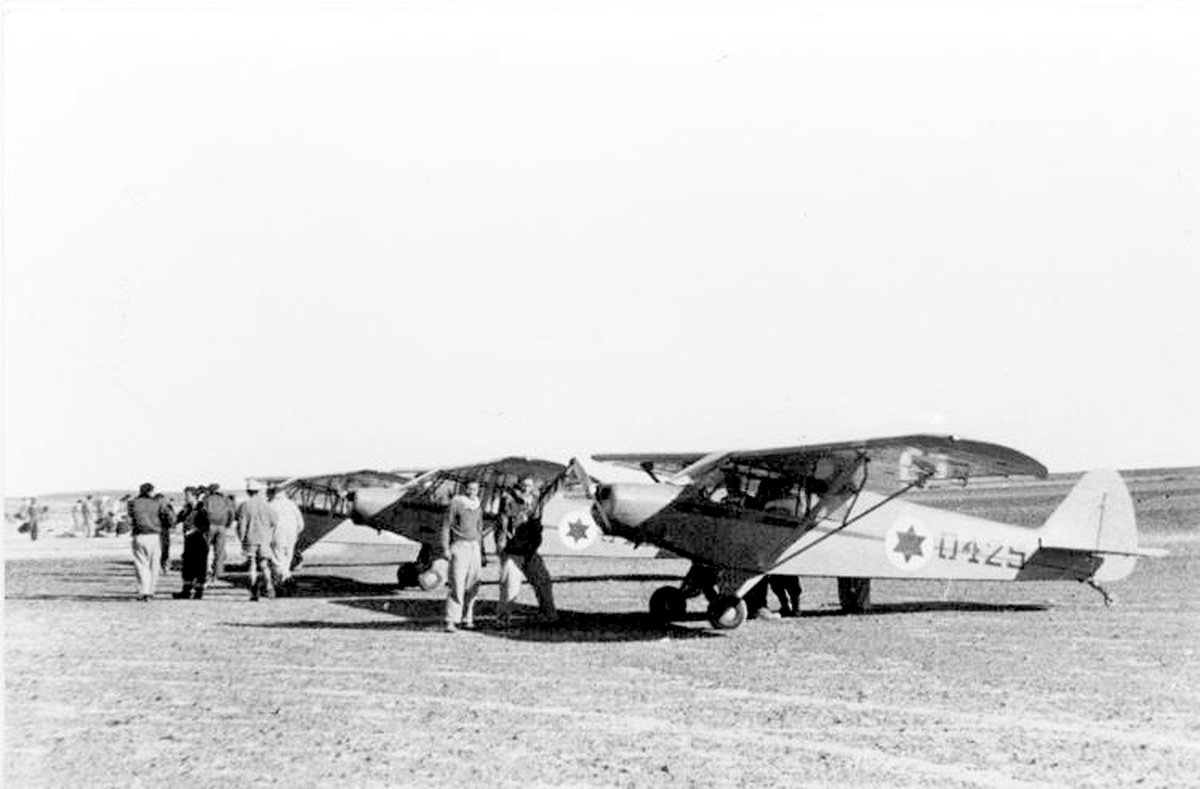
Piper PA-11 Cub Special auf dem provisorischen Abraham Flugfeld (Sde Avraham) während Operation Uvda
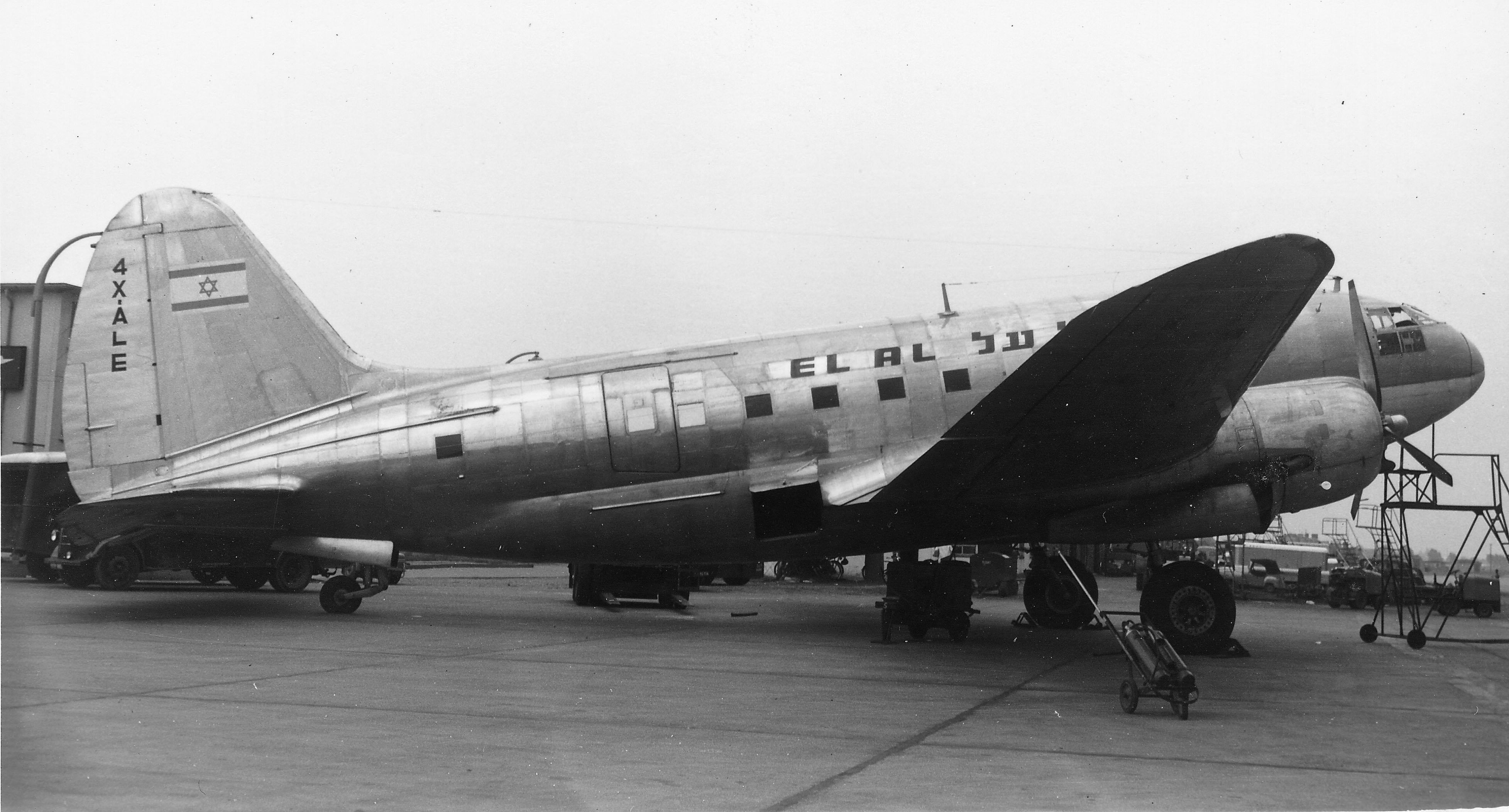
Eine nach dem Palästinakrieg von der israelischen Fluggesellschaft El Al genutzte C-46 um das Jahr 1950

Mit der 1966 gegründeten 114. Staffel „Night Carriers“ und der 1970 ins Leben gerufenen 118. Staffel „Night Raptors“ – beide auf Tel Nof – wurden Versorgung und Truppen- bzw. Verwundetentransporte nun auch durch schwere Transporthubschrauber durchgeführt. Die 114. Staffel flog anfangs die französische Super Frelon Tzirʿa und später zusammen mit der 118. Staffel die US-amerikanische CH-53D Sea Stallion Jasʿur. Siehe auch unter: Jom-Kippur-Krieg und Einheiten.

### Fallschirmjäger-Brigade
Bereits während des Palästinakrieges 1948 gab es in Israel eine provisorische Fallschirmjägereinheit, die ab Anfang der 1950er Jahre zu einer regulären Fallschirmjäger-Brigade ausgebaut wurde, deren Hauptquartier und Trainingszentrum sich bis heute auf Tel Nof befindet. Diese Brigade war seitdem an vielen wichtigen Operationen in den Kriegen um Israel beteiligt, wie z. B. der Suezkrise im Herbst 1956, als israelische Fallschirmjäger den strategisch wichtigen Mitla-Pass auf der Sinai-Halbinsel besetzten. Während des Sechstagekrieges eroberten sie die Jerusalemer Altstadt und blieben durch die Einnahme des Tempelberges mit der Klagemauer am 7. Juni 1967 besonders durch ein ikonisches Foto von David Rubinger im Gedächtnis (siehe untere Galerie).

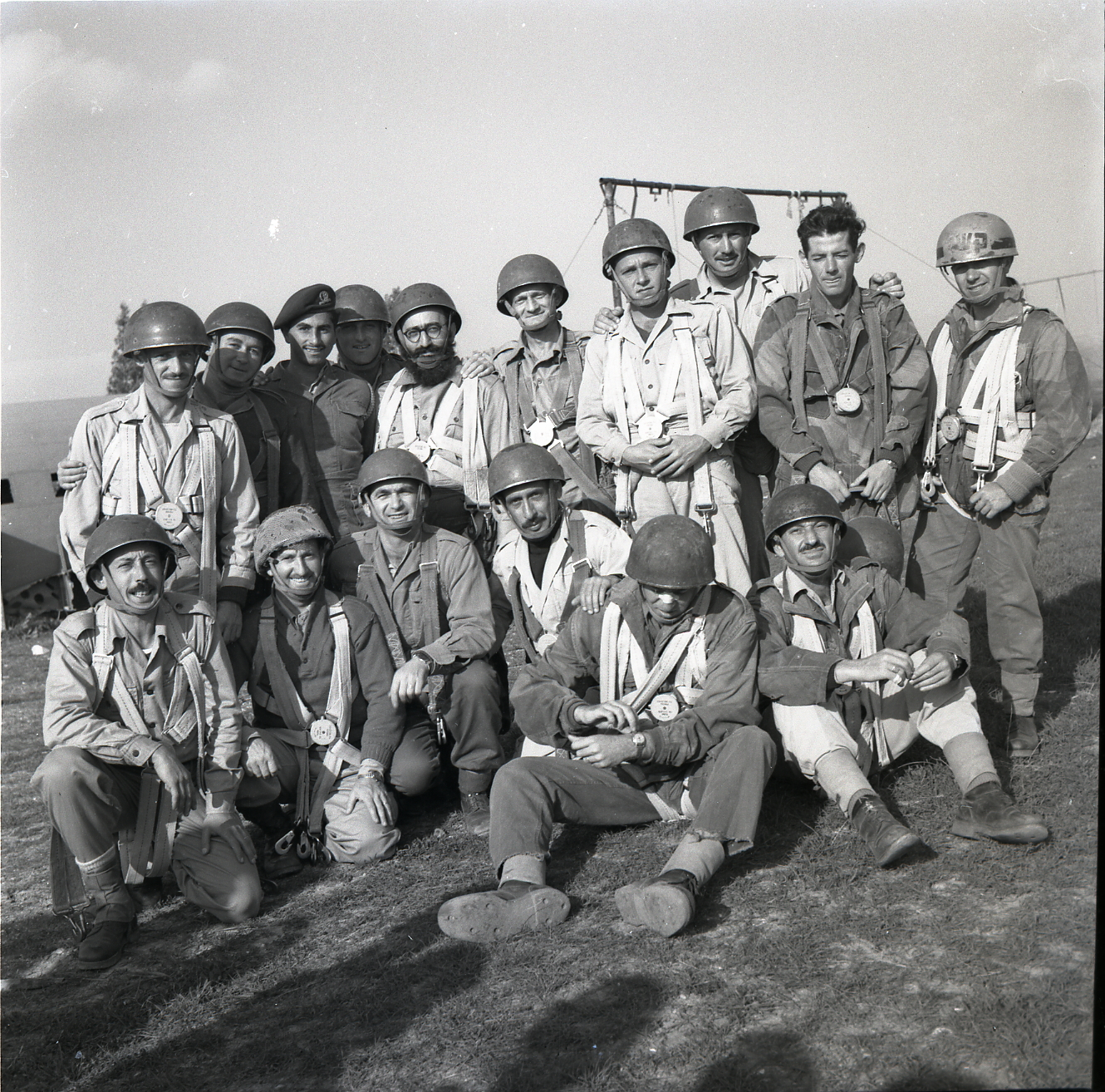
Israelische Soldaten der noch neuen Fallschirmjäger-Brigade im Jahr 1955 auf der Tel Nof Airbase
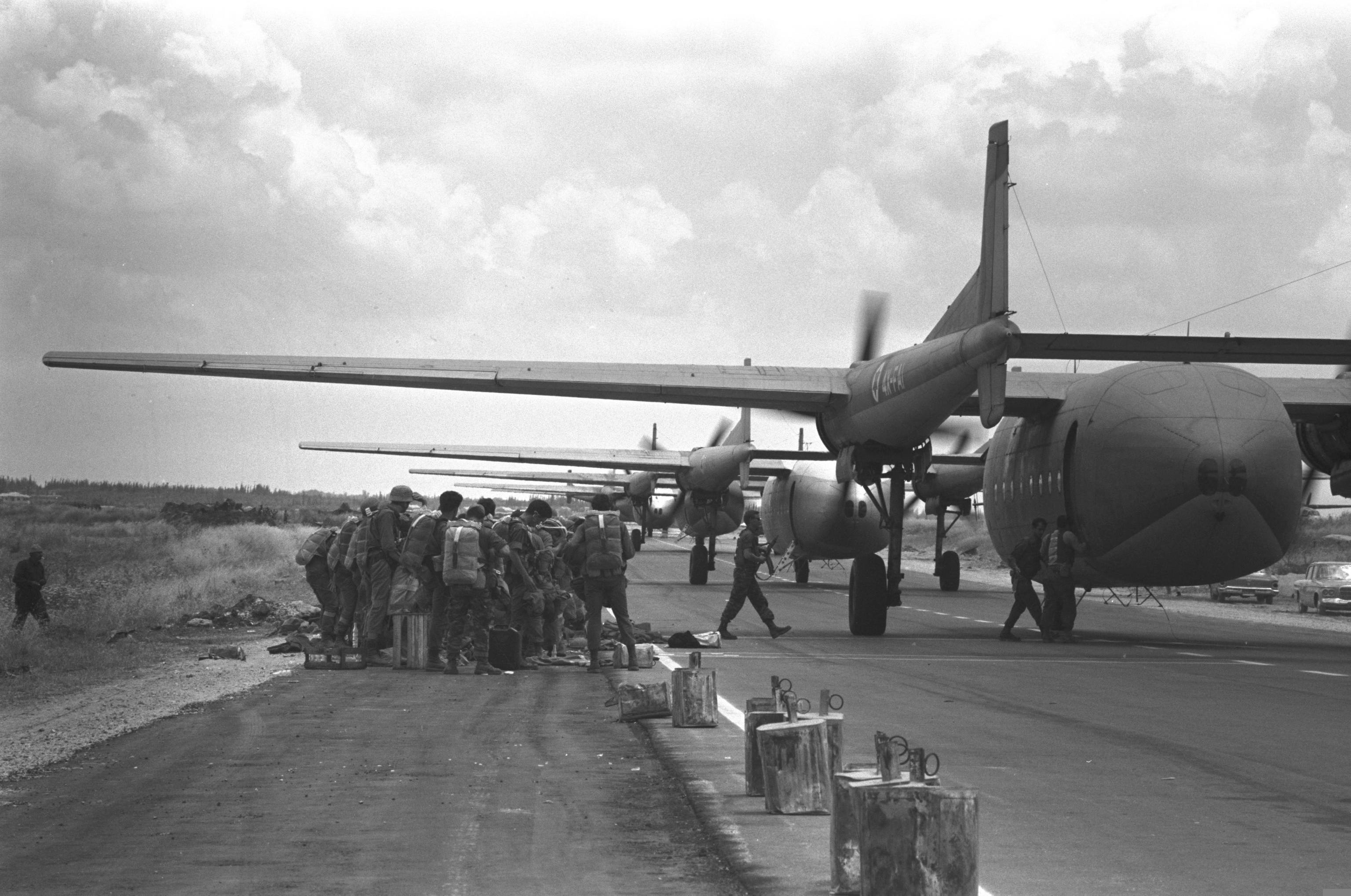
Fallschirmjäger besteigen auf Tel Nof die Flugzeuge, um dann über Jerusalem abzuspringen, am 7. Juni 1967
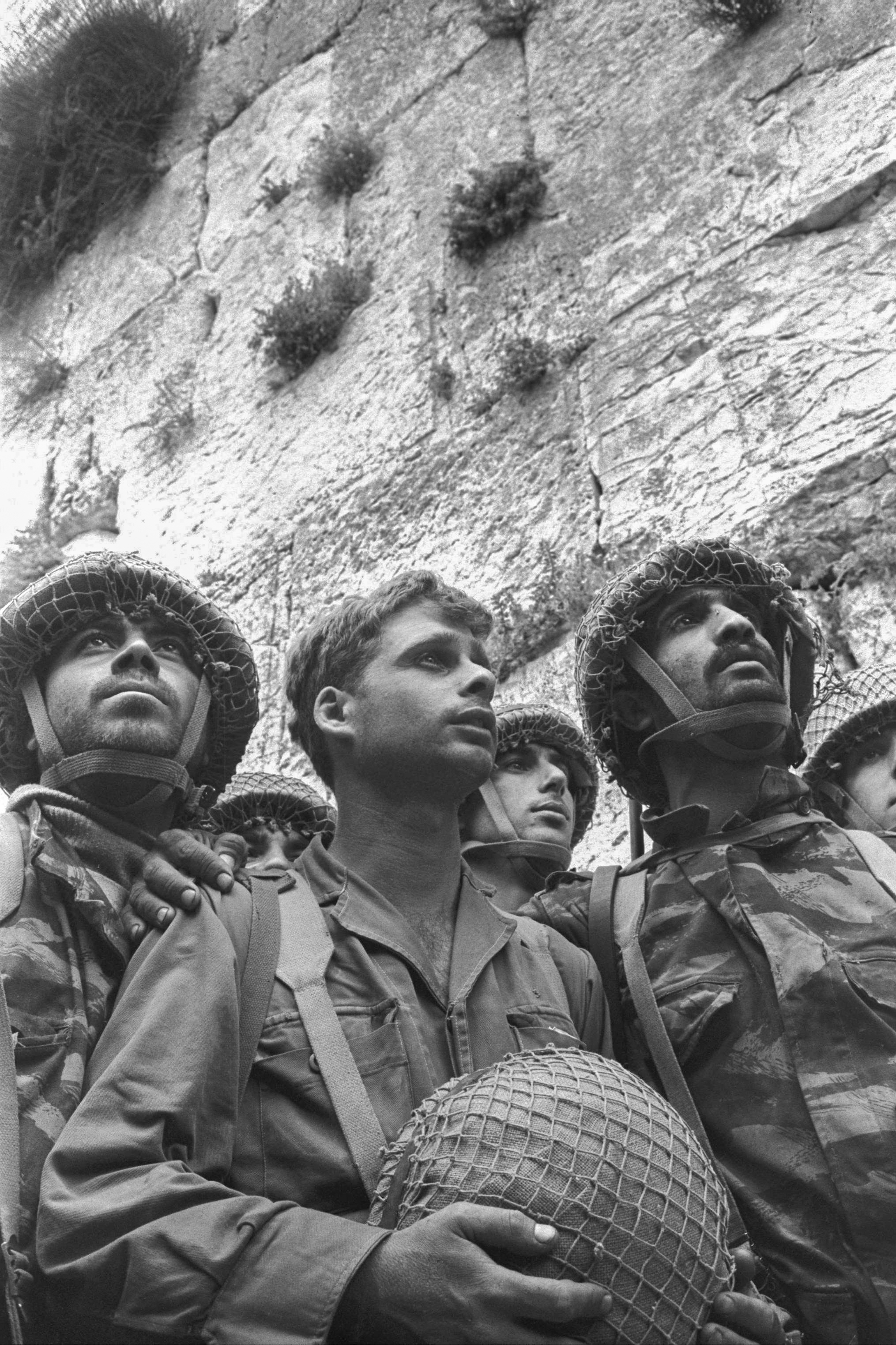
Israelische Fallschirmjäger erreichen die Klagemauer am 7. Juni 1967 – ikonisches Foto von David Rubinger
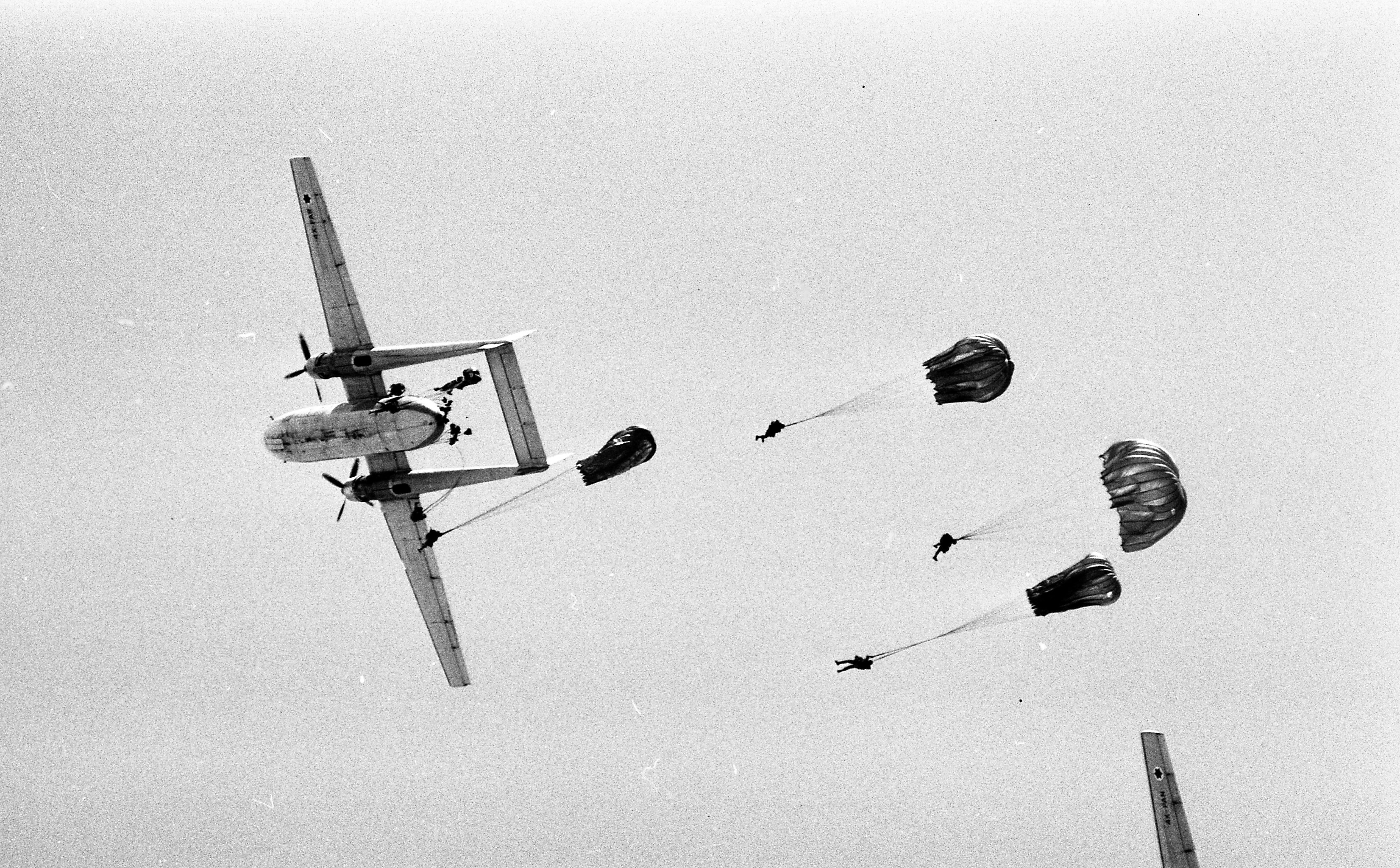
Fallschirmjäger aus Tel Nof springen während einer Übung aus einer Nord Noratlas ab, im Jahr 1972

### Fallschirmjäger-Hauptgedenkstätte
Anderthalb Kilometer westlich von Tel Nof befindet sich an der Nationalstraße  die Fallschirmjäger-Hauptgedenkstätte (Lage), die an die Gefallenen dieser Einheiten erinnert.

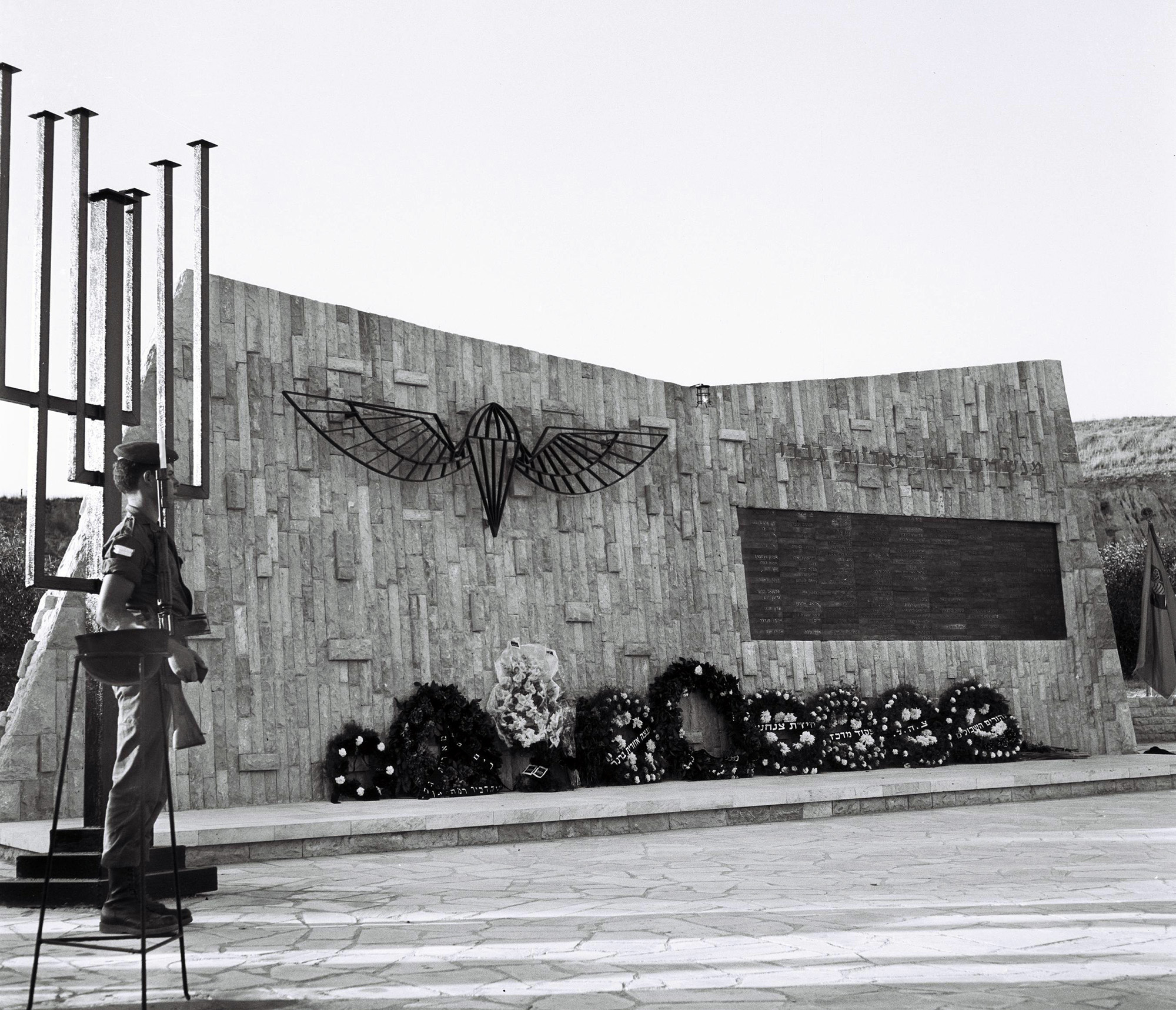
Einweihung der Fallschirmjäger-Hauptgedenkstätte, am Nationalfeiertag Jom haZikaron 1960
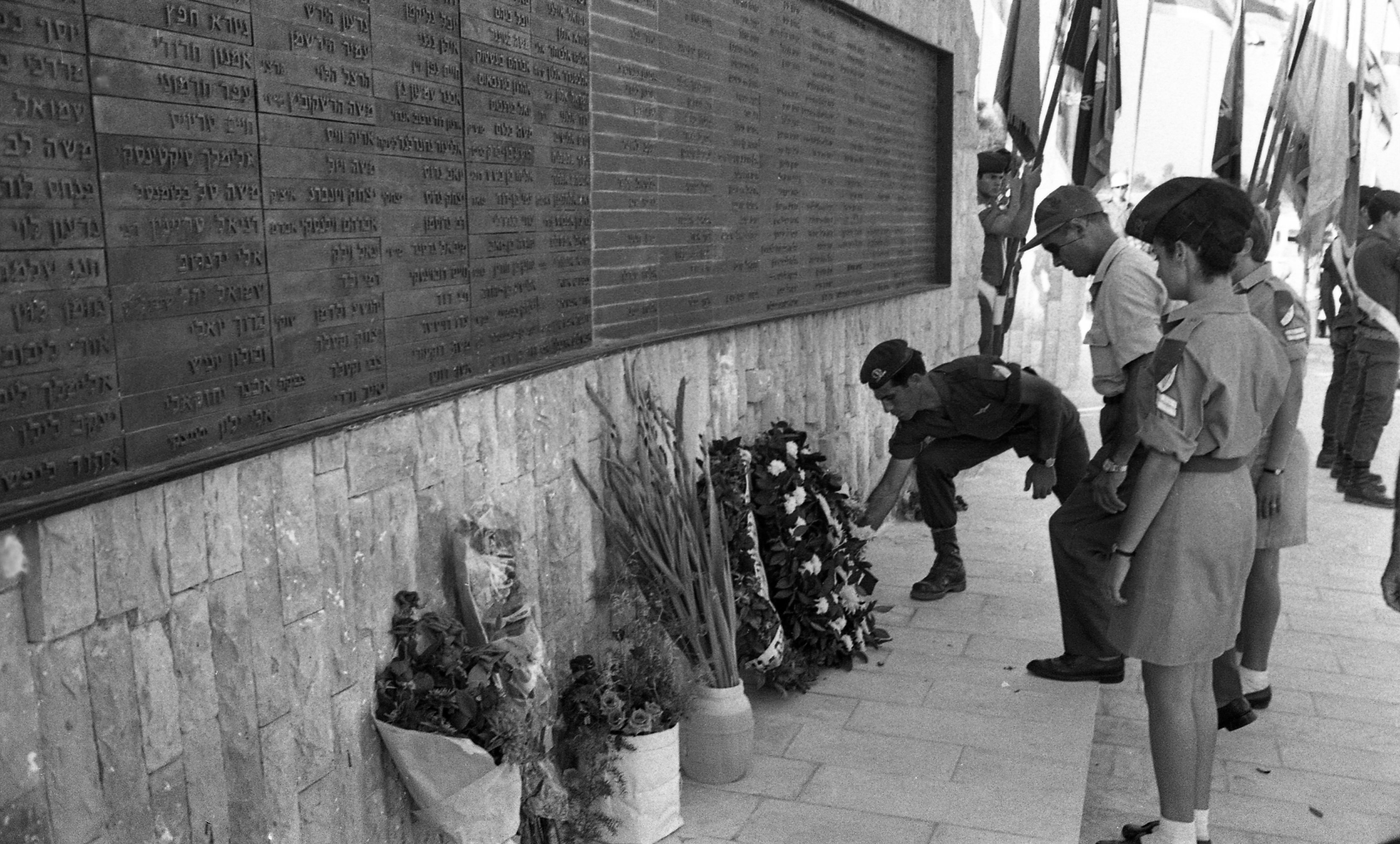
Verteidigungsminister Mosche Dajan legt 1969 einen Kranz an der Fallschirmjäger-Gedenkstätte nieder
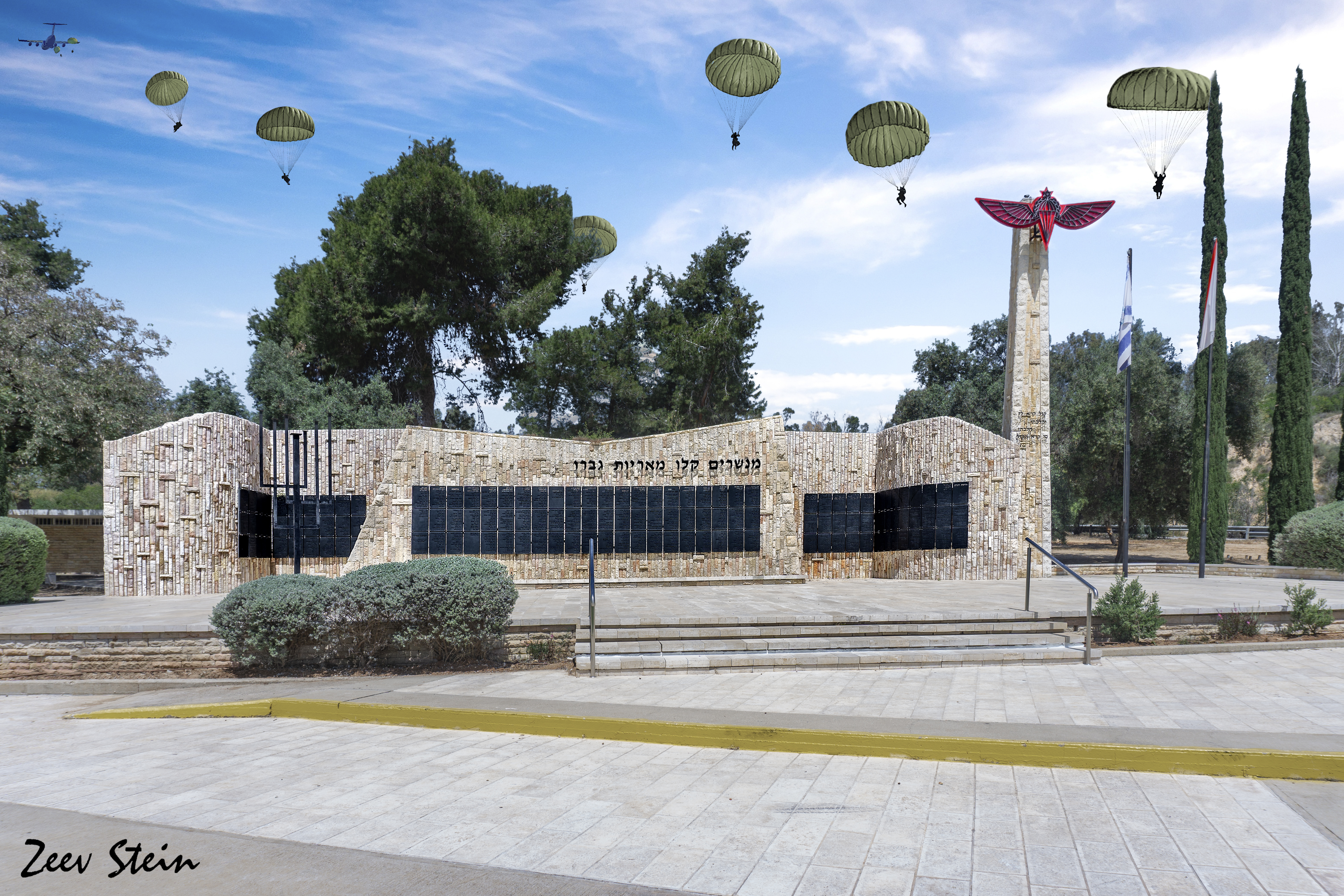
Fallschirmjäger-Hauptgedenkstätte westlich von Tel Nof Airbase an der Nationalstraße  im Jahr 2020
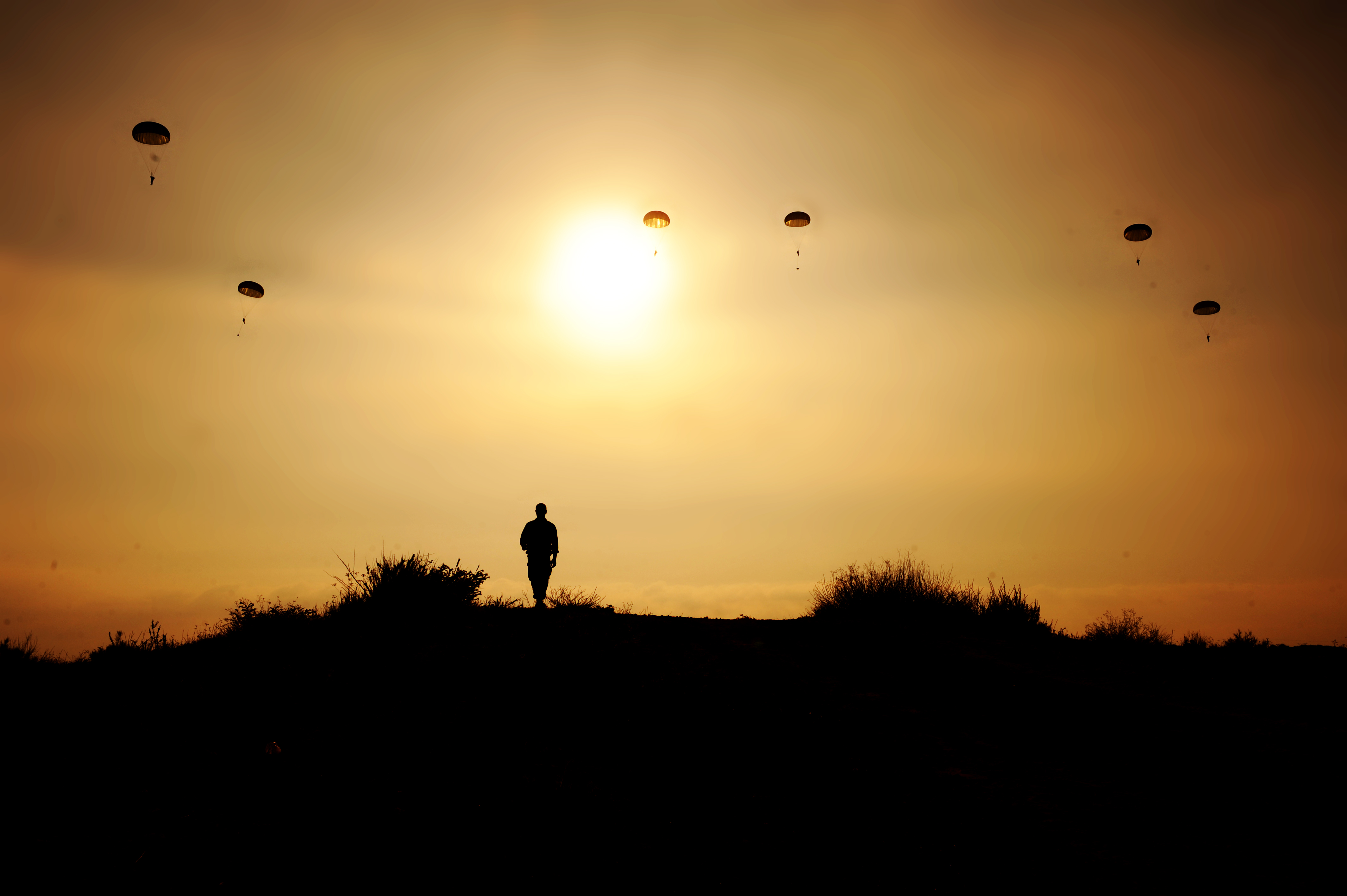
Trainingsabsprung von Fallschirmjägern kurz vor Sonnenuntergang im Mai 2010

## Nahost-Kriege

### Palästinakrieg
Der Militärflugplatz Tel Nof wurde 1948 während des Palästinakrieges von den Israelis noch unter dem Namen Ekron Airbase angelegt bzw. von den Briten übernommen. Siehe dazu oben unter: Erste israelische Kampfflugzeuge

### Suezkrise
Während der Suezkrise im Herbst 1956 war Tel Nof neben Ramat David und Chazor einer von drei Militärflugplätzen der Israelischen Luftwaffe (IAF). Von hier aus starteten u. a. die israelischen Fallschirmjäger zur Einnahme strategischer Ziele auf der Sinai-Halbinsel. Siehe dazu oben unter: Fallschirmjäger-Brigade

### Sechstagekrieg
Noch im Sechstagekrieg im Juni 1967 spielten französische Kampfjets des Herstellers Dassault Aviation in der IAF eine führende Rolle, wie die Mystère IV, die Super Mystère und die Mirage III. Viele davon waren zu jener Zeit auch auf Tel Nof stationiert. Mitte der 1960er Jahre hatte Israel bei Dassault eine verbesserte Version der Mirage III in Auftrag gegeben, die speziell auf die Bedürfnisse der IAF zugeschnitten war, da man ein Erdkampfflugzeug in einer Wüstenumgebung benötigte. Die ersten Exemplare dieser Mirage 5 genannten Version sollten ab 1967 ausgeliefert werden, wozu es aber nicht mehr kam.
Bis auf die Mirage 5 sind diese französischen Kampfjets heute im IAF-Museum beim Militärflugplatz Chazerim ausgestellt:

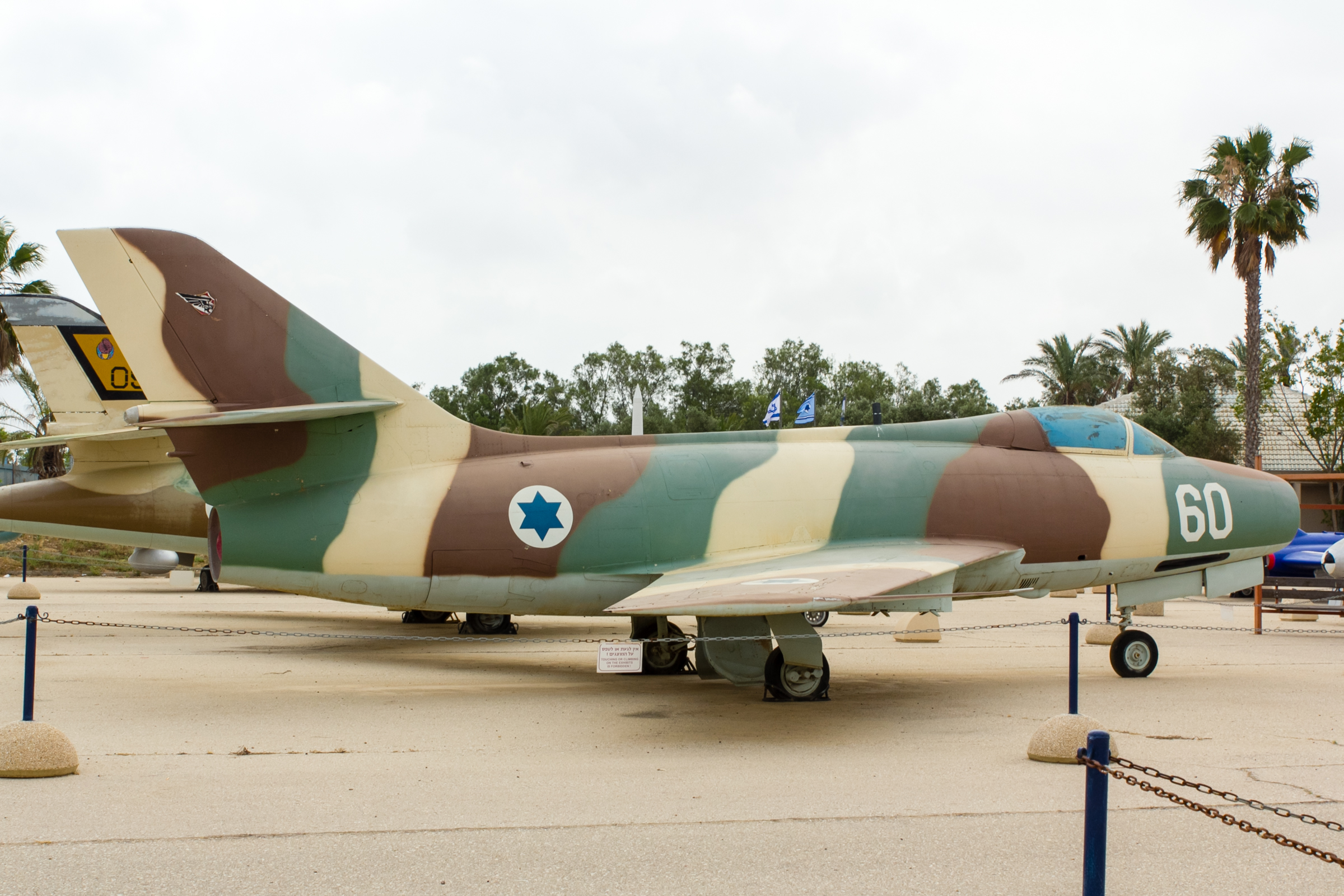
Eine Dassault Mystère IV A der 116. Staffel „Defenders Of The South“, ehemals stationiert auf Tel Nof
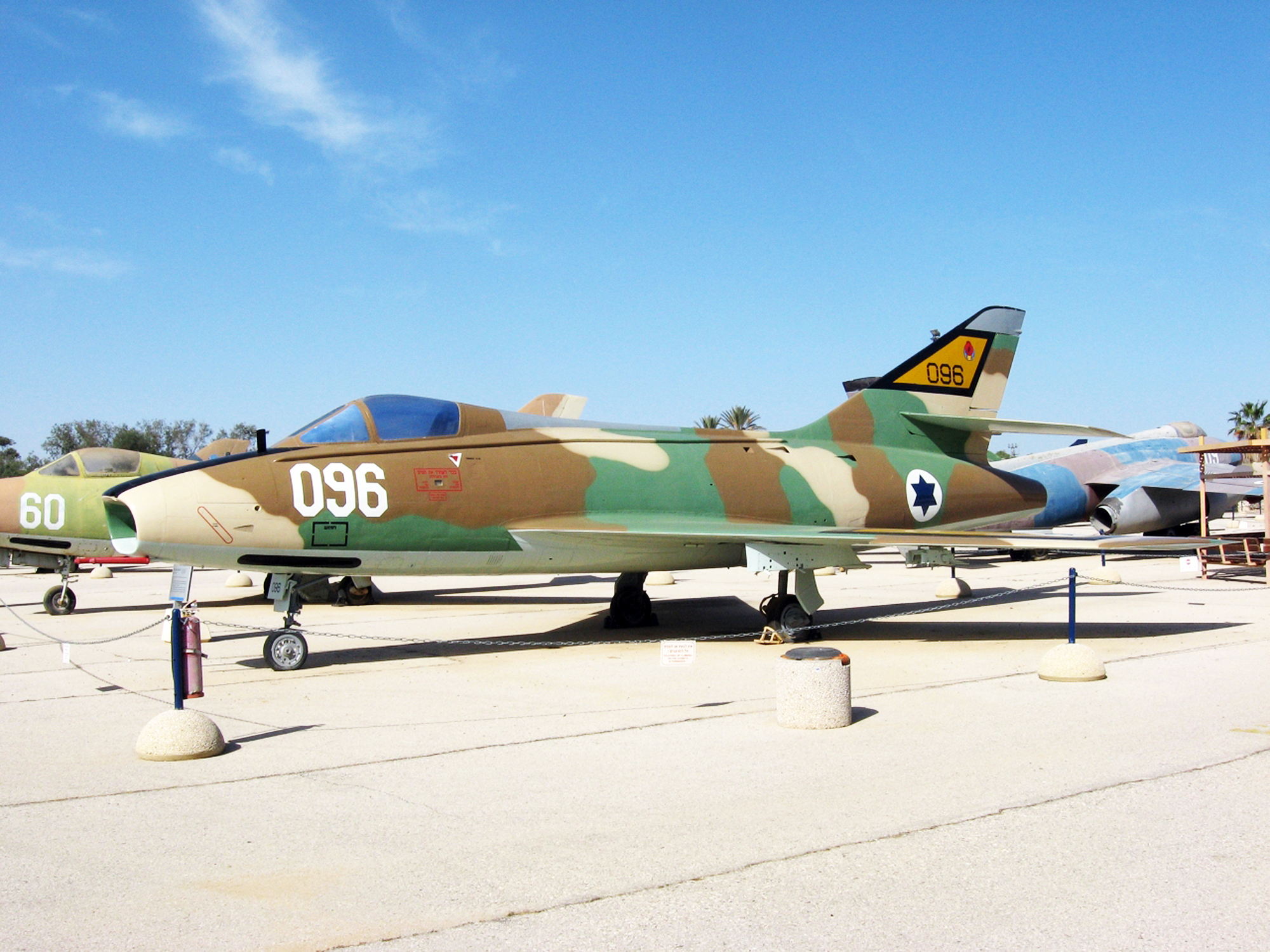
Dassault Super Mystère B2 Sambad der 105. Staffel „Scorpion“, einzige IAF-Staffel mit diesem Flugzeug
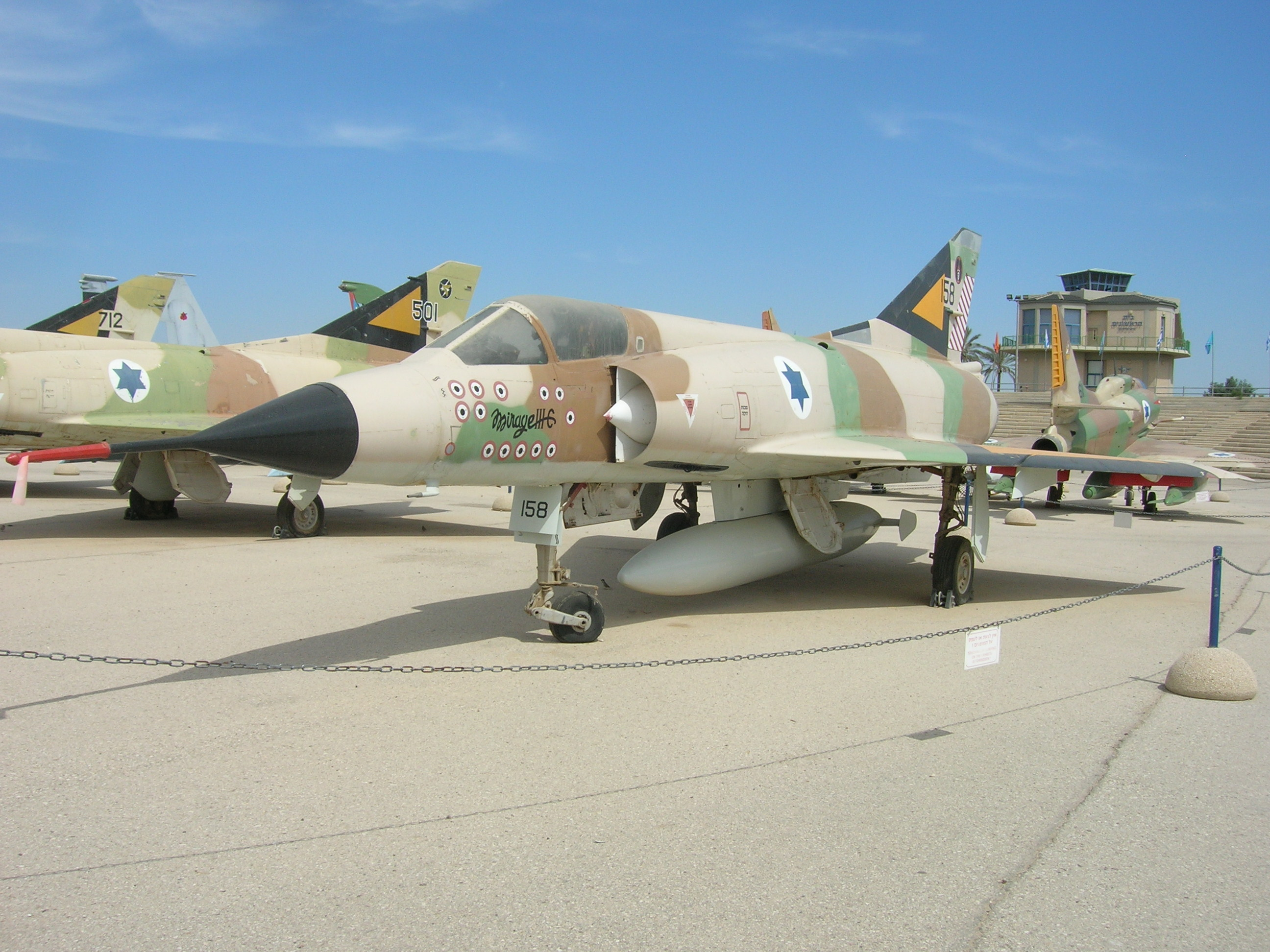
Eine Dassault Mirage IIICJ Shahak mit 13 Abschüssen, auch geflogen von der 119. Staffel „Bat“ auf Tel Nof
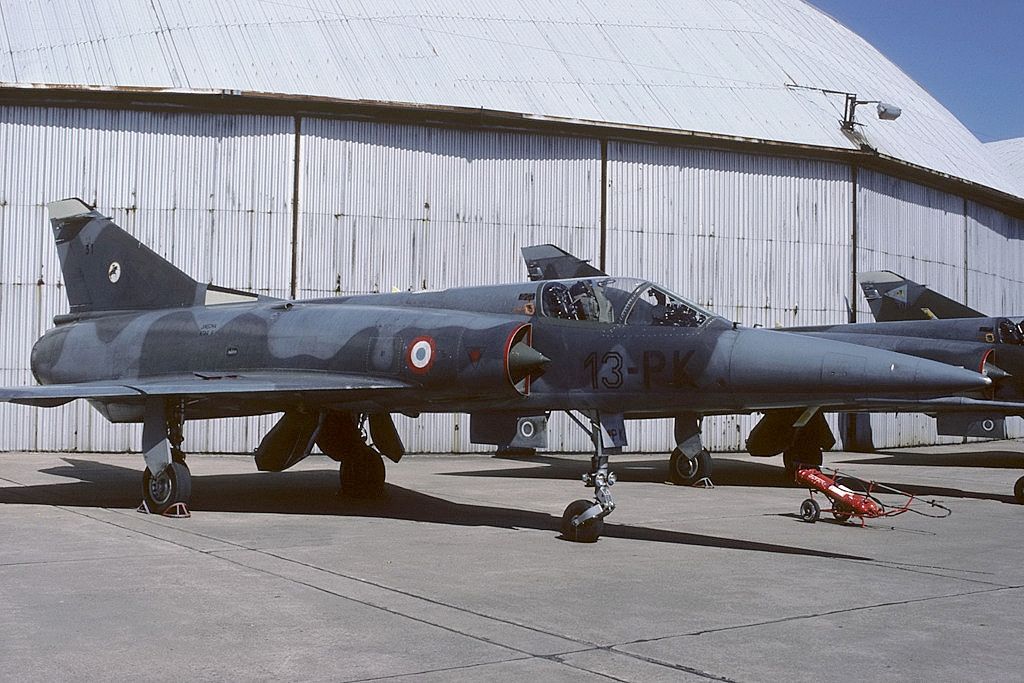
Dassault Mirage 5 der Armée de l'air, von der 50 Exemplare ab 1967 nach Israel geliefert werden sollten

Als Reaktion auf den Sechstagekrieg wurde die Auslieferung von 50 bereits produzierten und weitgehend bezahlten Dassault Mirage 5 an Israel von Frankreichs Staatspräsident Charles de Gaulle gestoppt, da er keine neuen Angriffswaffen mehr an den einstigen Verbündeten liefern wollte. Nachdem in der Operation Gift israelische Kommandoeinheiten am Abend des 28. Dezember 1968 auf dem Flughafen Beirut 14 libanesische Verkehrsmaschinen in die Luft gesprengt und dazu französische Transporthubschrauber Super Frelon von Tel Nof und außerdem von Frankreich gelieferte Marineboote benutzt hatten, ließ de Gaulle dann ein totales Waffenembargo gegenüber Israel verhängen.

### Abnutzungskrieg
Als Israel ab dem Sechstagekrieg keine Angriffswaffen mehr von Frankreich erhielt, bemühte man sich um Ersatz aus den USA, da der ab Mitte 1968 beginnende Abnutzungskrieg mit Ägypten erhebliche Ressourcen benötigte. Man erhielt von den Vereinigten Staaten im Laufe der Zeit über 250 schwere Kampfbomber des neuen Typs F-4E Phantom II Kurnass bzw. RF-4E Orev (Aufklärungsvariante), die auch in einer Staffel auf Tel Nof stationiert wurden. Hinzu kamen noch etwa 350 leichte Kampfbomber A-4H/N Skyhawk Ayit, von denen etliche auch auf Tel Nof ihre Basis fanden. Zu Beginn des Abnutzungskrieges konnte man aber immer noch die französischen Jets vom Typ Dassault Mystère IV und Dassault Mirage III auch von Tel Nof aus einsetzen, bis diese im Laufe der Zeit durch Ersatzteilmangel oder Abschüsse immer weniger wurden.

### Jom-Kippur-Krieg

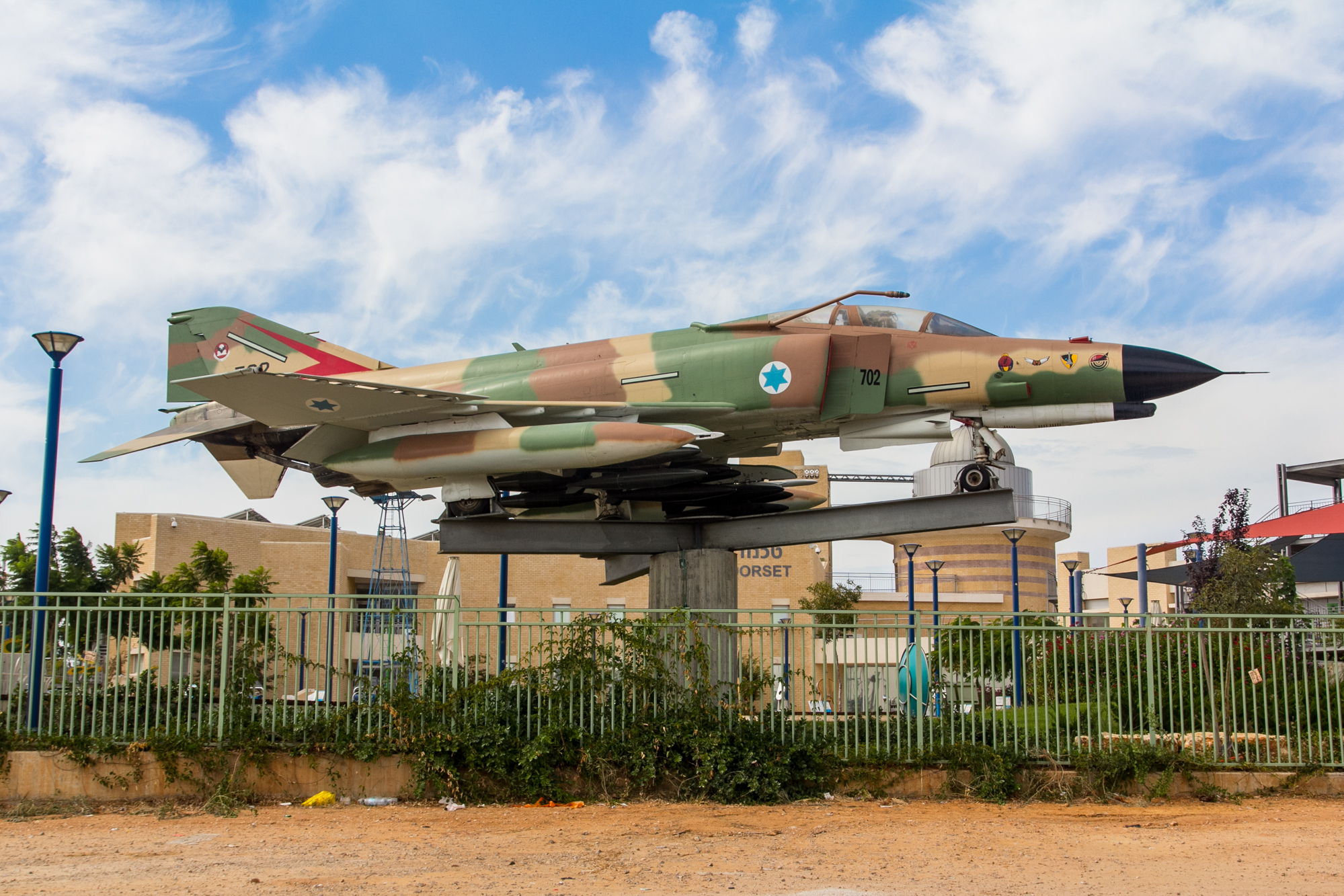
Eine F-4E Phantom II Kurnass der 119. Staffel „Bat“ am Giv'at Olga Technoda (Museum)

Trotz der französischen Waffenembargos von 1967 und 1968 wurde Tel Nof über die Jahre stetig ausgebaut, und während des Jom-Kippur-Krieges im Oktober 1973 operierten nun sieben Flugstaffeln auf dem Stützpunkt. Die französischen Jets waren weitgehend durch Kampfflugzeuge aus US-amerikanischer Produktion ersetzt worden, wie man anhand der folgenden Auflistung der Staffeln auf Tel Nof in dieser Zeit und der unteren Galerie erkennen kann:
- 119. Staffel „Bat“ mit F-4E Phantom II Kurnass schweren Jagdbombern[10]
- 115. Staffel „Flying Dragon“ mit A-4H/N Skyhawk Ayit leichten Jagdbombern[11]
- 116. Staffel „Defenders Of The South“ mit A-4H/N Skyhawk Ayit leichten Jagdbombern[12]
- 118. Staffel „Night Raptors“ mit CH-53D Sea Stallion Jasʿur schweren Transporthubschraubern[7]
- 114. Staffel „Night Carriers“ mit Super Frelon Tzirʿa schweren Transporthubschraubern[6]
- 124. Staffel „Rolling Sword“ mit Bell 205 leichten Mehrzweckhubschraubern[13]
- 103. Staffel „Elephants“ mit Nord Noratlas Transportflugzeugen[14]

Die meisten dieser Flugzeuge sind heute im IAF-Museum beim Militärflugplatz Chazerim ausgestellt:

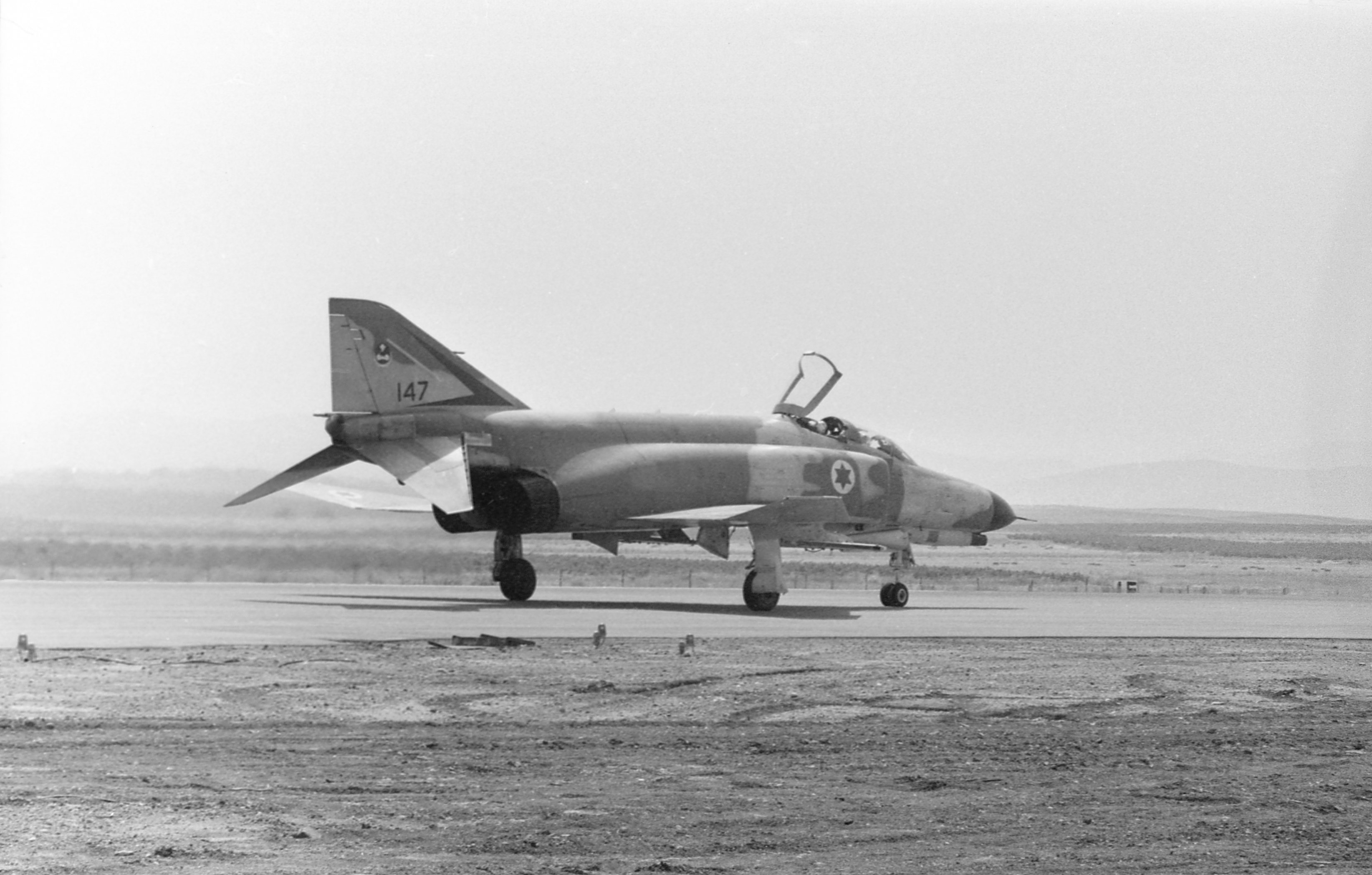
Eine RF-4E Phantom II Orev der 119. Staffel „Bat“ auf Tel Nof im Jahr 1974 kurz nach dem Jom-Kippur-Krieg
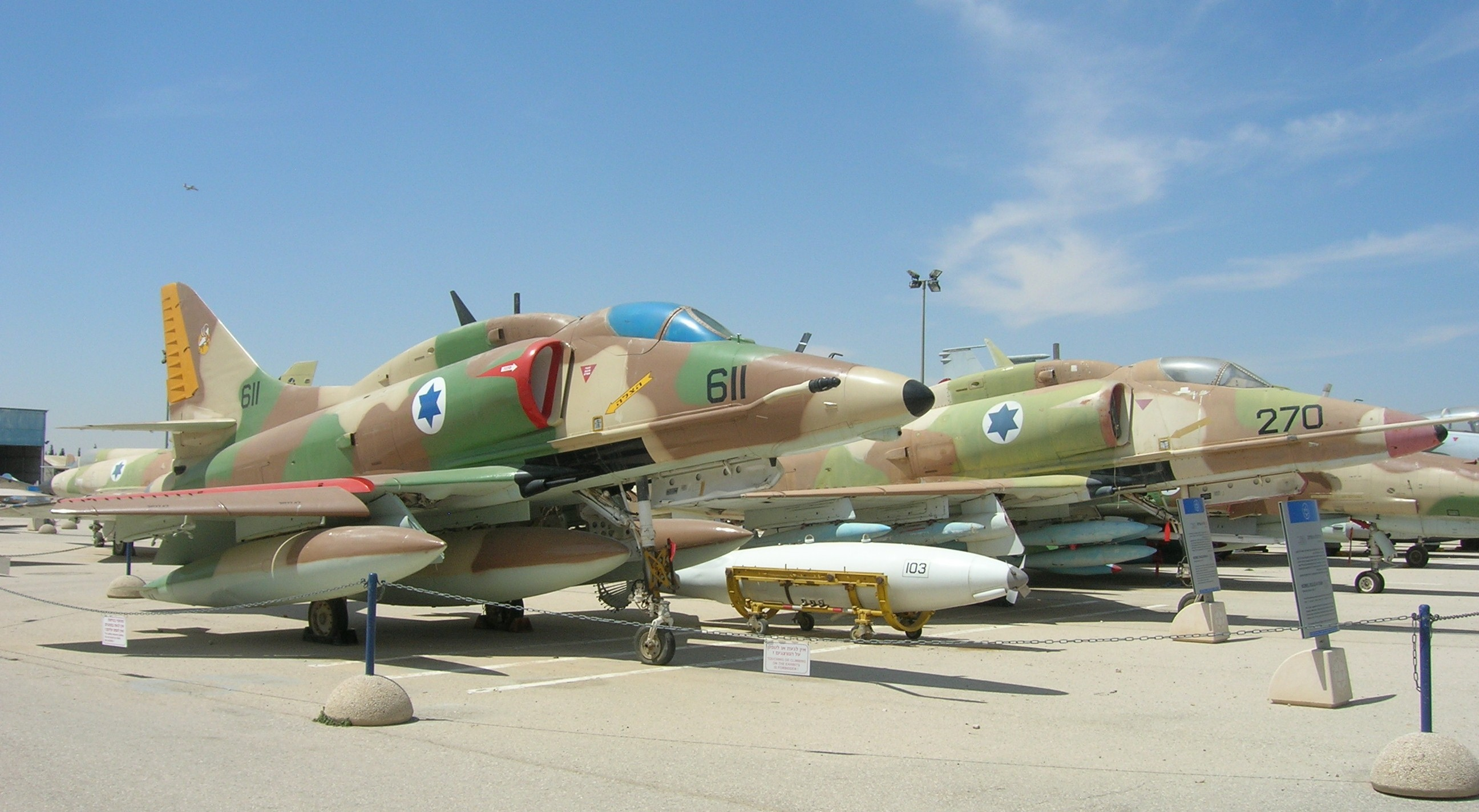
A-4N und A-4H Skyhawk Ayit (von links), waren in zwei Staffeln auch auf Tel Nof stationiert (siehe oben)
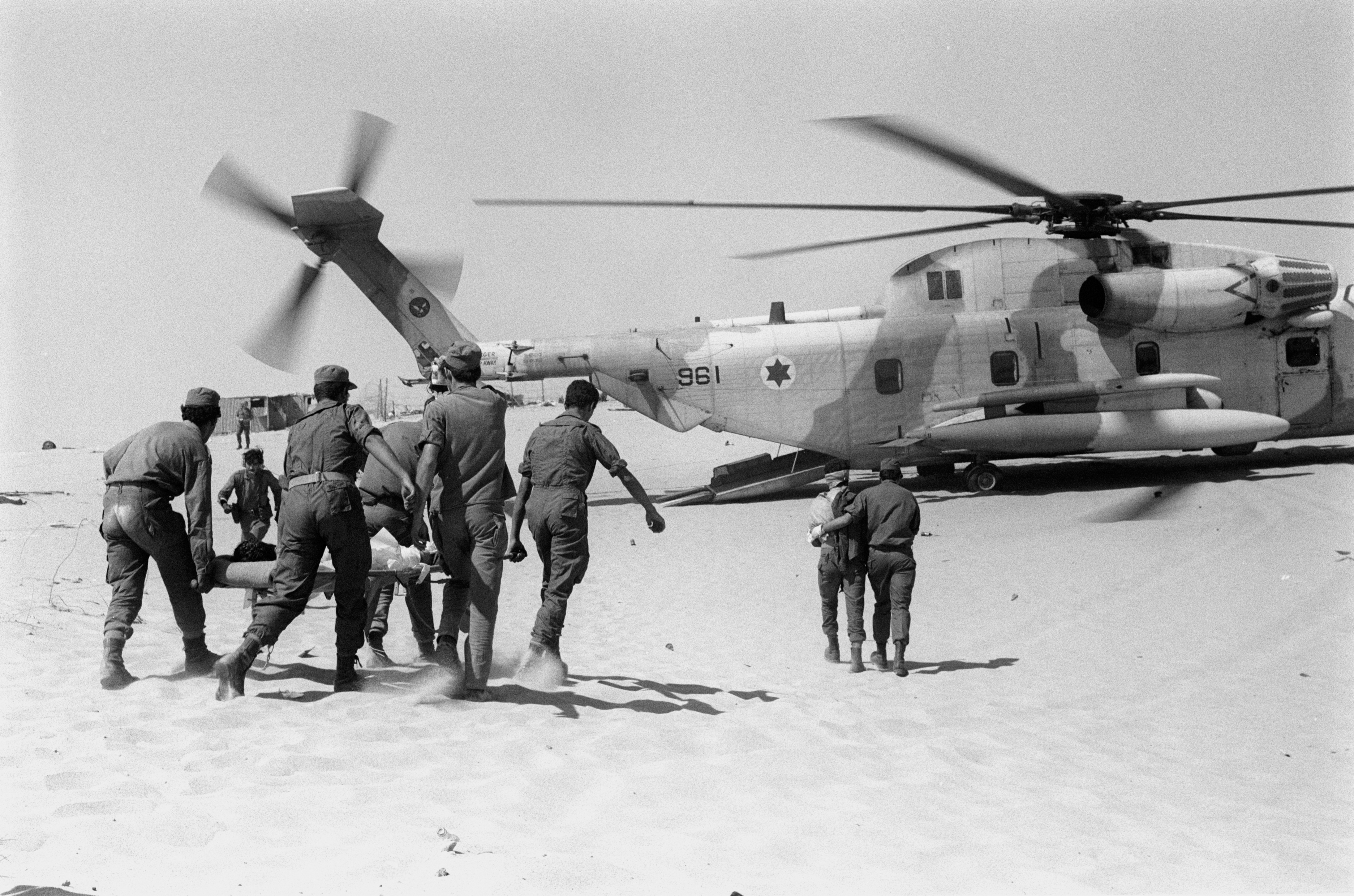
CH-53D Sea Stallion Jasʿur der 118. Staffel „Night Raptors“, Verwundetentransport im Jom-Kippur-Krieg 1973
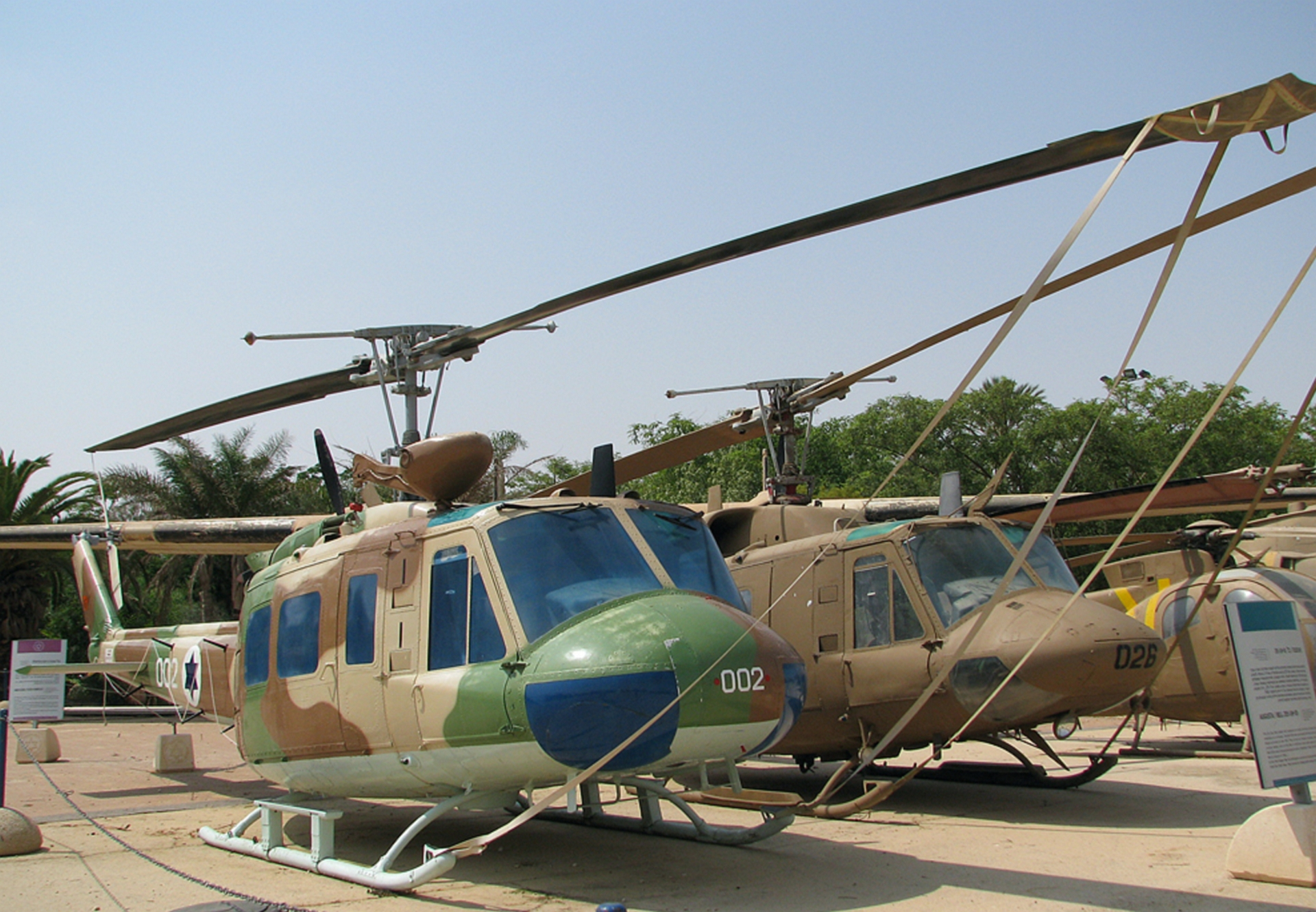
Bell 205 und 212 der 124. Staffel „Rolling Sword“, letztere wurde von zwei Turbinen angetrieben

Die insgesamt zwölf (oder sechzehn – je nach Quelle) Super Frelon Tzirʿa Transporthubschrauber, die Israel noch vor dem Embargo von Frankreich erhalten hatte, waren von 1966 bis 1991 in der 114. Staffel „Night Carriers“ auf Tel Nof stationiert und wurden zwischendurch mit leistungsstärkeren US-amerikanischen Triebwerken nachgerüstet, bis sie schließlich alle stillgelegt wurden. Die über zwanzig französischen Nord Noratlas Transportflugzeuge der 103. Staffel „Elephants“ auf Tel Nof waren von 1956 bis 1978 dort im Einsatz. Die meisten davon waren ehemalige Maschinen der Luftwaffe der Bundeswehr oder wurden in Lizenz in Deutschland gebaut und ab Anfang der 1960er Jahre an Israel abgegeben bzw. geliefert.

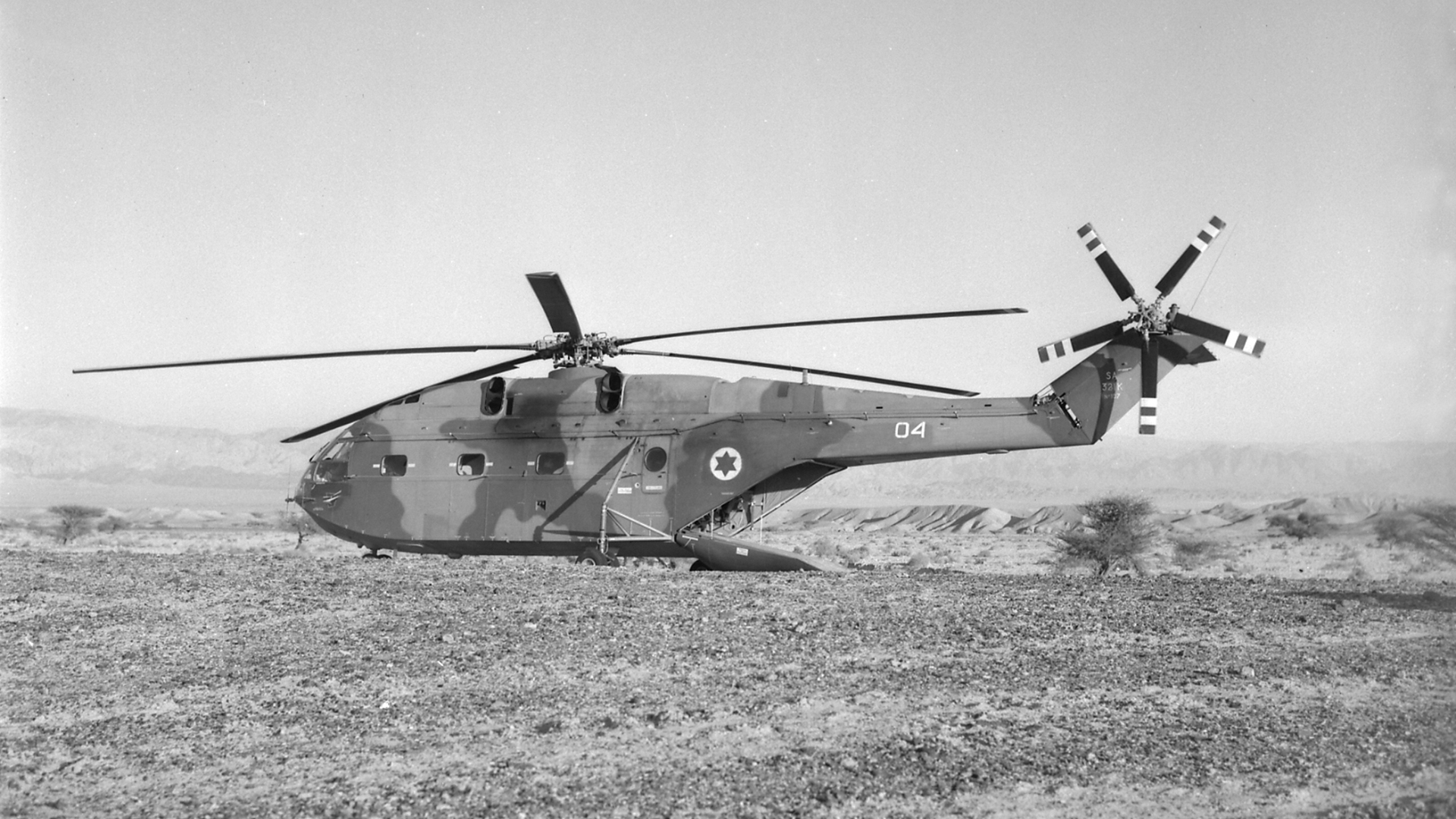
Französischer Super Frelon Tzirʿa  Transporthubschrauber von Tel Nof während der 1960er Jahre
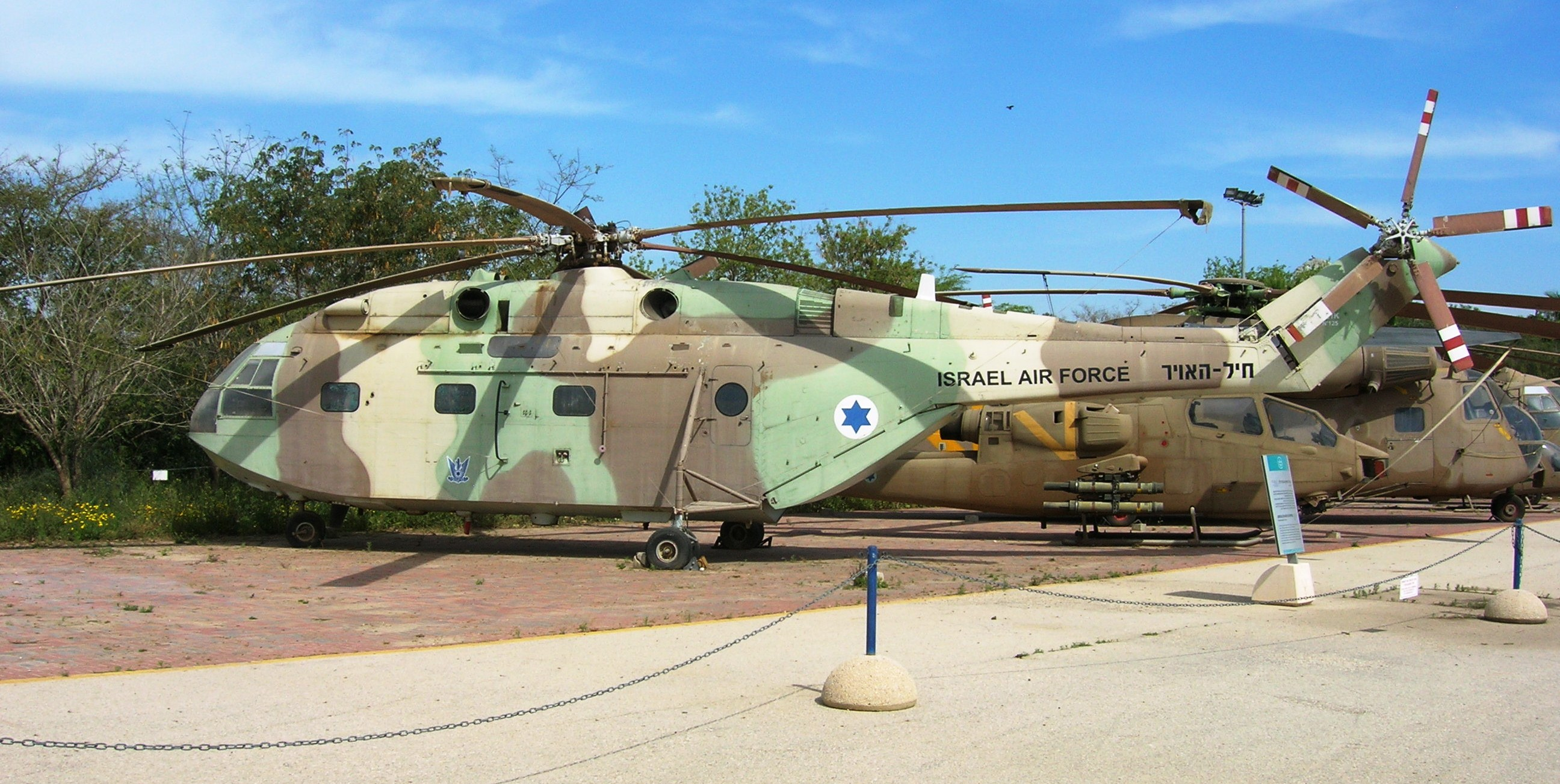
Super Frelon Tzirʿa der 114. Staffel „Night Carriers“, wurde später mit US-Triebwerken ausgestattet
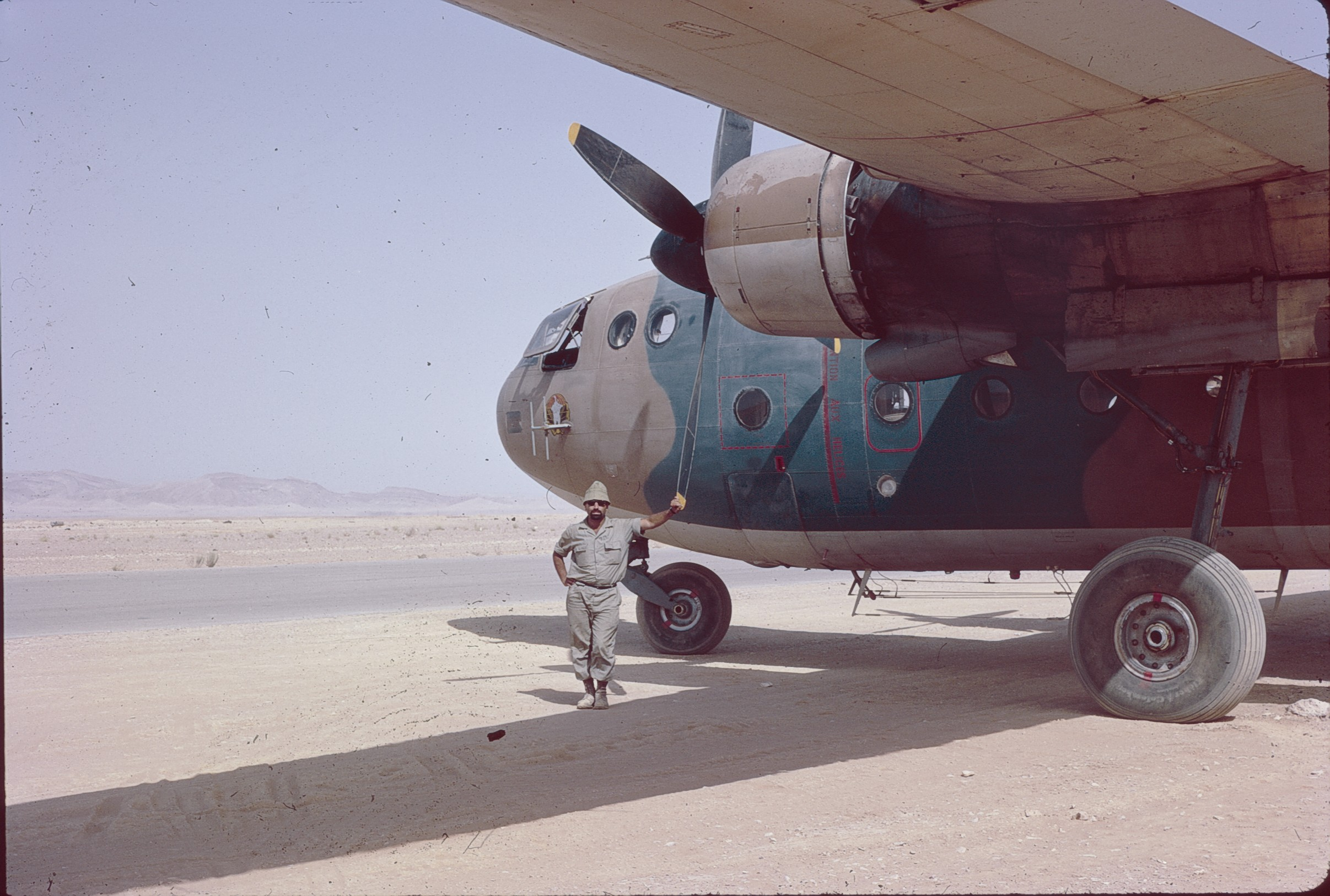
Nord Noratlas Transportflugzeug der 103. Staffel „Elephants“ (siehe Nase) während des Sechstagekrieges
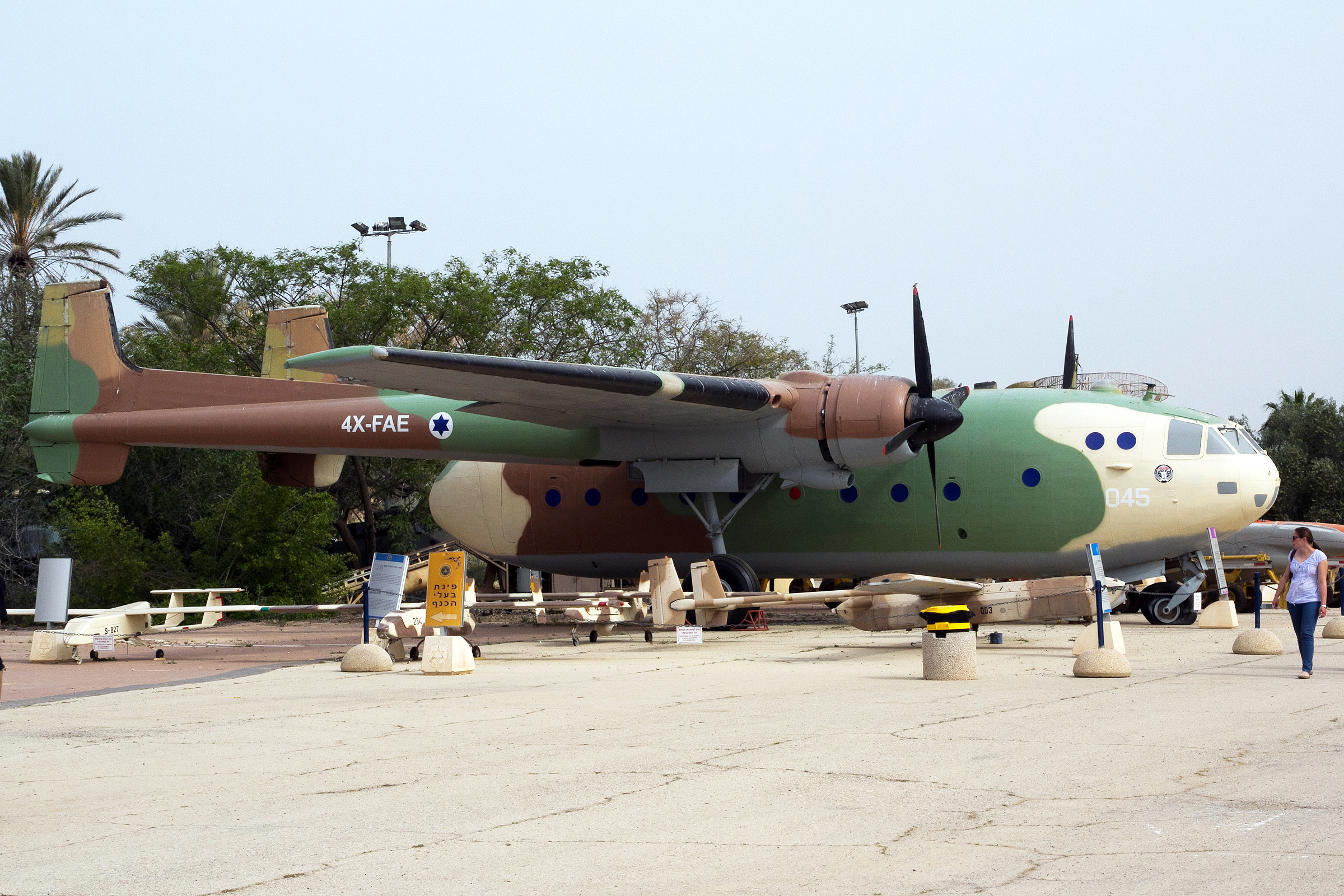
Französische aber in Deutschland gebaute Nord Noratlas der 103. Staffel „Elephants“ von Tel Nof

## F-15 Kampfflugzeuge

### Ankunft der ersten F-15

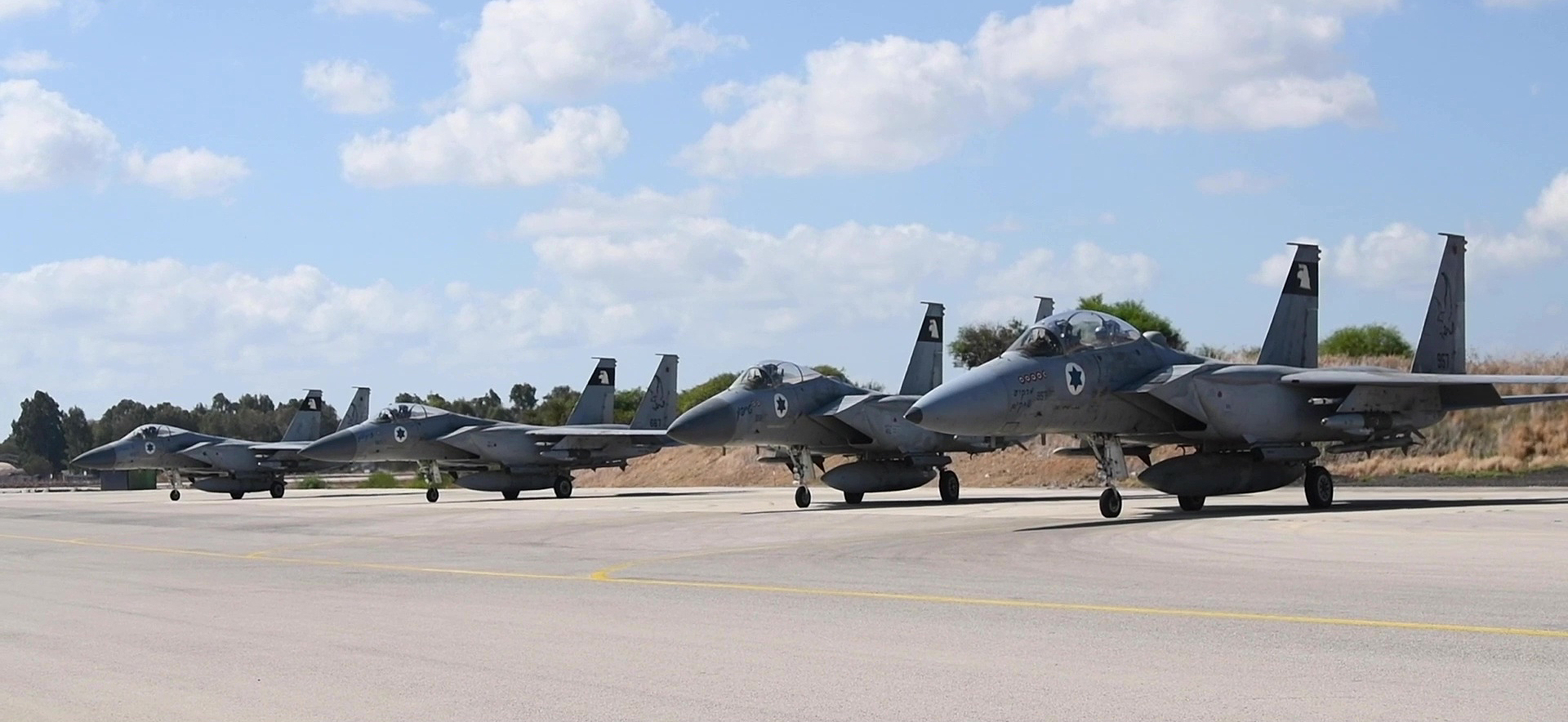
Drei F-15C-Jets und eine F-15D (von links) der 133. Staffel „Knights Of The Twin Tail“ von Tel Nof, die alle auch Bodenziele bekämpfen können, Ende September 2024 vor Angriffen auf den Jemen

Ab 1976 wurden mit der 133. Staffel „Knights Of The Twin Tail“ die damals neuen F-15A/B Eagle Baz Kampfjets auf Tel Nof eingeführt (siehe Galerie unterhalb), was Israel zum ersten Land der Welt außerhalb der Vereinigten Staaten machte, das dieses Flugzeug besaß. Weil sich an jenem Freitag, den 10. Dezember 1976 die Landung der ersten drei Flugzeuge hinzog, verzögerte sich auch die Empfangszeremonie und endete erst kurz vor Beginn des Schabbats. Infolgedessen hatten einige Minister der Regierung nicht mehr genug Zeit, um vor Beginn des Schabbats nach Hause zurückzukehren. Dessen „Entweihung“ führte zu einer Regierungskrise und schließlich zum Koalitionsbruch der ersten Regierung von Jitzchak Rabin.
Nicht lange nach dem Erhalt der ersten Exemplare der F-15 begann man in Israel damit, die eigentlich nur für den Luftkampf gebauten Jets auch für einen Einsatz gegen Ziele am Boden auf- und umzurüsten. Dies geschah sowohl mit den einsitzigen A- und C-Varianten, als auch mit den doppelsitzigen B- und D-Trainerversionen, wo der hintere Platz des Fluglehrers nun zum Navigator (israelische Bezeichnung) bzw. WSO umfunktioniert wurde (siehe Foto von umgerüsteten F-15C/D-Jets rechts oben).
Im Juni 1982 wurde mit der Wiedereröffnung der 106. Staffel „Spearhead“ eine zweite Staffel mit weiterentwickelten F-15C/D-Kampfflugzeugen auf Tel Nof eingeführt. Beide F-15-Staffeln bestehen bis heute, und diese werden ab 2029 die neueste Variante F-15IA (Israel Advanced) erhalten, die auf der F-15EX Eagle II basiert (siehe Galerie unterhalb).

### Nuklearwaffen
Es wird angenommen (z. B. durch das Bulletin of the Atomic Scientists), dass Israel seit Ende der 1960er Jahre im Besitz von Atomwaffen ist und Nuklearsprengköpfe irgendwann auf Tel Nof in einem besonders gesicherten Bereich (vermutlich hier: Lage) neben einer Waffenladestation und auf der benachbarten Luftwaffenbasis Sdot Micha in Bunkern (vermutlich hier: Lage) nahe den Stellungen von Jericho-Raketen eingelagert wurden. Jagdbomber, die solche Waffen über weite Strecken tragen können, wie heute die F-15 Eagle (siehe Galerie unterhalb) und einst die F-4E Phantom II (siehe Galerie oberhalb), sind auf dem Stützpunkt ab 1970 – als die ersten F-4E Jagdbomber dort in der 119. Staffel „Bat“ stationiert wurden – rund um die Uhr in Alarmbereitschaft. Diese Form der Abschreckung war eine der Konsequenzen, die Israel als Lehre aus den Kriegen mit seinen Nachbarn zog, obwohl das Land bis heute nicht zugegeben hat, dass es Atomwaffen besitzt.

### Operation Holzbein
Unter dem Namen Operation Wooden Leg (Operation Holzbein) griffen am 1. Oktober 1985 acht zweisitzige F-15B/D von Tel Nof das Hauptquartier der PLO bei Tunis an. Dazu wurden die F-15 auf ihrem über 2300 Kilometer langen Flug bis zum Ziel an der Mittelmeerküste von Tunesien mehrmals von zwei Boeing 707 Re'em aufgetankt. Das Hauptquartier wurde komplett zerstört und – je nach Quelle – 50 bis 75 Kämpfer der PLO getötet, darunter viele Anführer, unter denen sich aber nicht Palästinenserführer Jassir Arafat befand. Die Aktion wurde in der UNO ohne Gegenstimmen verurteilt, auch die USA kritisierten sie, da sie ihr Verhältnis zu Tunesien belastete. Die acht beteiligten F-15-Jets von Tel Nof bekamen ein entsprechendes Symbol (Zielkreuz im rot-weißen Kreis mit blauem Holzbein, siehe Bild in der unteren Galerie).

### F-15-Varianten auf Tel Nof

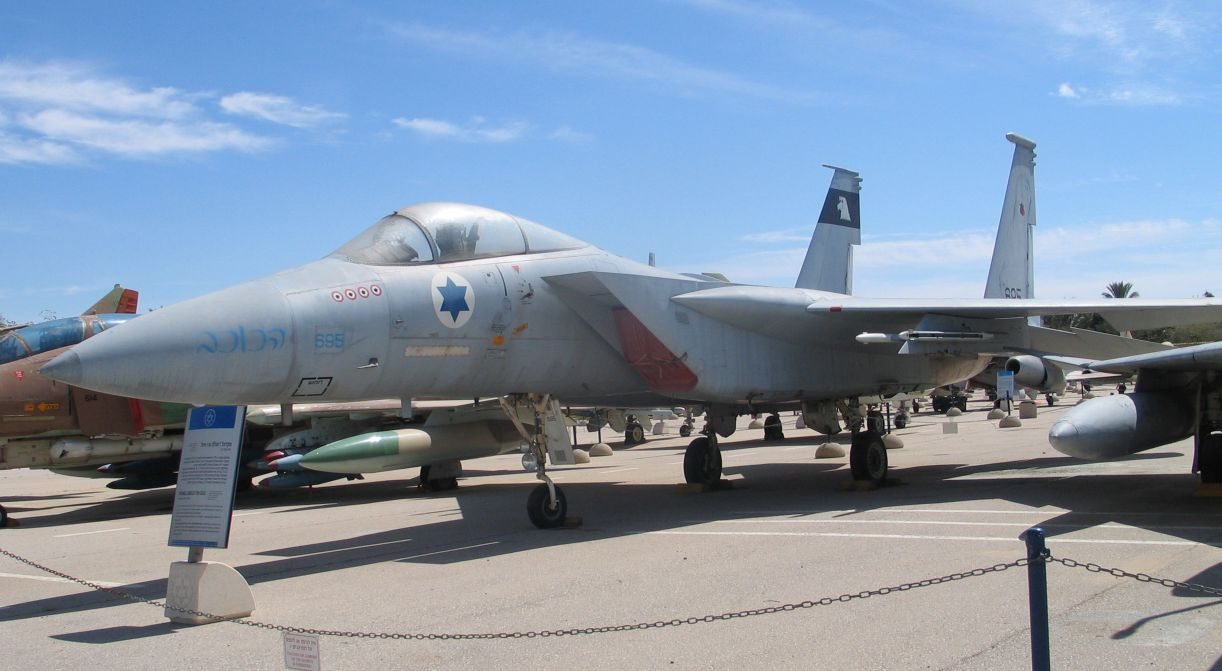
Eine der ersten F-15A Eagle Baz der 133. Staffel „Knights Of The Twin Tail“ heute im IAF-Museum auf Chazerim
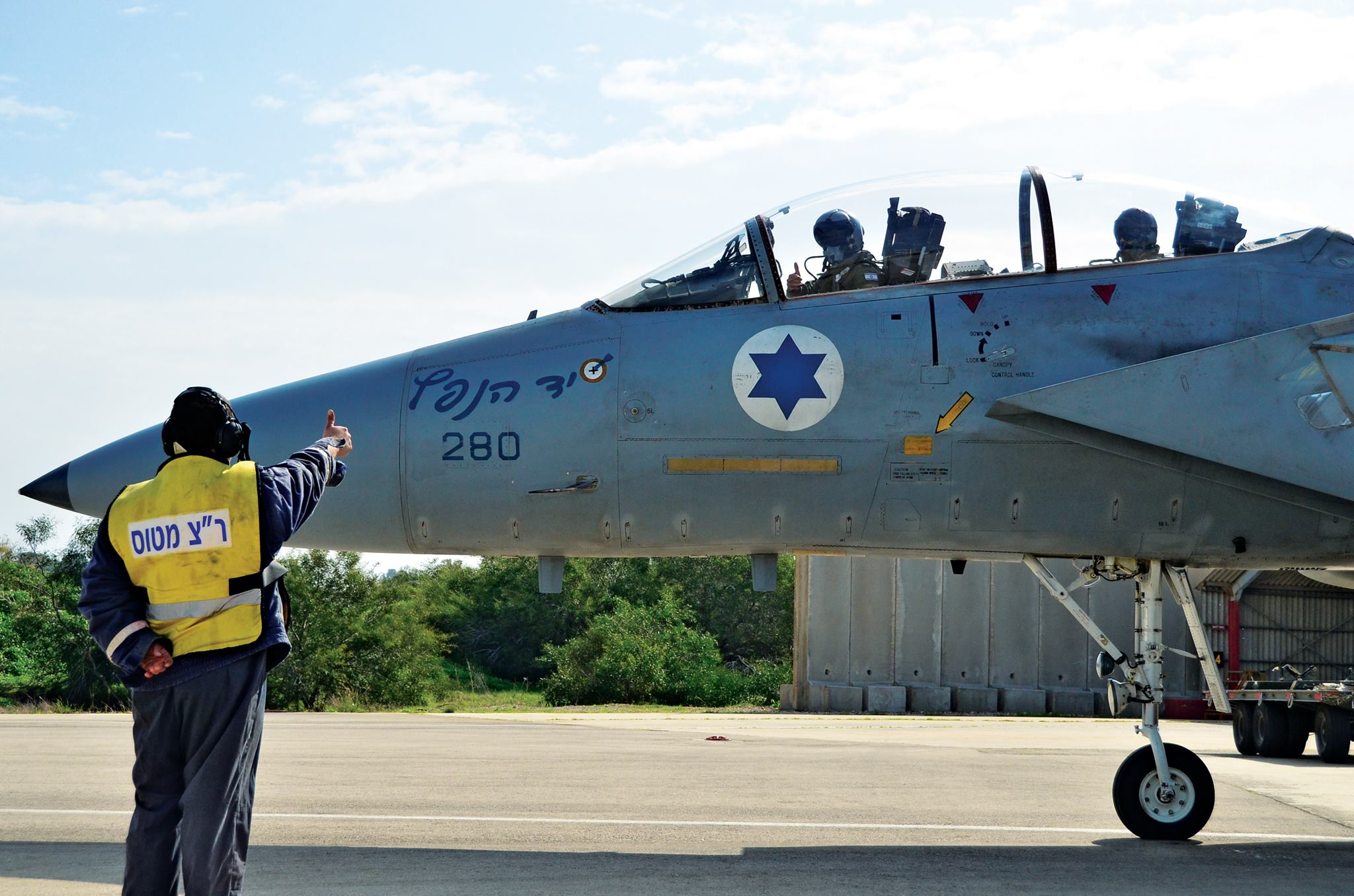
Eine an der Operation Wooden Leg beteiligte zweisitzige F-15D von Tel Nof mit blauem Holzbein-Symbol
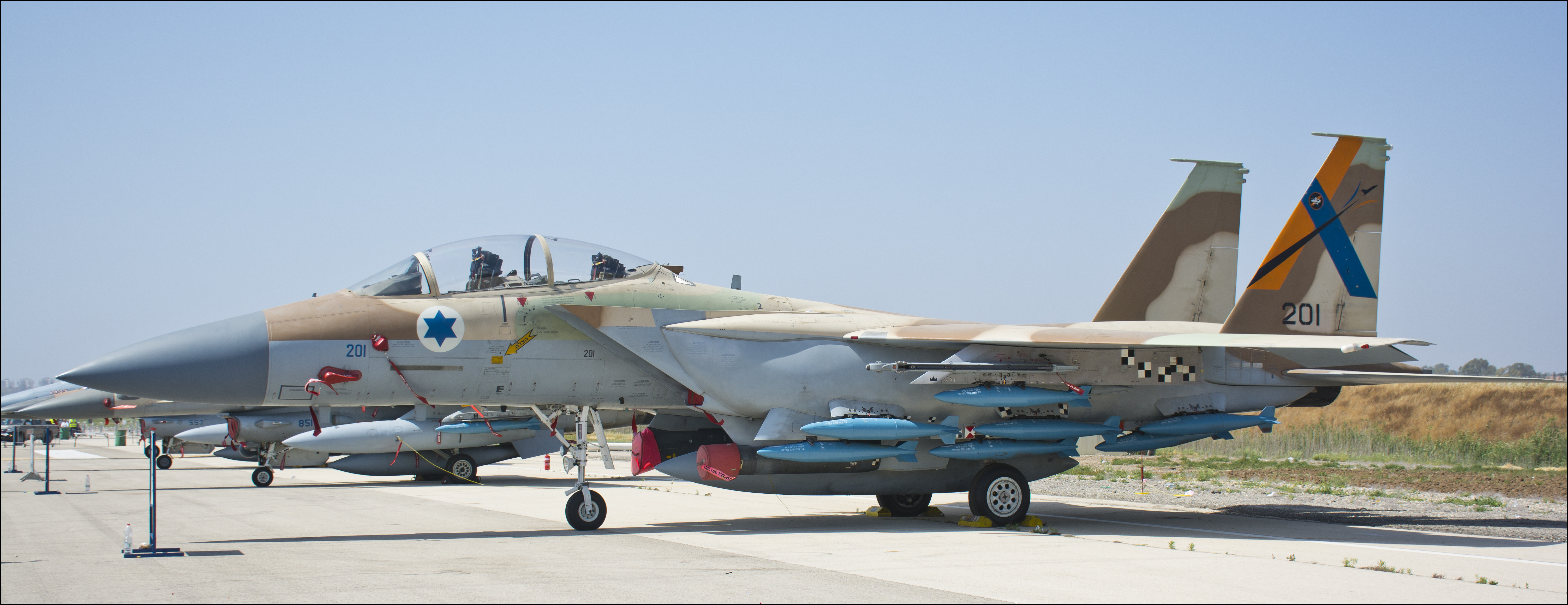
Die zweisitzige F-15I Raʿam Nr. 201 des Flugtestzentrums Manat auf Tel Nof (siehe Symbol am Heck)
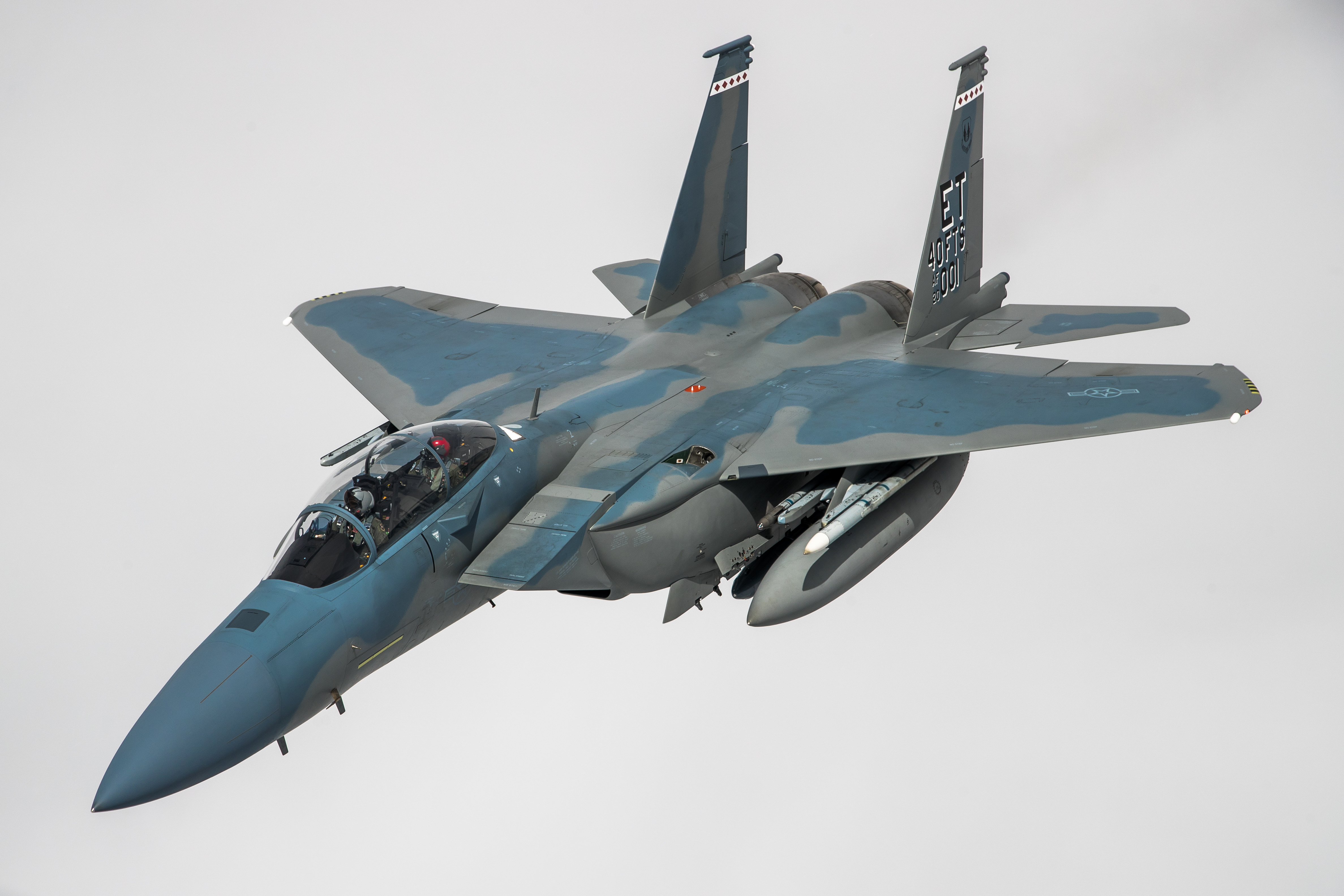
Ab 2029 werden auf Tel Nof fünfzig F-15IA stationiert, die auf der neuen F-15EX Eagle II der USAF basieren

## Gegenwart
Heute (2025) sind auf Tel Nof zwei Kampfflieger/bomber- und zwei Transporthubschrauber-Staffeln sowie eine Drohnenstaffel beheimatet. Auch das Flugtestzentrum Manat mit jeweils einem Exemplar aller Flugzeugvarianten (siehe F-15I Raʿam in Galerie oberhalb und F-35I Adir in Galerie unter „Einheiten“) befinden sich hier. Mehrere Spezialeinheiten der Israelischen Streitkräfte (IDF) liegen ebenfalls hier, darunter die Einheit 669 der Airborne Combat Search and Rescue (CSAR) und das Trainingszentrum für die Israelische Fallschirmjäger-Brigade.
- Seit Januar 2019 gibt es auf Tel Nof die sogenannte „Red Baron“-Staffel zur Ausbildung israelischer und auch deutscher Soldaten an der Heron TP Eitan Drohne. IAI (Israel Aerospace Industries) hat der Deutschen Luftwaffe ihre eigene Version dieser Drohne gebaut, deren Crews nun von israelischen Soldaten und Technikern ausgebildet werden. Diese Einheit ist die einzige nicht komplett israelische Staffel innerhalb der IAF.[22]

- Im November 2020 landete eine fabrikneue F-35I aus den USA direkt auf Tel Nof. Diese speziell ausgerüstete Maschine dient im dortigen Flugtestzentrum Manat als Testplattform für die weitere Verbesserung dieses Stealth-Jets (siehe Galerie unter „Einheiten“).[23]

- Israel hat Ende 2021 für zwei Milliarden Dollar zwölf neue Sikorsky CH-53K King Stallion Wild Transporthubschrauber in den USA bestellt, welche die CH-53D Sea Stallion Jasʿur (יַסְעוּר) auf Tel Nof in den nächsten Jahren ergänzen werden. Im Juli 2023 wurde die 114. Staffel „Night Carriers“ vorübergehend aufgelöst und mit der 118. Staffel „Night Raptors“ zusammengelegt. Erstere wird in Zukunft wiedereröffnet werden und die neuen CH-53K aufnehmen, sobald diese aus den USA eintreffen (siehe unter „Einheiten“).[24][25][26][27] Lockheed Martin-Sikorsky wird in die neuen CH-53K-Hubschrauber auch fortschrittliche israelische Systeme einbauen, damit diese optimal an die Anforderungen der IAF angepasst sind.[28] Mit der Montage des ersten Exemplars für Israel wurde im August 2025 begonnen, und die ersten fertigen Modelle sollen 2028 ausgeliefert werden. Zu den bereits bestellten 12 Maschinen könnten zukünftig noch 6 weitere hinzukommen.[29]

- Die in die Jahre gekommenen F-15A/B/C/D Eagle Baz Kampfjets auf Tel Nof werden mittelfristig durch 50 neue F-15IA (Israel Advanced) ersetzt werden, die auf der F-15EX Eagle II basieren. 25 neue Jets für eine komplette Staffel sind bereits bestellt und werden ab 2029 ausgeliefert. Es besteht zusätzlich die Option zum Kauf von 25 weiteren. Man benötige diese neuen leistungsfähigen Kampfbomber, um schwere bunkerbrechende Bomben zu transportieren, die dann gegen unterirdische Atomanlagen des Iran eingesetzt werden könnten.[30][31][32] Gleichzeitig werden auf dem 70 Kilometer südlich gelegenen Militärflugplatz Chazerim die dortigen 25 F-15I Ra'am durch grundlegende Updates auf den neuesten Stand F-15I+ gebracht.[33][34][16]

- Seit Beginn des Gaza-Krieges im Oktober 2023 sind Drohnen des Typs IAI Heron TP Eitan von Tel Nof 24 Stunden über Gaza in der Luft, um die IDF mit Zieldaten für ihre Angriffe gegen Stellungen der Terrormiliz Hamas zu versorgen.[35] Inoffiziellen Quellen zufolge sind diese Drohnen auch in der Lage, selber mit gelenkten Waffen Ziele am Boden anzugreifen.

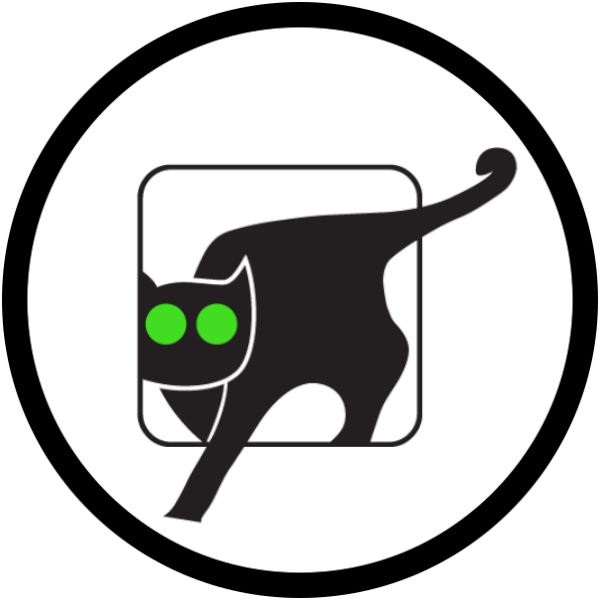
Abzeichen der Einheit 669 Combat Search and Rescue (CSAR), auch genannt „Flying Cats“
Abzeichen der israelisch-deutschen „Red Baron“-Staffel zu Drohnenausbildung auf Tel Nof
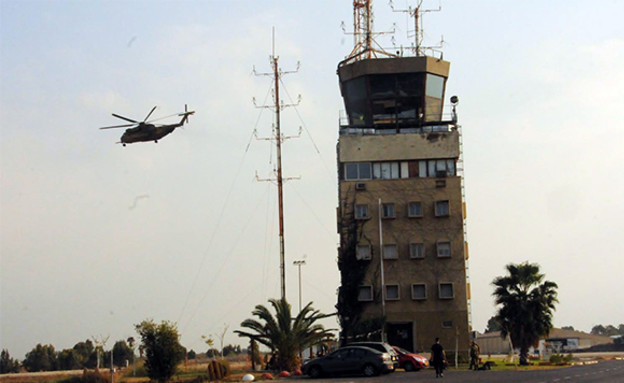
Tower auf der Tel Nof Airbase mit einem CH-53D Hubschrauber im Vorbeiflug
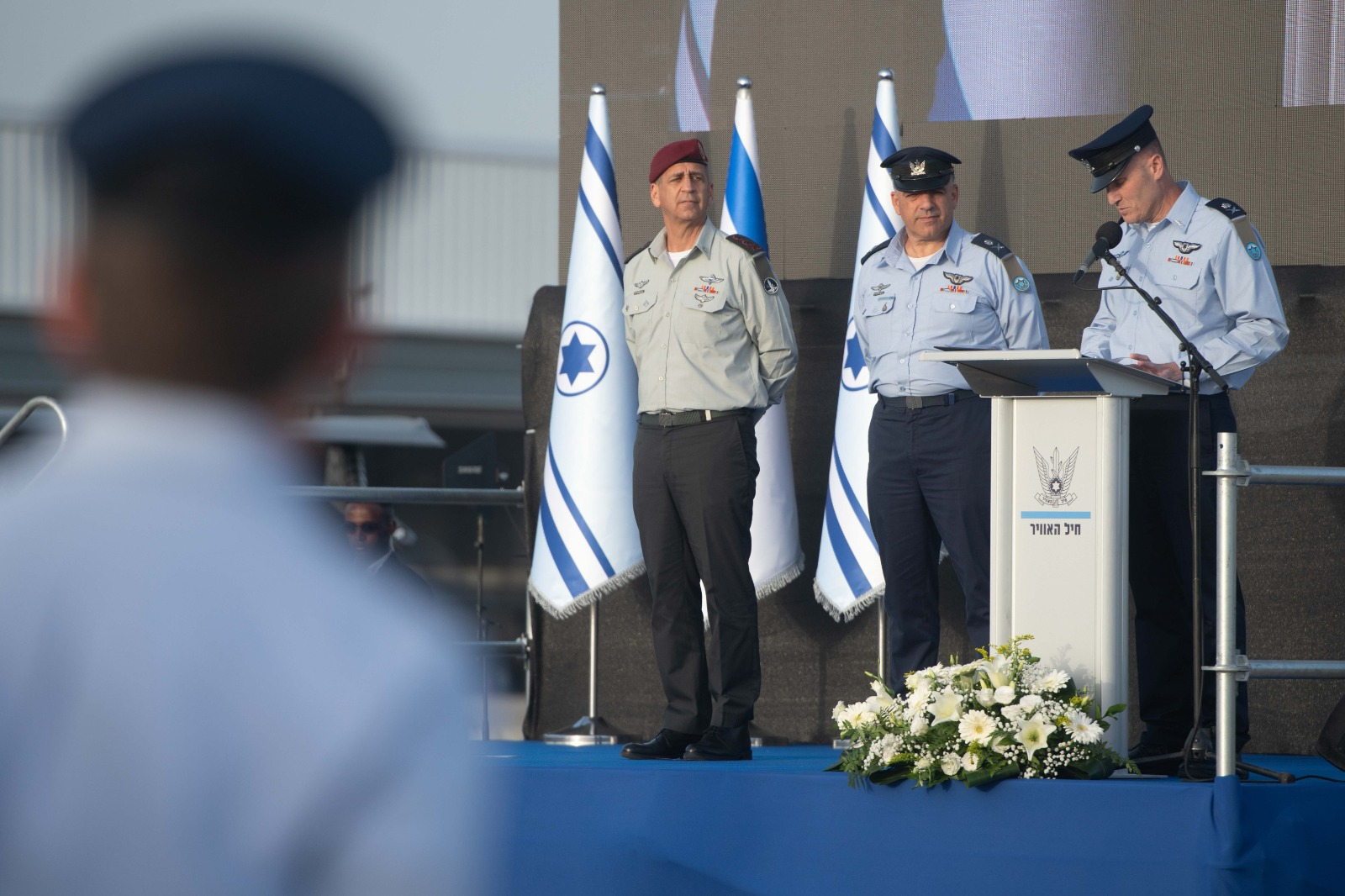
Generalmajor Tomer Bar (rechts) übernimmt 2022 auf Tel Nof das Kommando über die IAF

## Einheiten
- 106. Staffel „Spearhead“ – F-15C/D Eagle Baz Kampfflugzeuge[4]
- 114. Staffel „Night Carriers“ – CH-53K King Stallion Wild Transporthubschrauber (stillgelegt bis 2028 die neuen CH-53K eintreffen)[6][27][29]
- 118. Staffel „Night Raptors“ – CH-53D Sea Stallion Jasʿur Transporthubschrauber[7][27]
- 133. Staffel „Knights Of The Twin Tail“ – F-15C/D Eagle Baz Kampfflugzeuge[36]
- 210. Staffel „White Eagle“ – IAI Heron TP Eitan Drohnen[37][38]
- 5601. Staffel Flugtestzentrum Manat mit jeweils einem Jet für jeden Flugzeugtyp[39][40][41]
- Einheit 555 „Sky Crows“ – Elektronische Kampfführung EloKa/Electronic Warfare EW[42]
- Einheit 669 „Flying Cats“ – Combat Search and Rescue CSAR mit CH-53 Hubschraubern (auch auf Palmachim mit dortigen UH-60 Black Hawk)[43][44][45]
- Einheit 888 Refaʾim – multidimensionale Spezialeinheit[46]
- Fallschirmjäger-Trainingszentrum und Hauptquartier
- „Red Baron“-Staffel zur Ausbildung israelischer und deutscher Soldaten an der Heron TP Eitan Drohne[22]

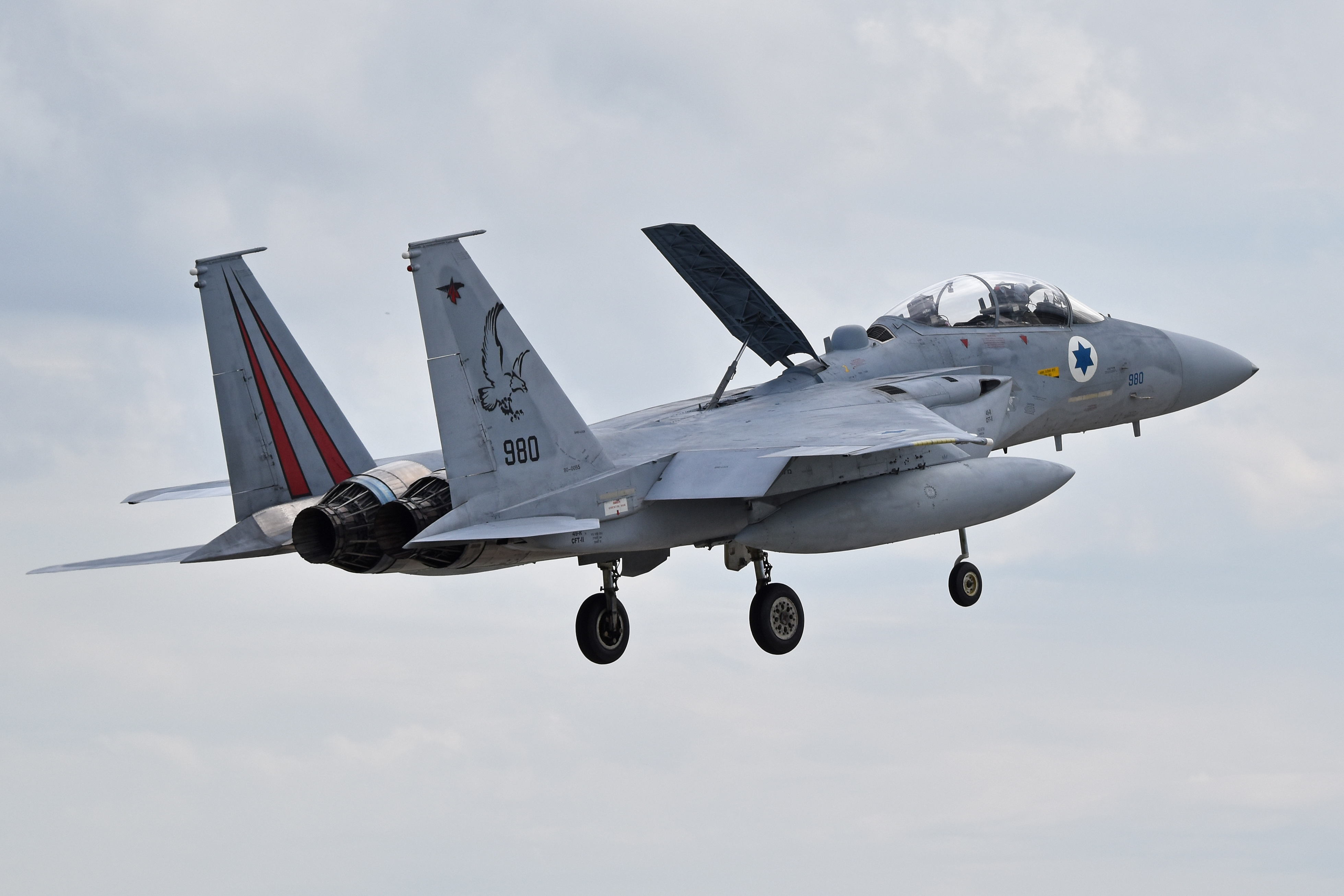
Zweisitzige F-15D Eagle Baz der 106. Staffel „Spearhead“ auf Tel Nof, August 2019
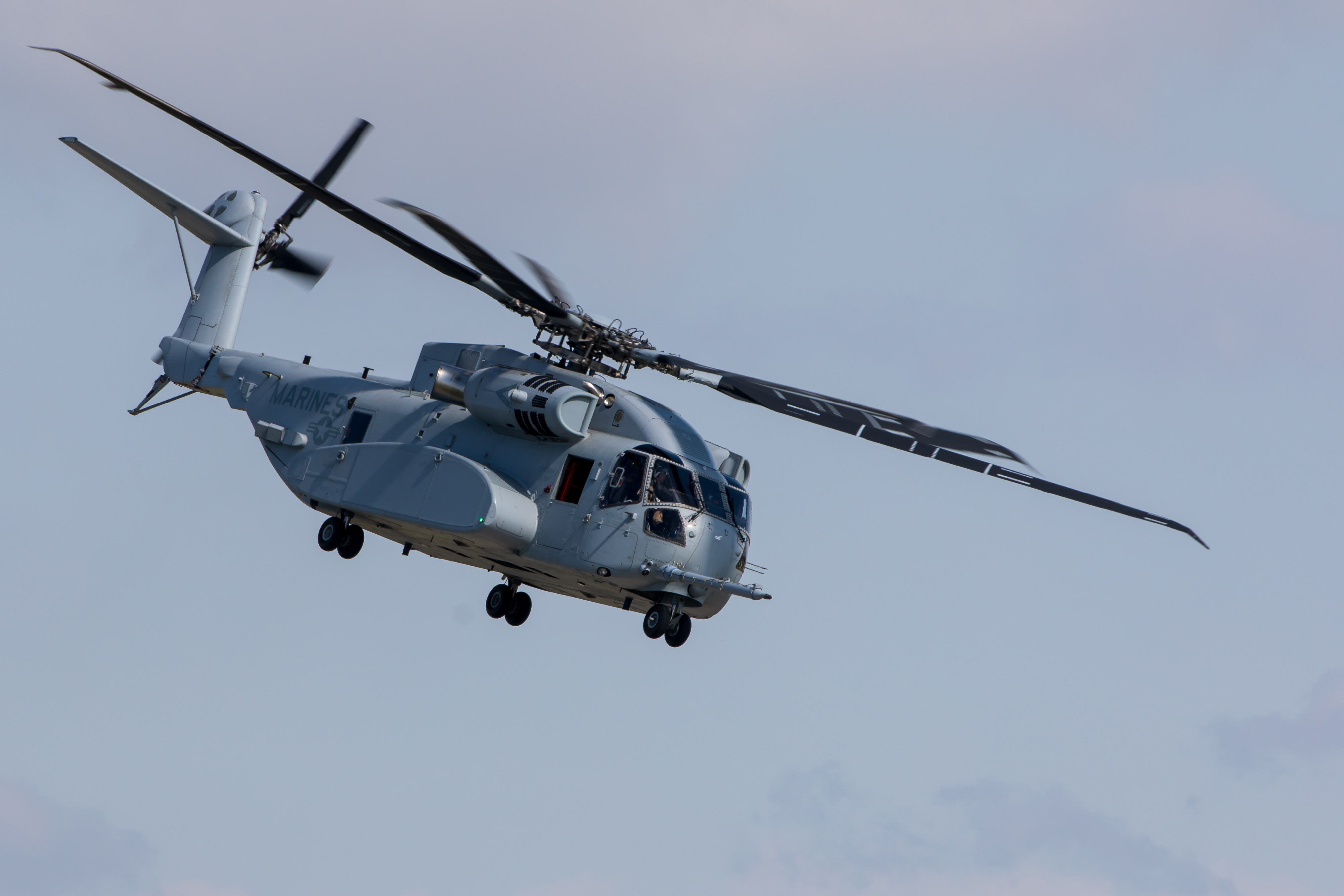
CH-53K King Stallion Wild werden ab 2028 die 114. Staffel „Night Carriers“ wieder auffüllen
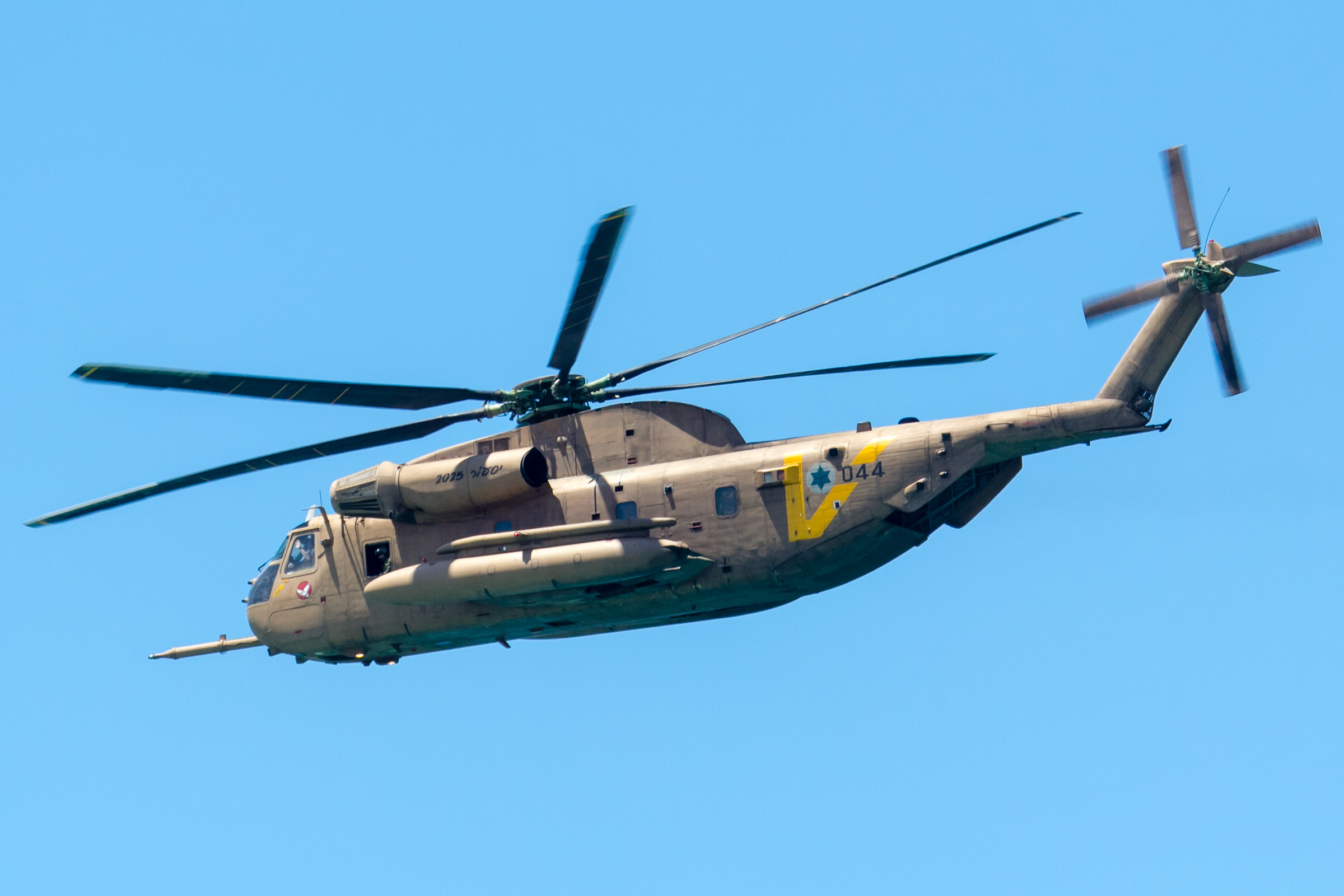
Transporthubschrauber CH-53D Sea Stallion Jasʿur der 118. Staffel „Night Raptors“ auf Tel Nof, Mai 2016
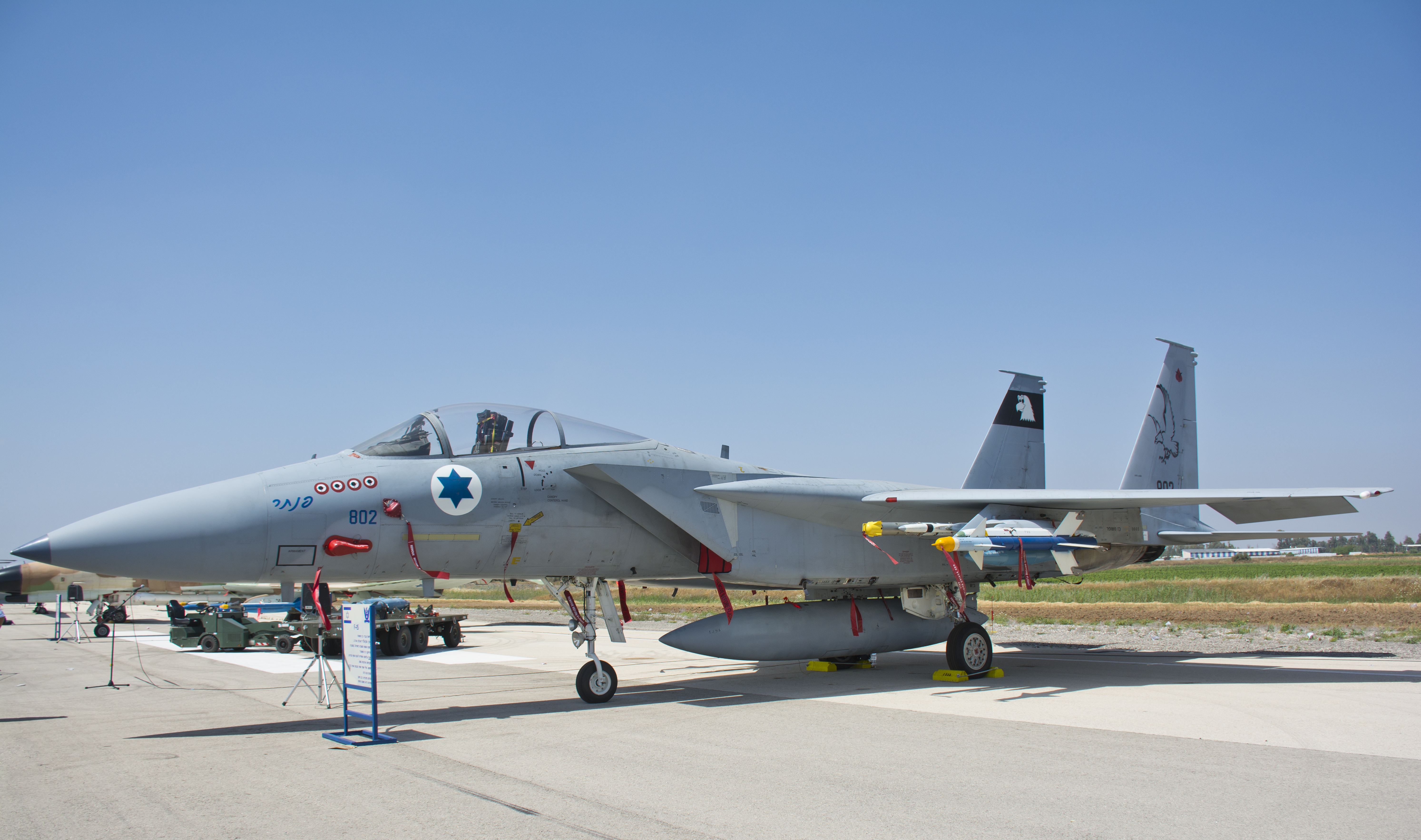
F-15C Eagle Baz der 133. Staffel „Knights Of The Twin Tail“ mit vier syrischen Abschüssen
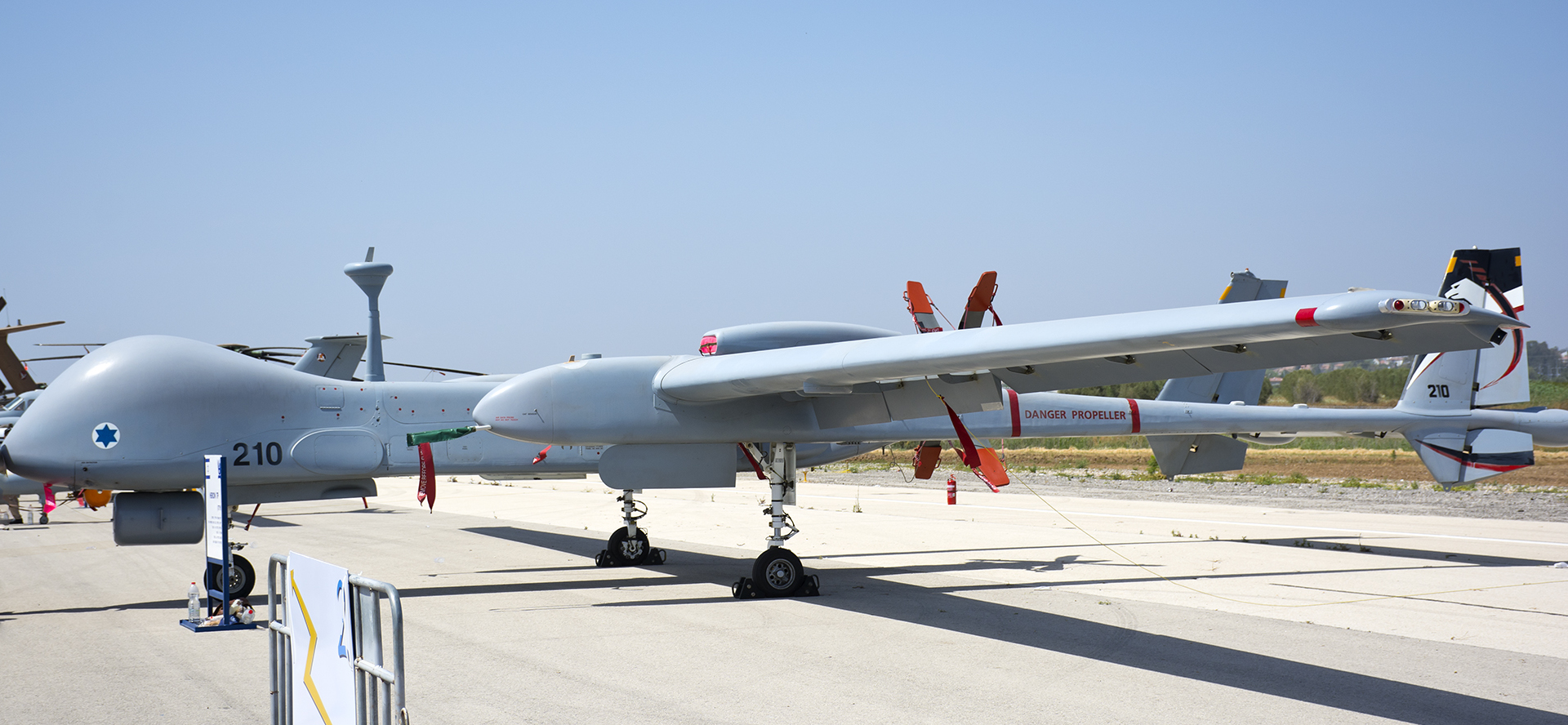
IAI Heron TP Eitan Drohne der 210. Staffel „White Eagle“, stationiert auf Tel Nof
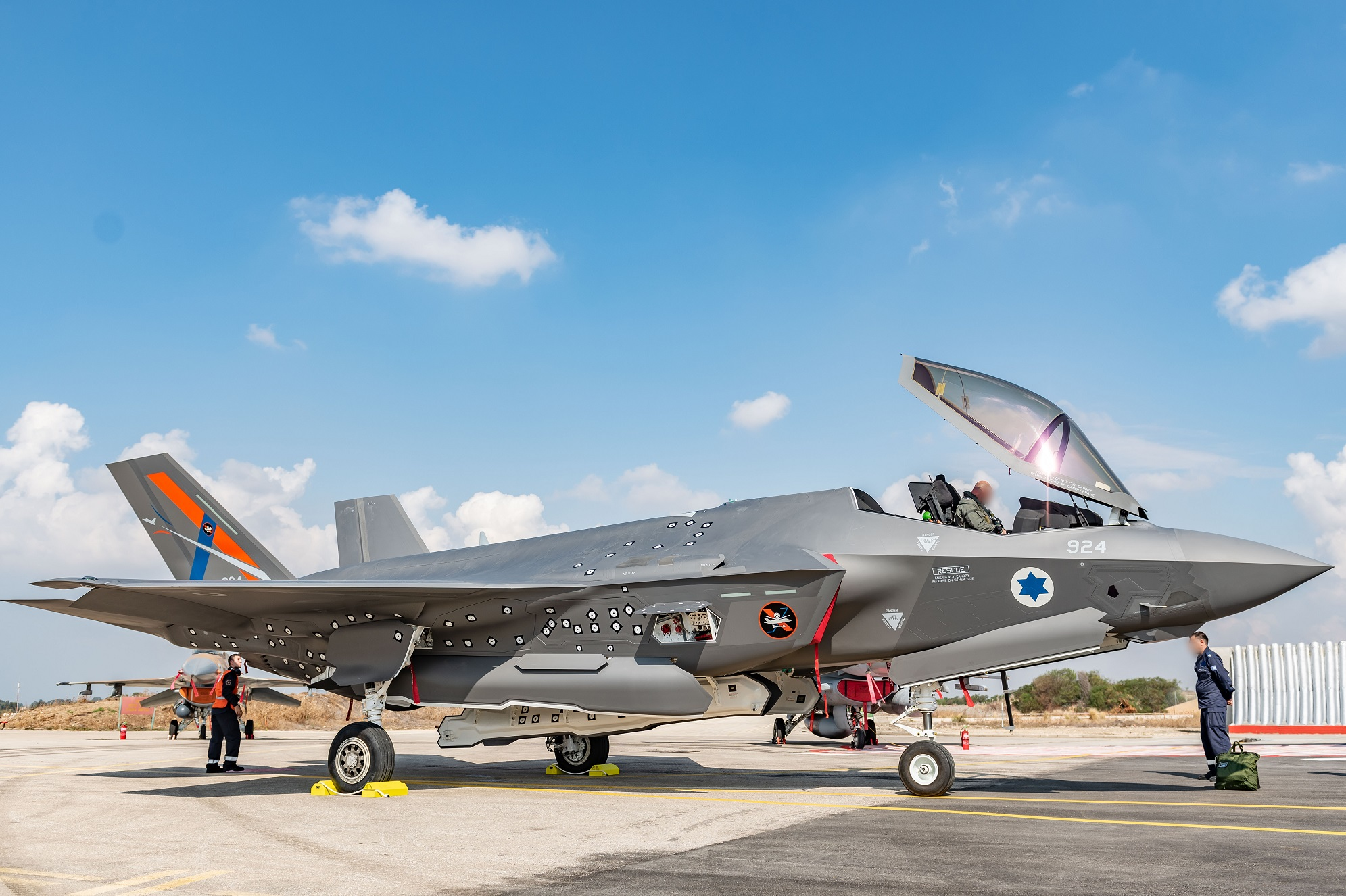
Das Flugtestzentrum Manat auf Tel Nof erhält im November 2020 eine spezielle F-35I Adir
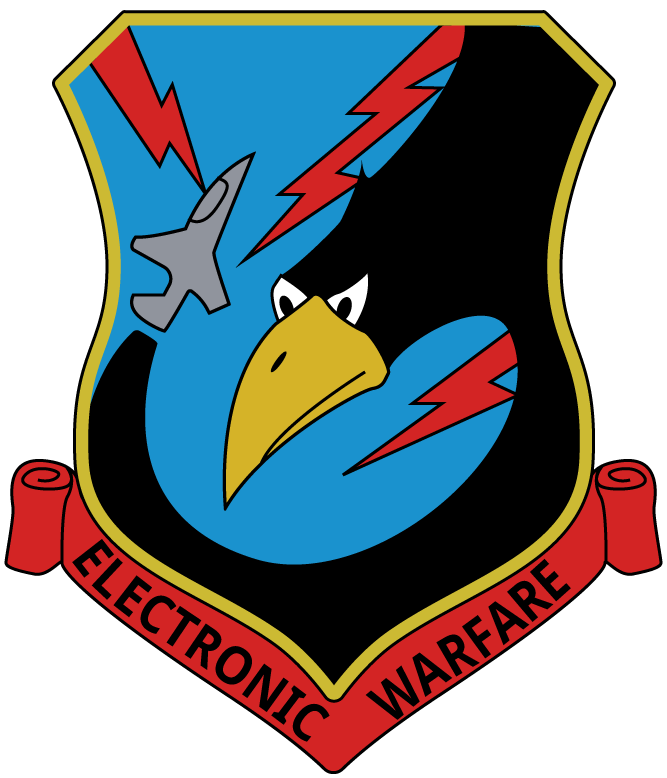
Schulterabzeichen der Einheit 555 „Sky Crows“ für Elektronische Kampfführung auf Tel Nof
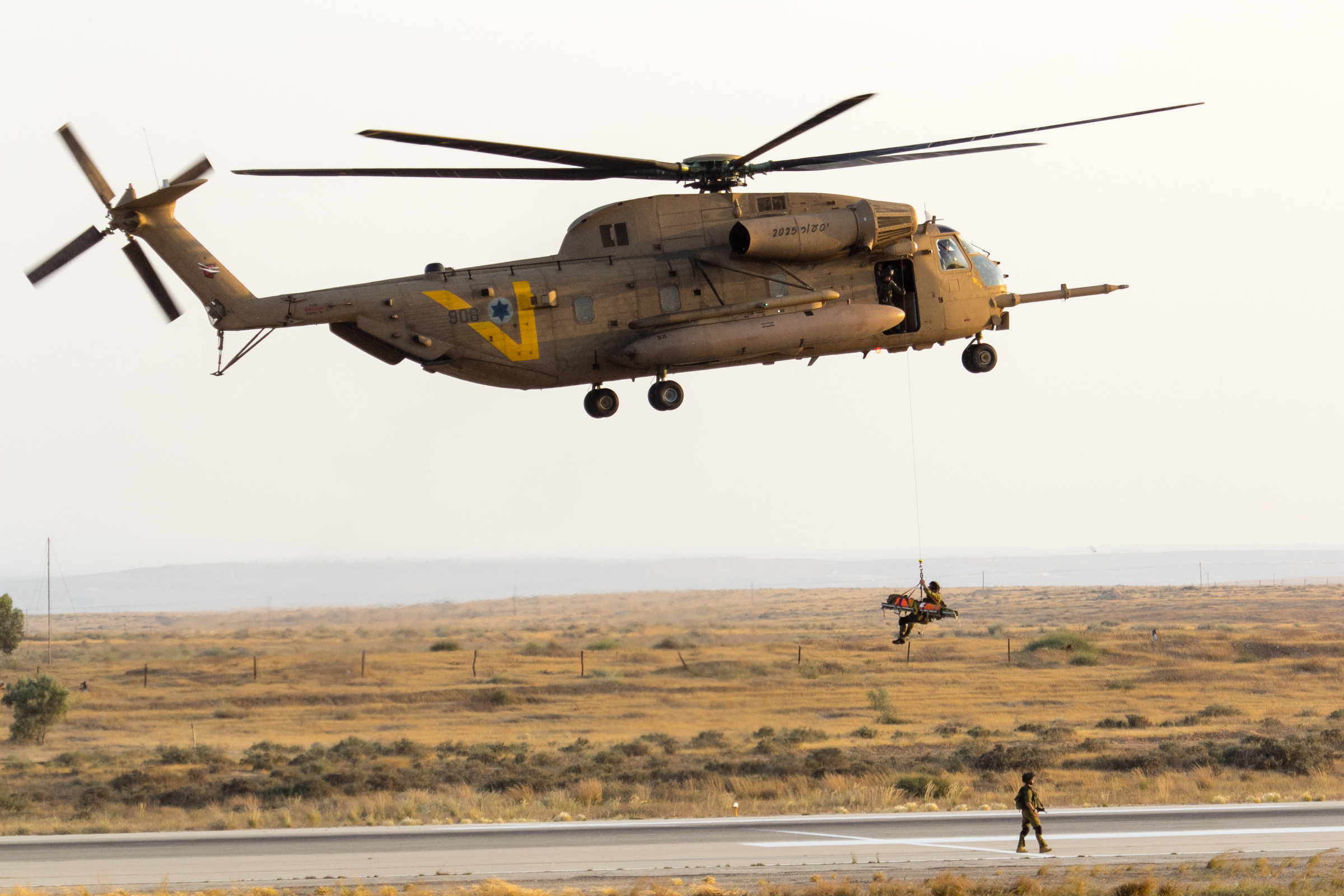
Einheit 669 „Flying Cats“ übt mit einer CH-53D Sea Stallion Jasʿur von Tel Nof die Bergung von Personen
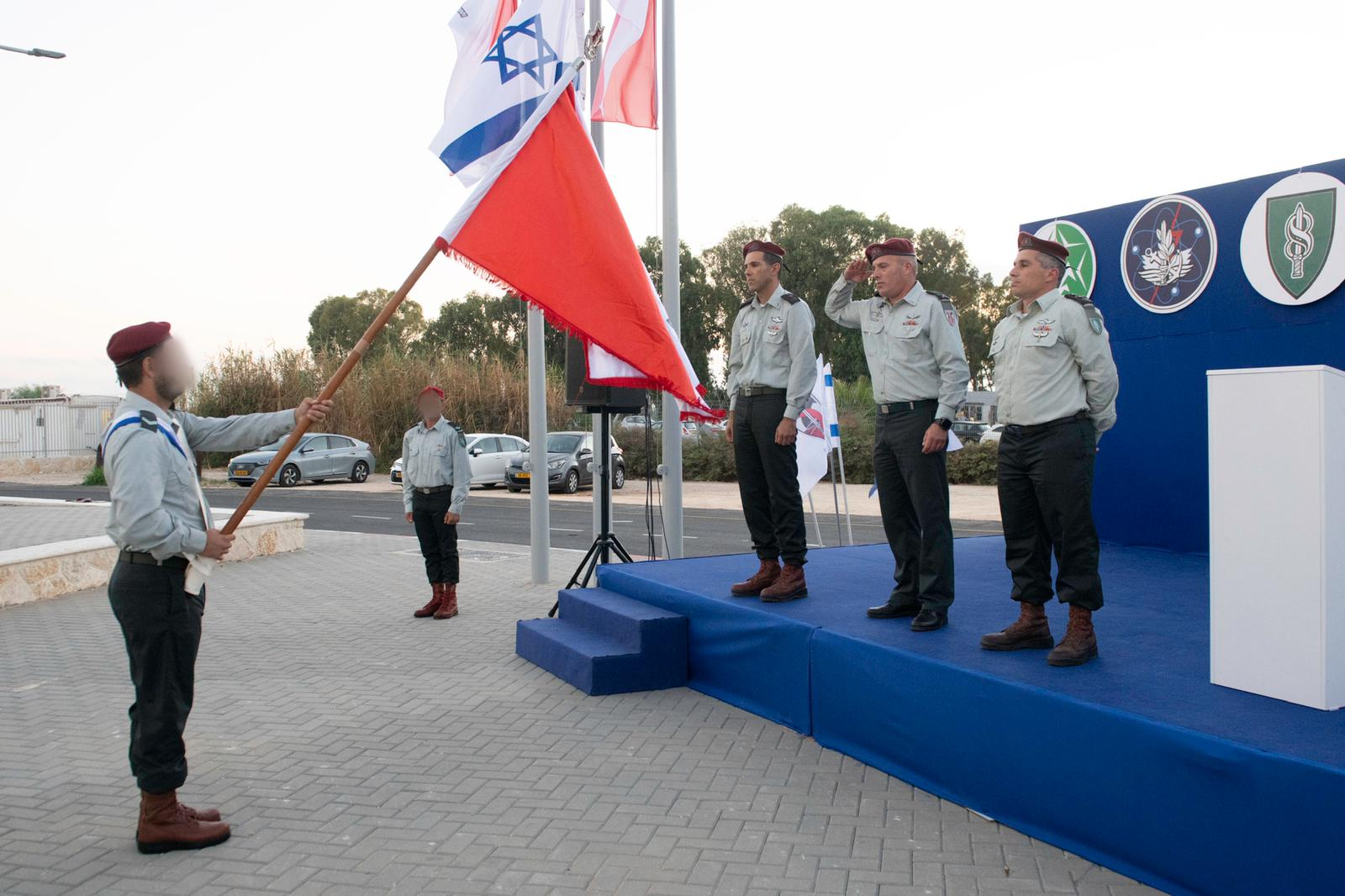
Kommandowechsel der multidimensionalen Spezialeinheit 888 Refaʾim im Juli 2021 auf Tel Nof
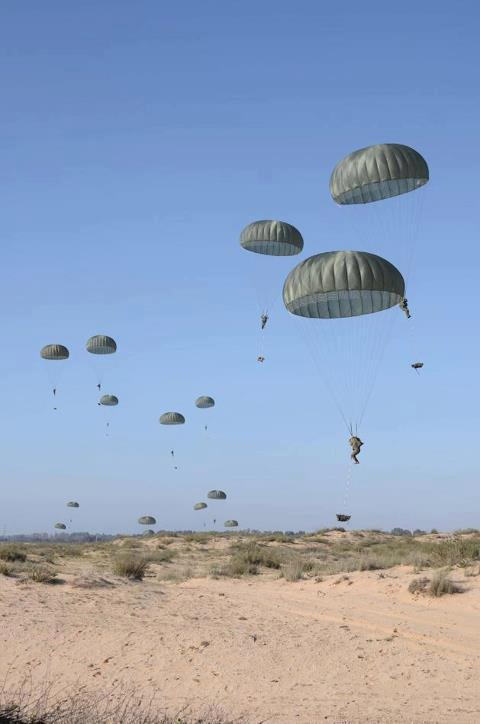
Israelische Fallschirmjäger von Tel Nof „regnen“ im März 2012 über Südisrael bei einer Übung herunter
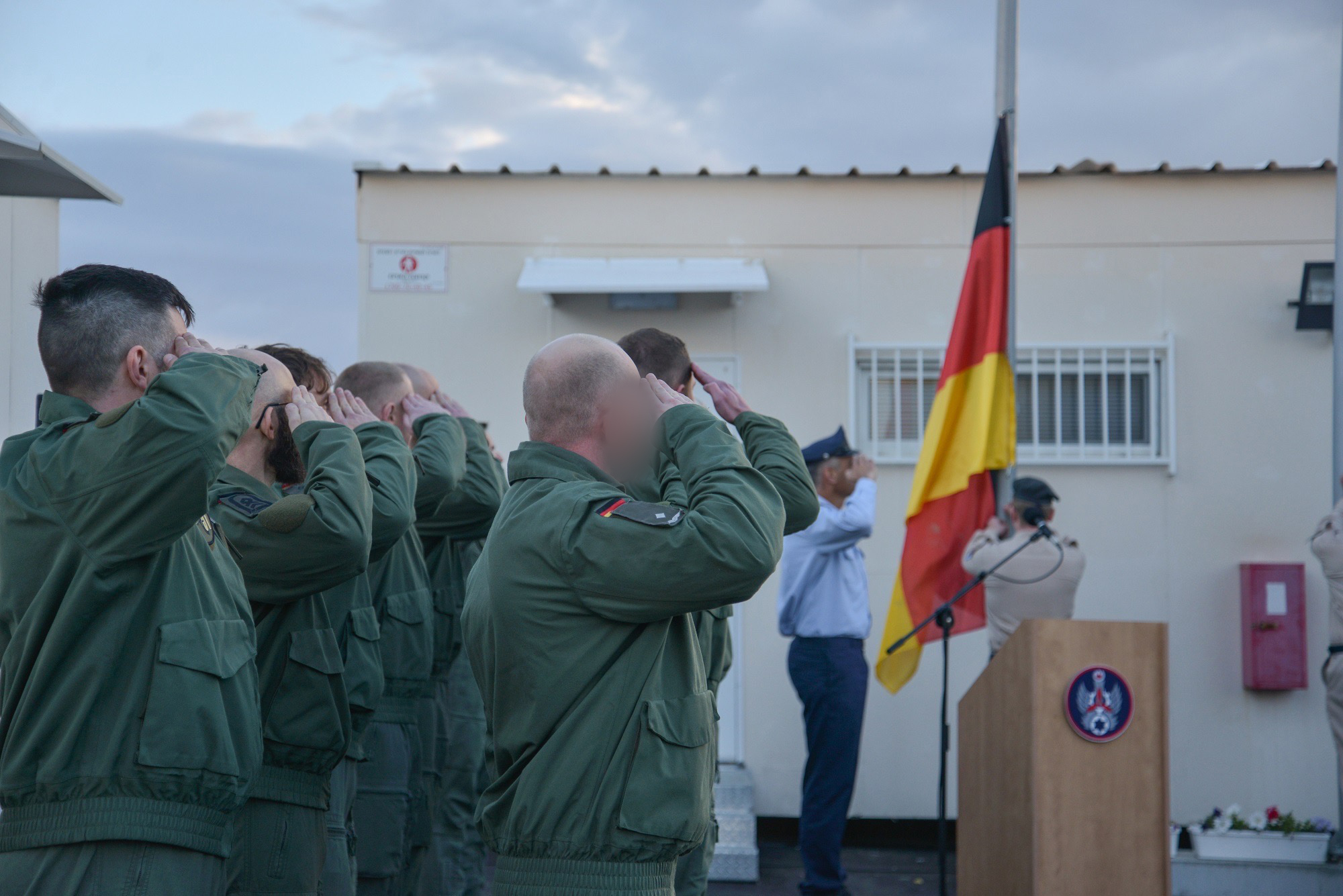
Die israelisch-deutsche „Red Baron“-Staffel zur Drohnenausbildung wird 2019 auf Tel Nof eingeweiht

Hinweis: Flugzeuge der IAF lassen sich meist über die Symbole am Heck ihrer jeweiligen Staffel zuordnen.

## Zwischenfälle
- Am 4. Juli 1948 fing das Triebwerk Nr. 1 (links) einer Curtiss C-46 Commando der israelischen Luftstreitkräfte (Luftfahrzeugkennzeichen RX-133) beim Anlassen auf dem späteren Militärflugplatz Tel Nof Feuer. Offenbar war während des Betankungsvorgangs mit einer manuellen Kraftstoffpumpe Kraftstoff auf die linke Tragfläche ausgelaufen. Das Feuer wurde gelöscht, aber am Flugzeug kam es zu erheblichen Schäden an der linken Seite des Rumpfes, wodurch es irreparabel beschädigt wurde. Personen kamen nicht zu Schaden[47] (siehe auch Bild einer israelischen C-46 Commando unter Erste Transportflugzeuge).

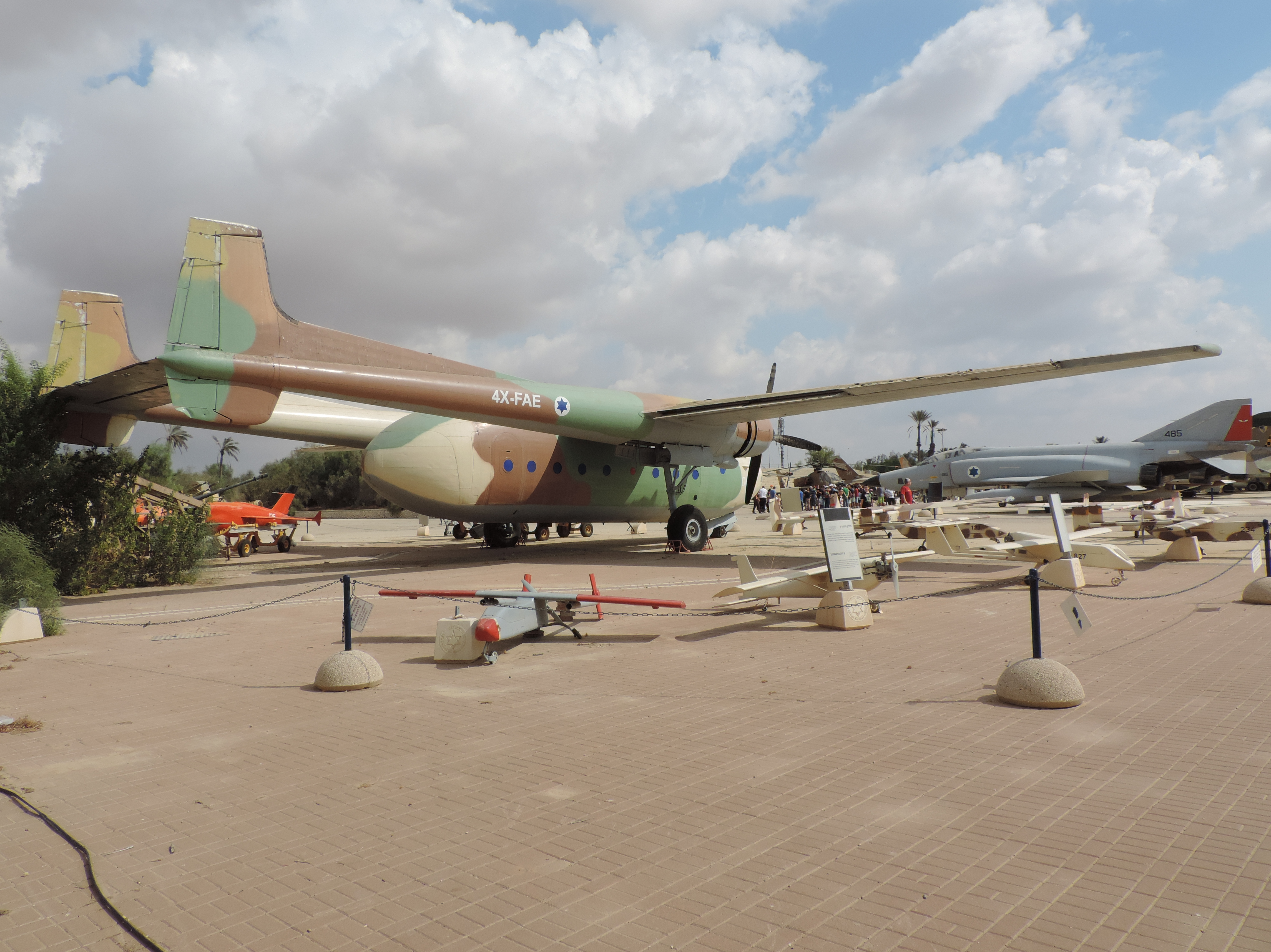
Eine baugleiche Nord Noratlas 2501D im IAF Museum bei Chazerim

- Am 29. April 1964 wurde eine Nord Noratlas 2501D der 103. Staffel „Elephants“ von Tel Nof (4X-FAD/044) in der Nähe des Militärflugplatzes Ramon in einen Berg geflogen. Bei diesem CFIT (Controlled flight into terrain) wurden alle 9 Insassen getötet, die beiden Piloten und die 7 Passagiere. Es handelte sich um die ehemalige GC+231 der Luftwaffe der Bundeswehr.[48]

- Am 19. April 1974 kollidierten zwei CH-53 Hubschrauber aus Tel Nof über dem Flughafen Rosh Pina im Norden Israels. Einer der beiden Hubschrauber konnte sicher landen, während der andere abstürzte und in Flammen aufging. Alle acht IDF-Soldaten an Bord starben. Als Grund wurde von der IAF menschliches Versagen eines der Piloten ermittelt, obwohl zu diesem Zeitpunkt mehrere Hubschrauber gleichzeitig landeten und der Fluglotse offensichtlich überfordert war.[49]

- Am 10. Mai 1977 stürzte ein CH-53 Hubschrauber aus Tel Nof während einer nächtlichen Übung im Jordantal ab. Alle 54 Insassen (einschließlich der 10-köpfigen Besatzung) kamen dabei ums Leben, was den schlimmsten Absturz eines einzelnen Luftfahrzeugs in Israel darstellt. Der Absturzort befand sich im Westjordanland, etwa 5 Kilometer nördlich von Jericho in einem Wadi. Als Ursache wurde das Fliegen in zu geringer Höhe während der Dunkelheit ermittelt, was dazu führte, dass der Hubschrauber eine Erhebung streifte, abstürzte und explodierte (CFIT, Controlled flight into terrain).[50][51]

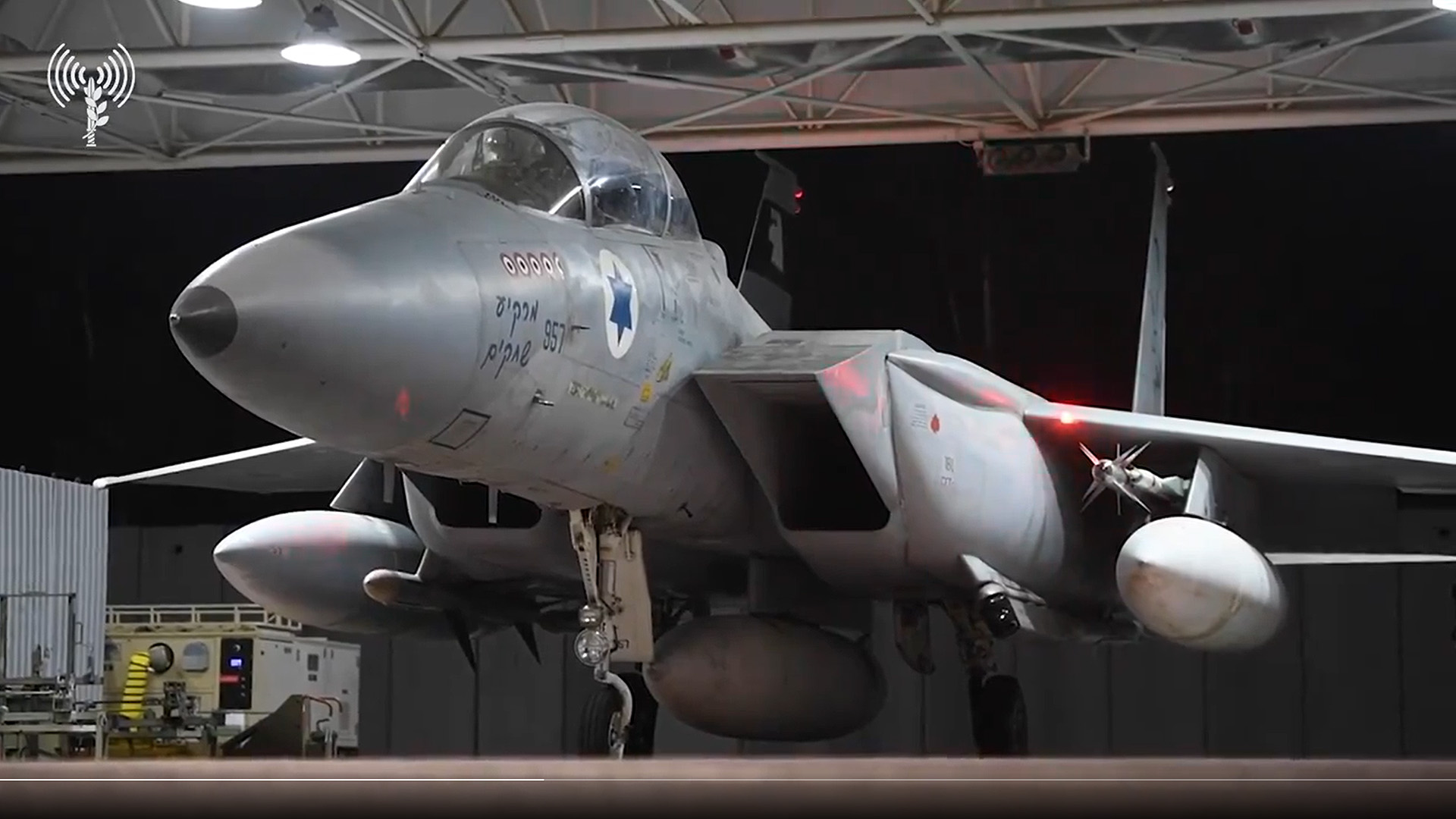
Die 1983 an der Kollision beteiligte F-15D Baz #957 vor dem israelischen Vergeltungsangriff auf den Iran in der Nacht vom 25./26. Oktober 2024

- Im Mai 1983 kollidierten eine F-15D Eagle Baz #957 aus Tel Nof und eine A-4 Skyhawk Ayit während einer Übung über der Negev-Wüste in Südisrael in der Luft. Während der Pilot der A-4 mit dem Schleudersitz ausstieg, schaffte es die zweisitzige F-15D, sicher auf dem nahegelegenen Militärflugplatz Ramon zu landen, obwohl ihr rechter Flügel bei der Kollision fast vollständig abgerissen wurde. Dies war nur möglich, weil der F-15-Pilot die Nachbrenner einschaltete und so den fehlenden Auftrieb ausglich. Die Landung erfolgte mit etwa der doppelten Geschwindigkeit wie normal, und der Jet kam – abgebremst durch Fanghaken und Kabel – erst kurz vor dem Ende der Runway zum Stehen. Der Flugzeughersteller McDonnell Douglas war so beeindruckt von dem Geschehen, dass er kostenlos einen neuen rechten Flügel übersandte. Die Maschine mit der Nummer 957 wurde repariert und wieder in Dienst gestellt.[52][53] Als die IAF in der Nacht vom 25. auf den 26. Oktober 2024 in einer Vergeltungsaktion den Iran angriff, war diese Maschine #957 daran beteiligt, denn sie wurde anschließend von der IDF in einem kurzen Video über die Operation gezeigt – mehr als 41 Jahre nach dem Unfall (siehe Foto oben/rechts).[54]

- Am 4. Februar 1997 kollidierten zwei CH-53 Hubschrauber der 118. Staffel aus Tel Nof über Nordisrael, als sie in den Abendstunden dabei waren, Soldaten in die israelische Sicherheitszone im Südlibanon zu transportieren. Beide Maschinen stürzten ab und alle 73 Insassen kamen dabei ums Leben – allesamt männliche Militärangehörige. Die beiden Absturzstellen befanden sich im Moschav Scheʾar Jaschuv (שְׁאָר יָשׁוּב, heute Gedenkstätte: Lage) und auf freiem Feld nahe des Kibbuz Dafna. Der Absturz, der das bisher schlimmste Unglück in der israelischen Luftfahrt darstellt, löste eine landesweite Trauer aus und gilt als einer der Hauptgründe für die Entscheidung Israels, sich im Jahr 2000 aus dem Südlibanon zurückzuziehen.[55] Als Unglücksursache wird angenommen, dass die beiden Hubschrauberpiloten den Blickkontakt und die Orientierung zueinander verloren hatten, als sie in der Dunkelheit mit vorschriftsmäßig ausgeschaltetem Licht auf die Grenze des Libanon zuflogen.

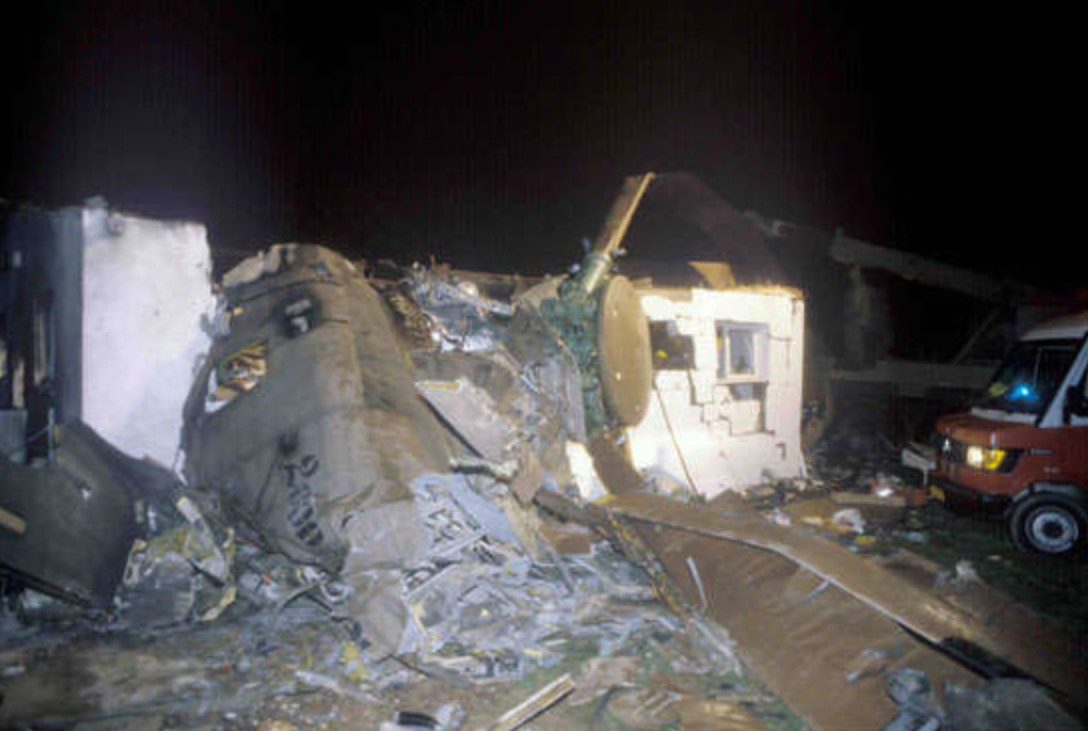
Überreste eines der beiden abgestürzten CH-53 Hubschrauber
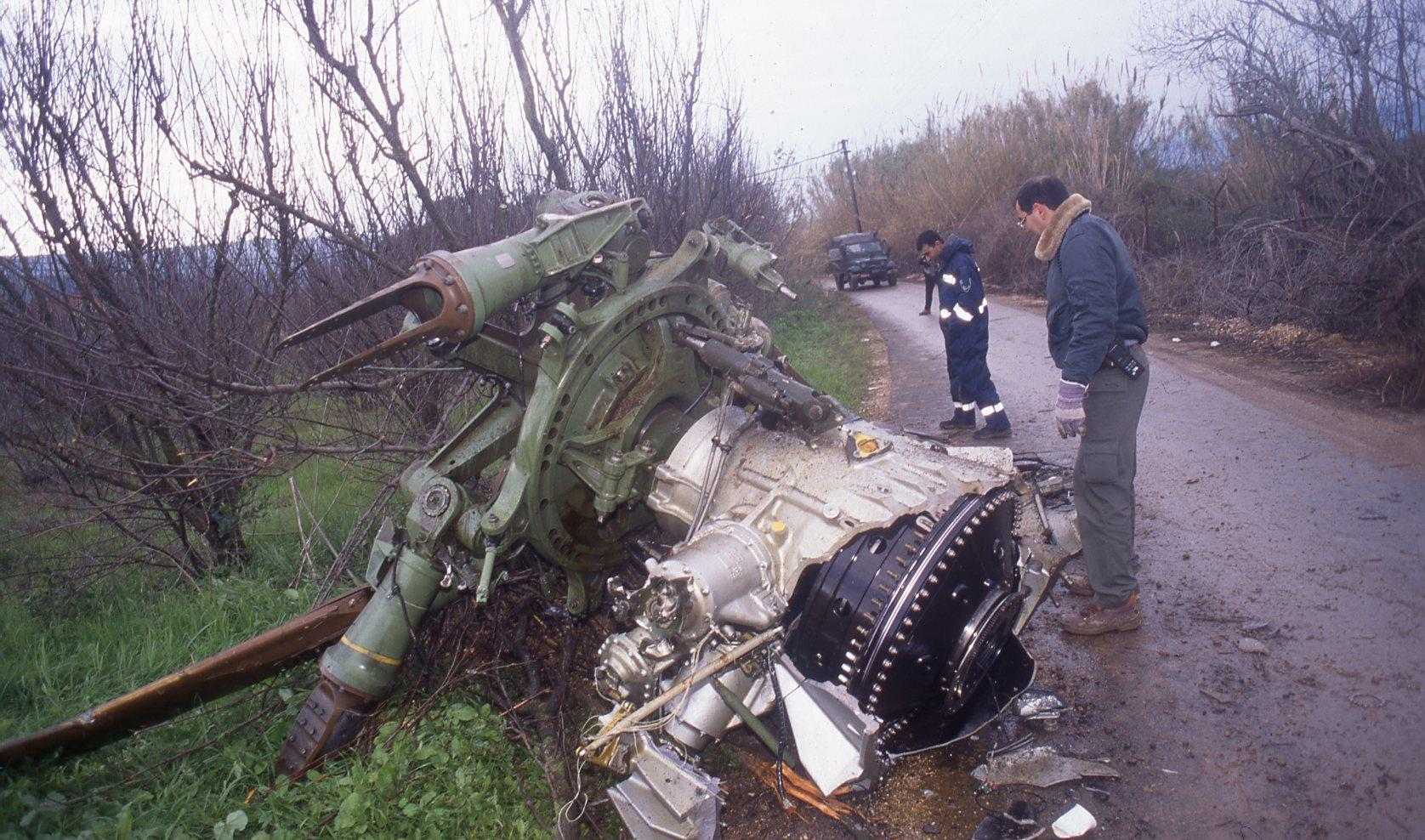
Trümmer des zweiten abgestürzten CH-53 Hubschraubers
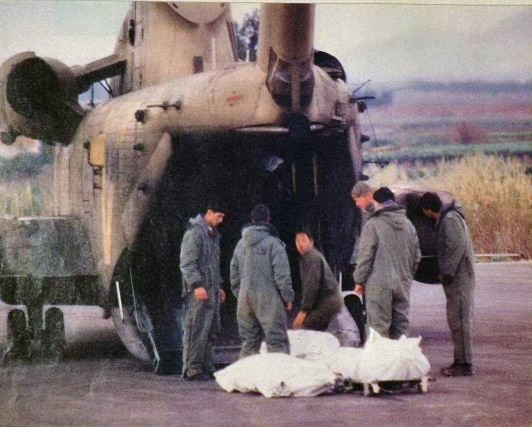
Bergung und Transport von Opfern der beiden Hubschrauber-Abstürze
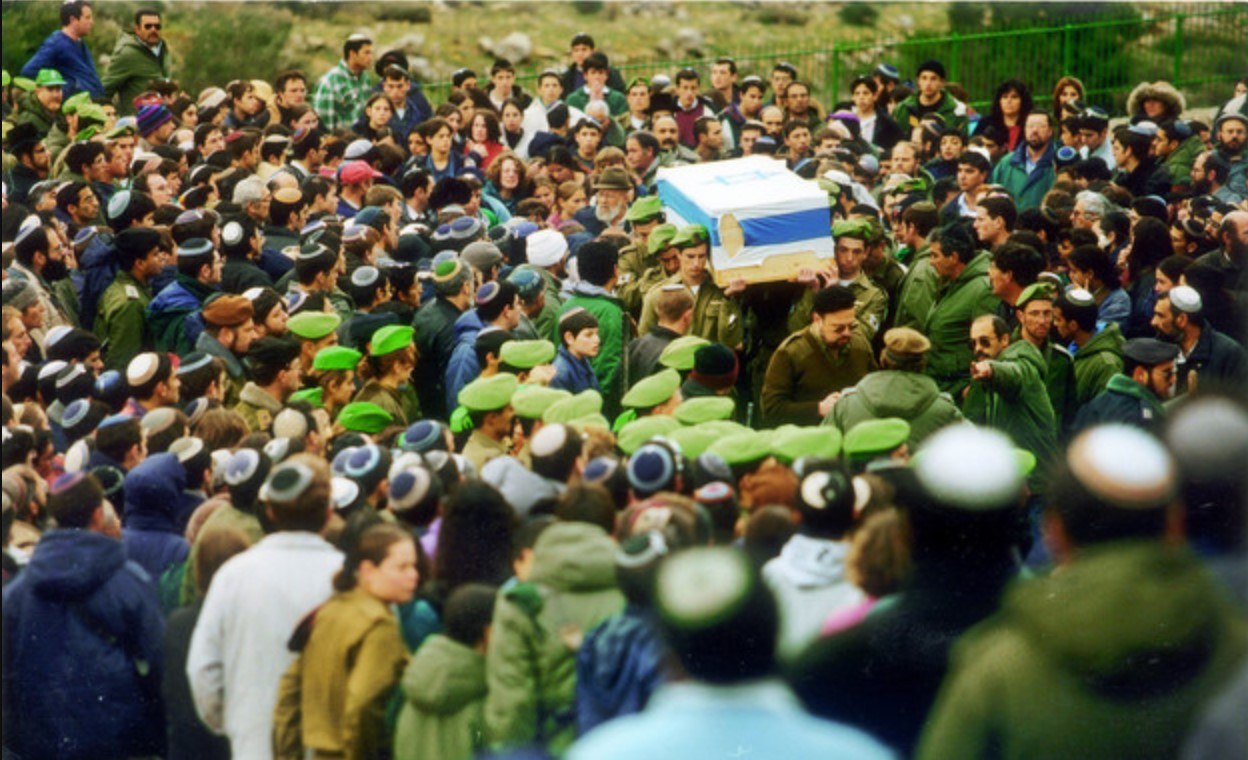
Beerdigung eines der Opfer unter großer Anteilnahme
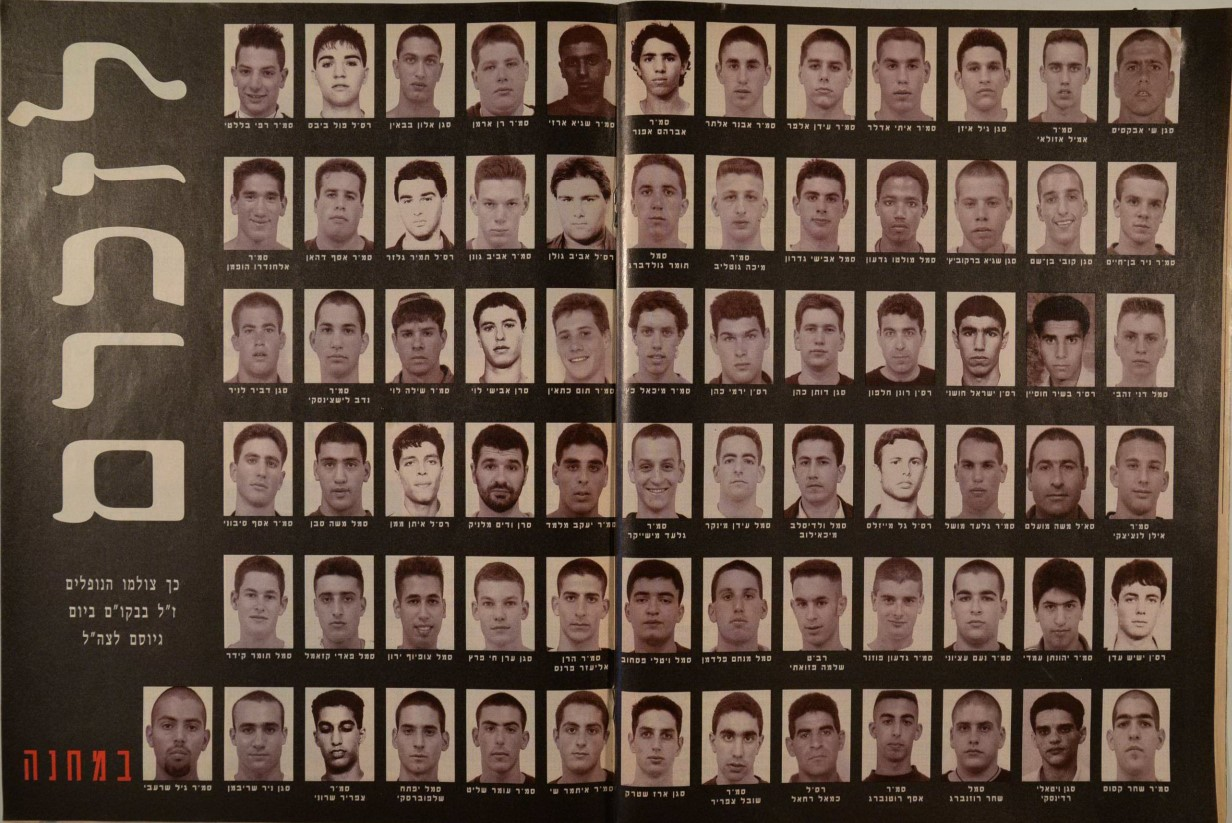
Porträtfotos aller 73 Opfer des Unglücks
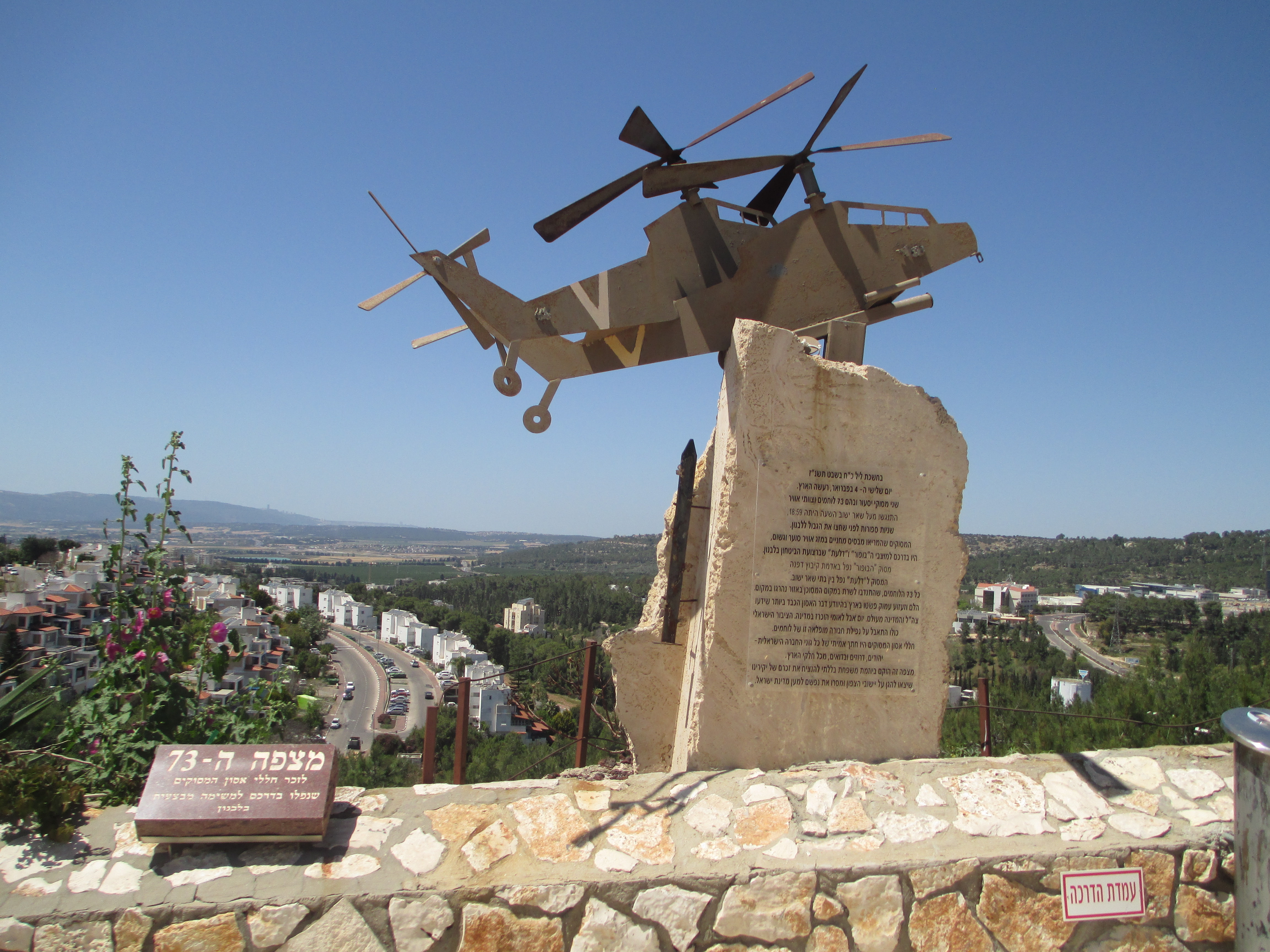
Gedenkstätte in Migdal haʿEmeq
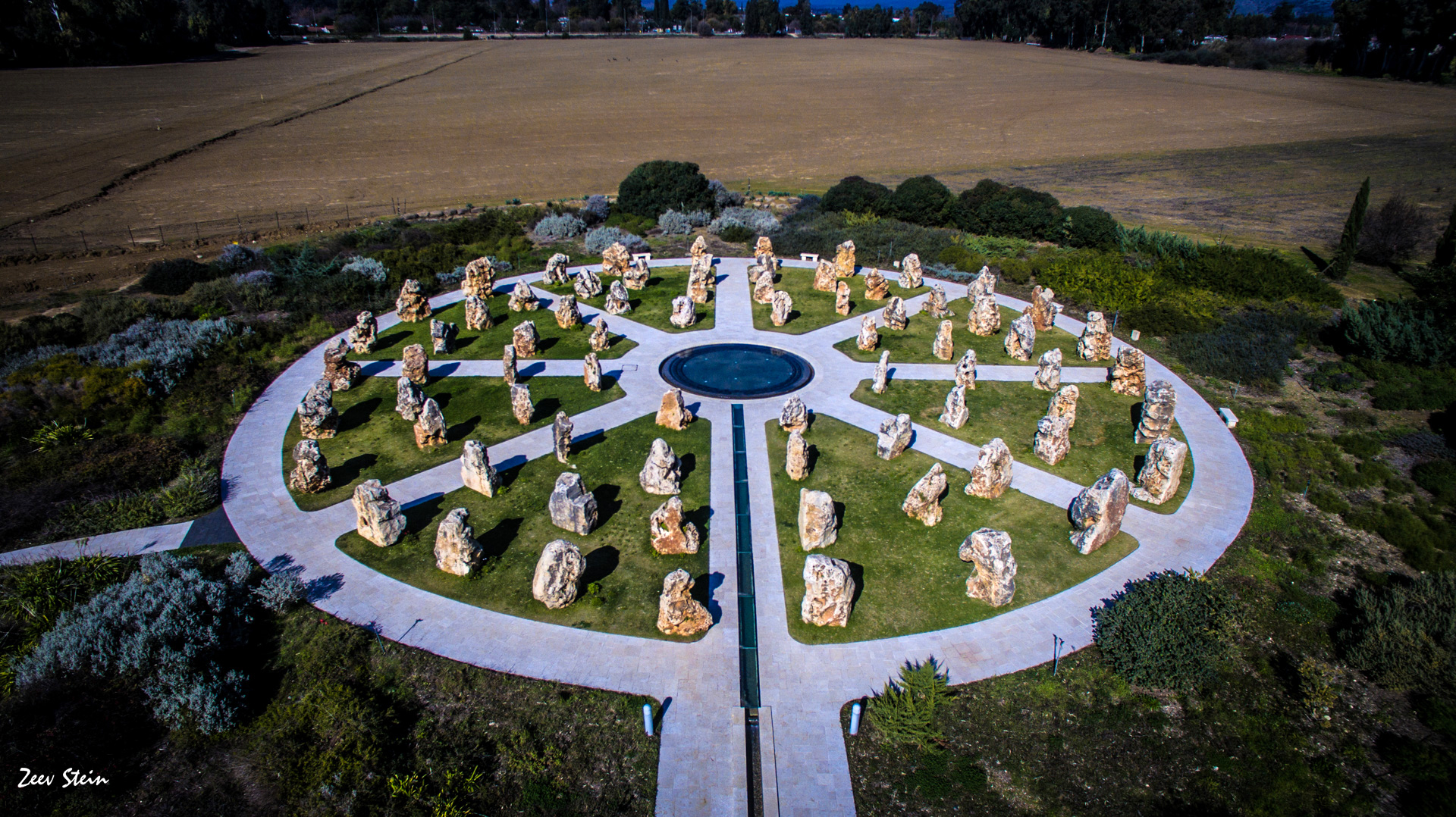
Gedenkstätte in Scheʾar Jaschuv, einem der beiden Absturzorte

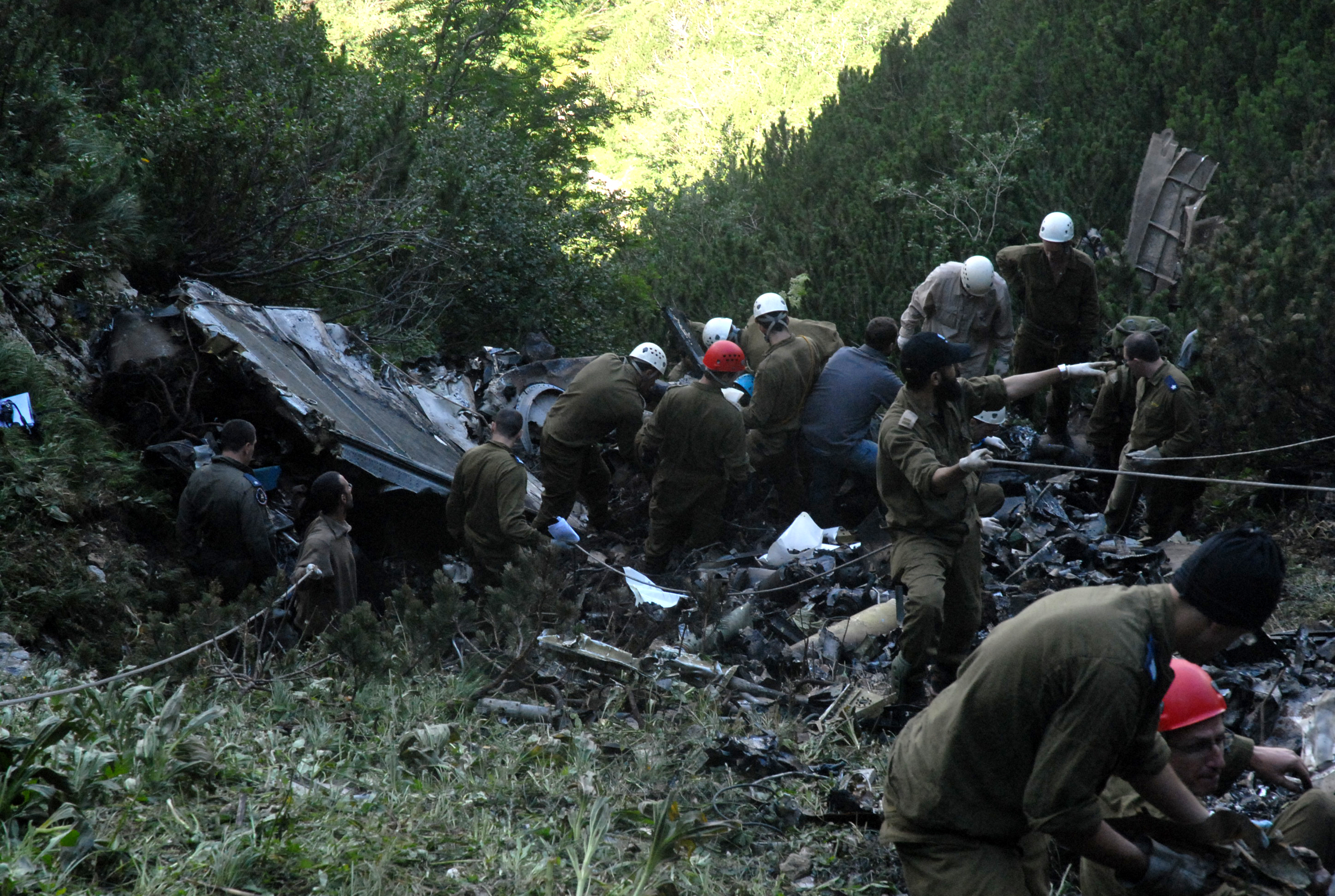
Die Absturzstelle in bergigem Gelände in Rumänien im Juli 2010

- Am 26. Juli 2010 stürzte ein CH-53D Hubschrauber der 118. Staffel aus Tel Nof während einer rumänisch-israelischen Militärübung in den Karpaten in der Nähe der Stadt Brașov in Rumänien ab. Alle sieben Insassen starben: vier israelische Piloten, zwei israelische Mechaniker und ein rumänischer Verbindungsoffizier. Eine Untersuchung ergab, dass der Absturz höchstwahrscheinlich auf menschliches Versagen zurückzuführen war.[56]